# Автомобільна промисловість у Радянському Союзі

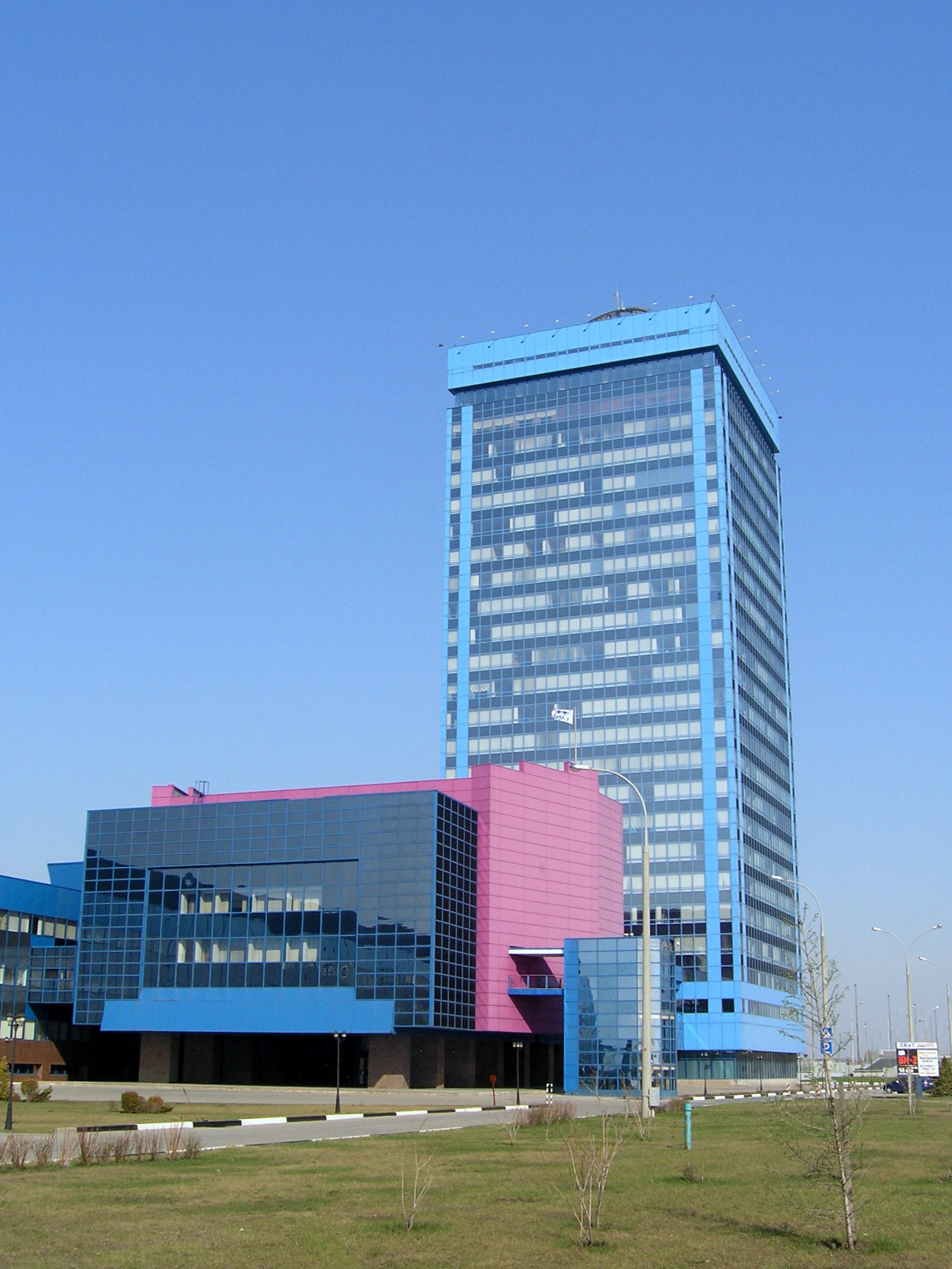
Із 1970-х років ВАЗ — найбільший виробник легковиків в СРСР

Автомобільна промисловість у Радянському Союзі (також Автомобільна промисловість Радянського Союзу) — галузь економіки Радянського Союзу.
Автомобільна промисловість Радянського Союзу стосується періоду з 1929 по 1991 рік і охоплює історію автомобілебудування СРСР. Вона почалася з допомоги від західних виробників і переросла в істотну індустрію, що самостійно випускала автомобілі будь-яких типів.

## Історія автопрому 1900-1920-х років

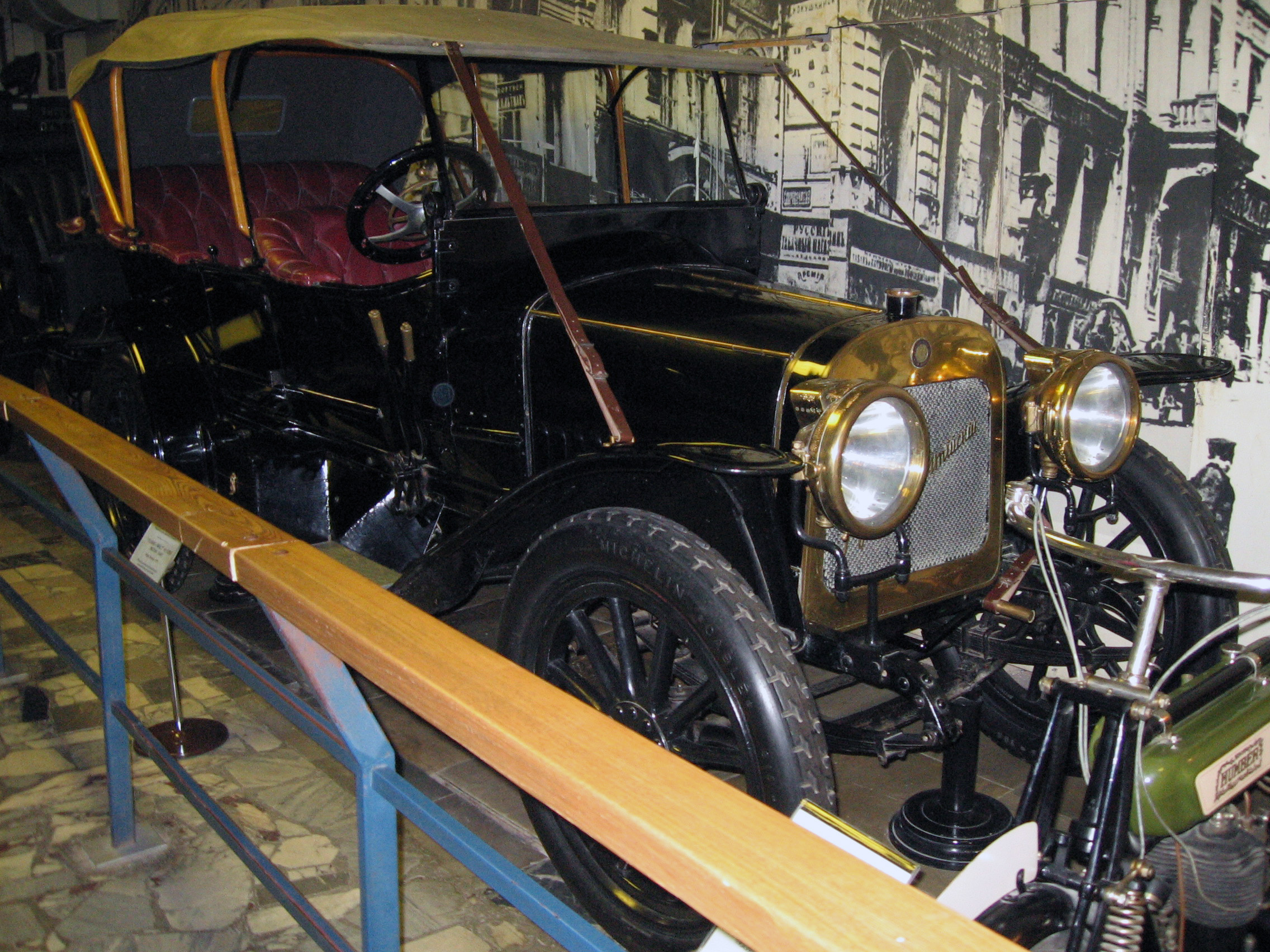
Russo-Balt K12/20 (1911—1913)

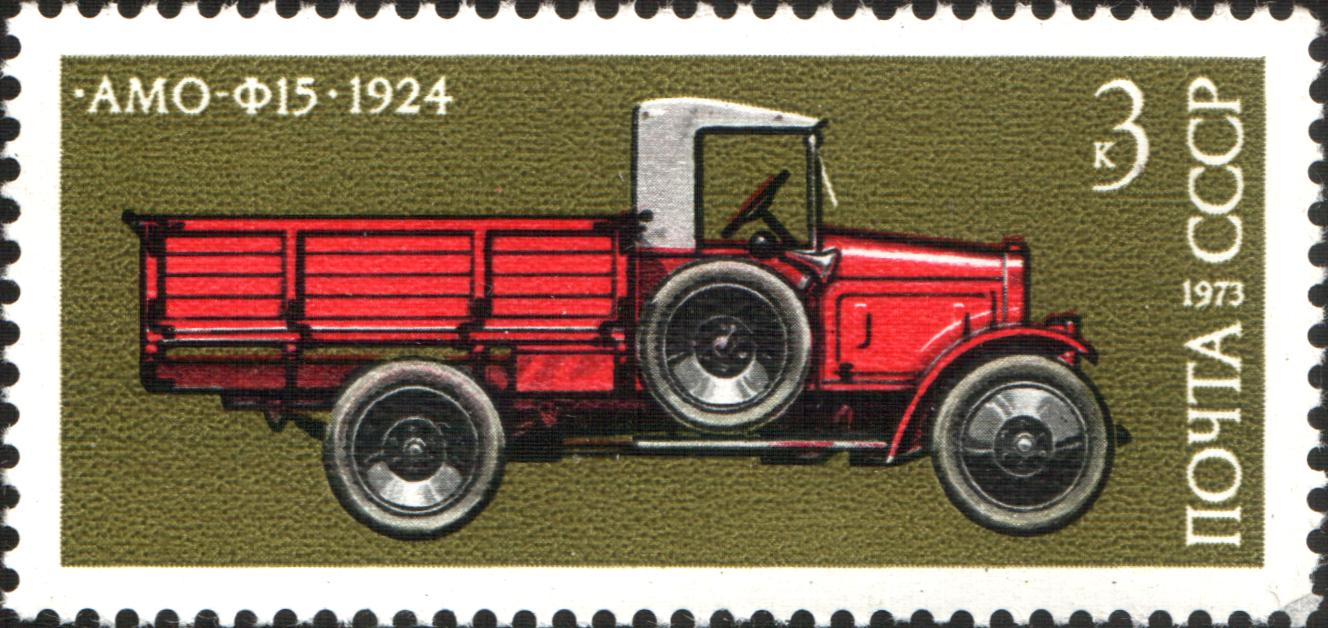
АМО-Ф-15 (роки виробництва: 1924—1931)

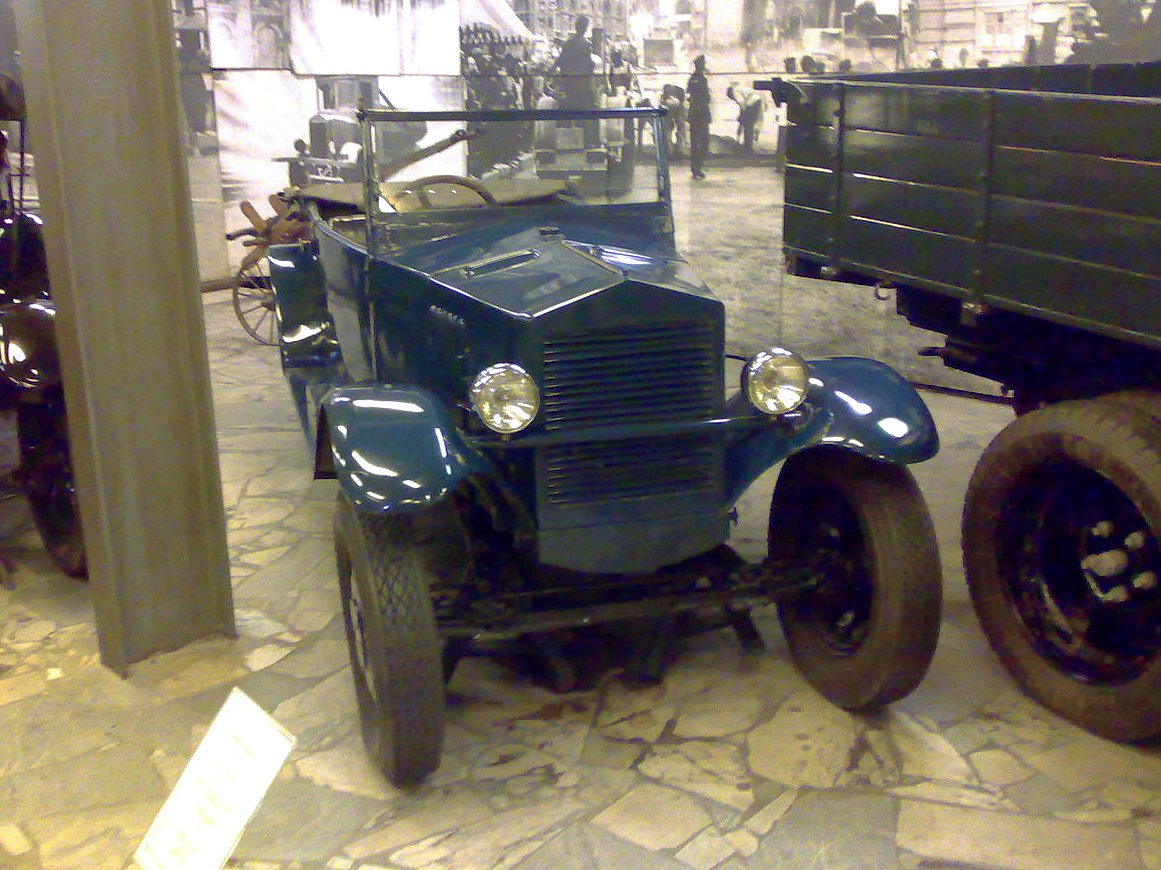
НАМІ-1 (роки виробництва: 1927—1931)

### Руссо-Балт
В Росії автомобільне виробництво було розпочате в 1908 році в Ризі на Руссо-Балтійському заводі, до 1916 року було випущено лише 450 різних автомобілів. Автозапчастини заводом отримувались з-за кордону. Підвіска автомобілів «Руссо-Балт» конструкційно була аналогічною як і ряду моделей Rolls-Royce і Delaunay-Belleville.
Першим серійним авто став «Руссо-Балт», а власниками авто ставали заможні люди: імператор і великі князі, дворяни і фінансово-промислова верхівка. Автопарк імперії складався з імпортних машин: Rolls-Royce, Ford, Peugeot, Renault, Bianchi, Oldsmobile, Opel та ін., оскільки тоді правляча еліта вважала, що краще купувати автомобілі там, де вони і були винайдені.

### АМО
Революції 1905 і 1917 року і подальша громадянська війна не могли не позначитися на економічному стані країни і не відбитися на різних галузях промисловості, в тому числі і на автомобільній. Багато заводів перестали існувати, а плани з будівництва нових підприємств так і не були здійснені. Але деяким вдалося залишитися на плаву — серед таких був завод «Автомобільне московське товариство». Силами керівництва підприємства в 1917 році в Італії були закуплені більше сотні комплектуючих для Fiat-15 зразка 1915 року, і на потужностях АМО було налагоджено виробництво цих автомобілів, що отримали назву АМО-Ф-15. При цьому складання здійснювалася ручним методом, навіть фарбування автомобілів здійснювалася звичайними малярськими кистями.

### НАМІ
Однак першим радянським серійним автомобілем став НАМІ-1, сконструйований за кресленнями з дипломної роботи студента Московського автомеханічного інституту. В розробці брав участь інженер на прізвище Ліпгарт, який згодом став головним конструктором Горьківського автомобільного заводу.

### ГАЗ
Ще одна важлива подія, яка ознаменувала кінець 20-х років XX століття — це будівництво гігантського автомобільного заводу в Нижньому Новгороді. Для роботи на підприємстві були запрошені кваліфіковані інженери і конструктори. А щоб не витрачати додаткові кошти на розробку та проектування власного транспортного засобу, було прийнято рішення закупити технології на Заході, а саме — придбати сучасну модель легкового автомобіля у північноамериканського виробника Ford в кузові фаетон (Model A), а заодно і півторатонний вантажівка (Model AA). Таким чином, вже до 1930-х років на дорогах можна було побачити «Радянський Форд».
Отже, перші автомобілі з'явилися на дорогах Росії ще наприкінці XIX сторіччя, проте населення на той момент ще трималося за старі підвалини і не готове було прийняти настільки інноваційні технології. Зацікавити російського покупця вдалося лише після такої значної події, як Міжнародна автомобільна виставка в Манежі. Економічна криза, викликана революціями і війною, істотно загальмувала розвиток радянської промисловості на початку XX століття. Однак із створенням масштабного виробництва в Нижньому Новгороді, яке згодом було перейменовано в Горьківський автомобільний завод, зародилася і потужна автомобільна промисловість. До початку 30-х років у Радянському Союзі було 18 тисяч автомобілів, 7,300 мотоциклів і всього лише 10 бензоколонок.

## Історія радянського автопрому 1930-х років

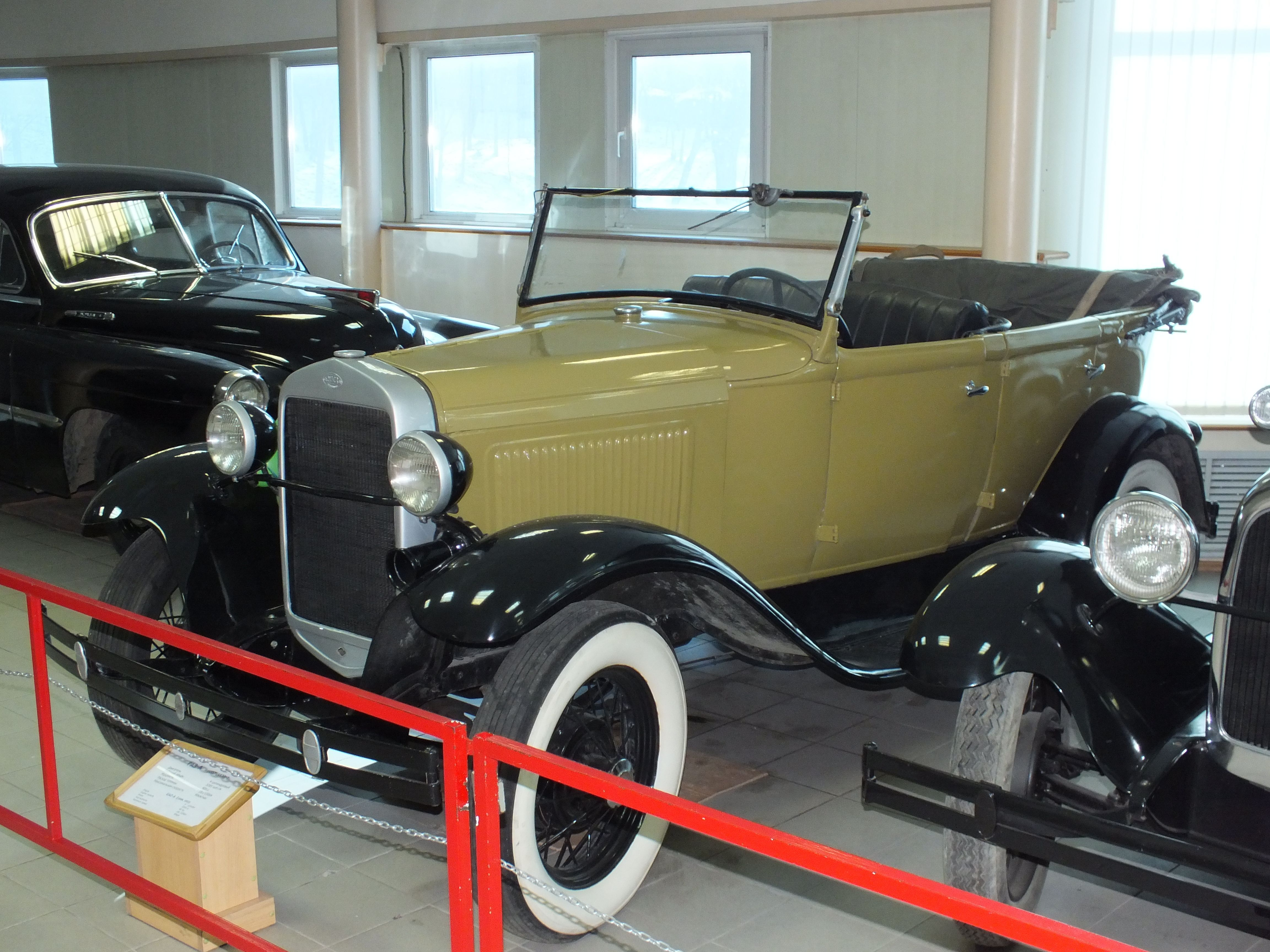
ГАЗ-А (роки виробництва: 1932—1936)

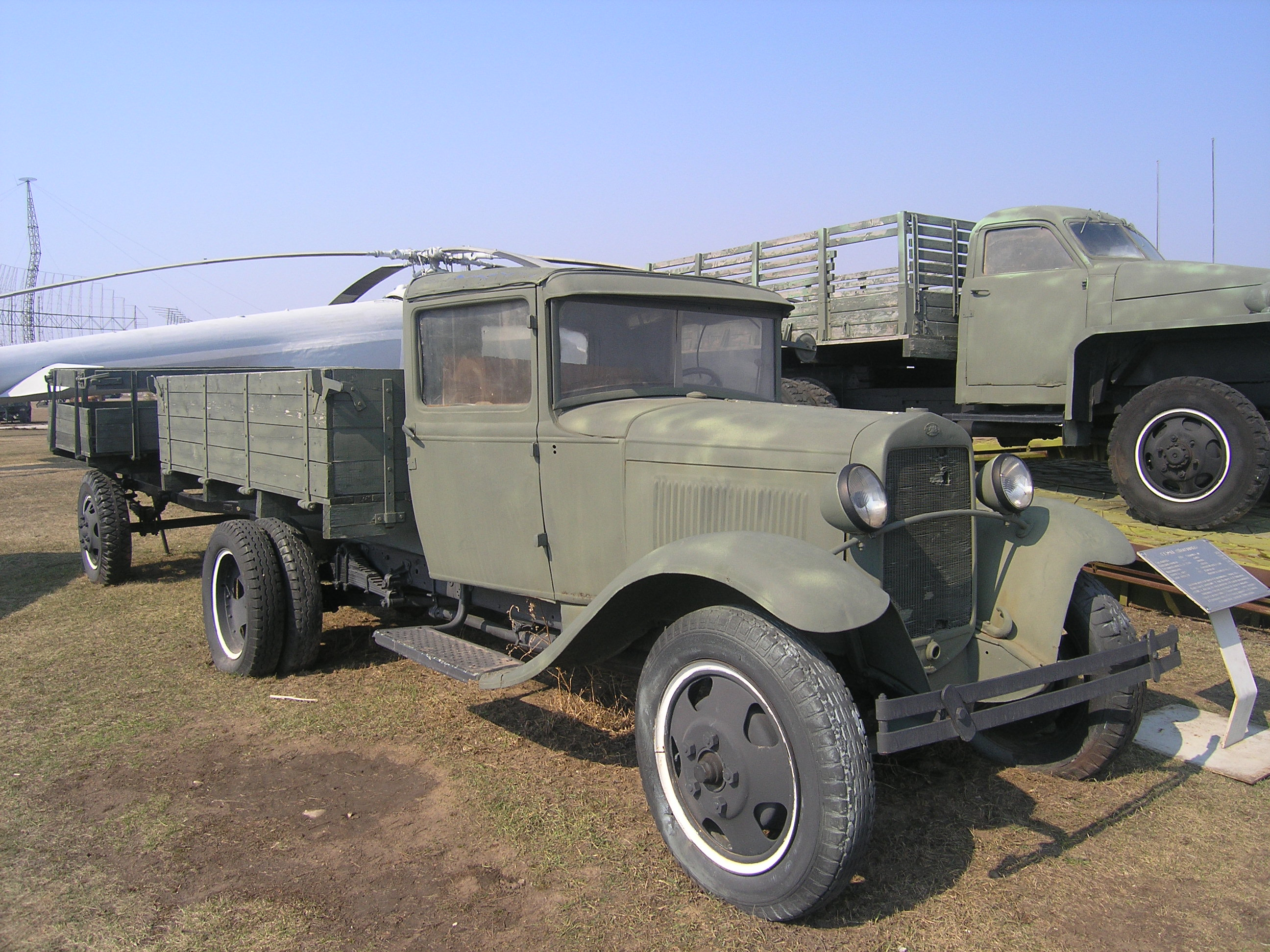
ГАЗ-АА (роки виробництва: 1932—1946)

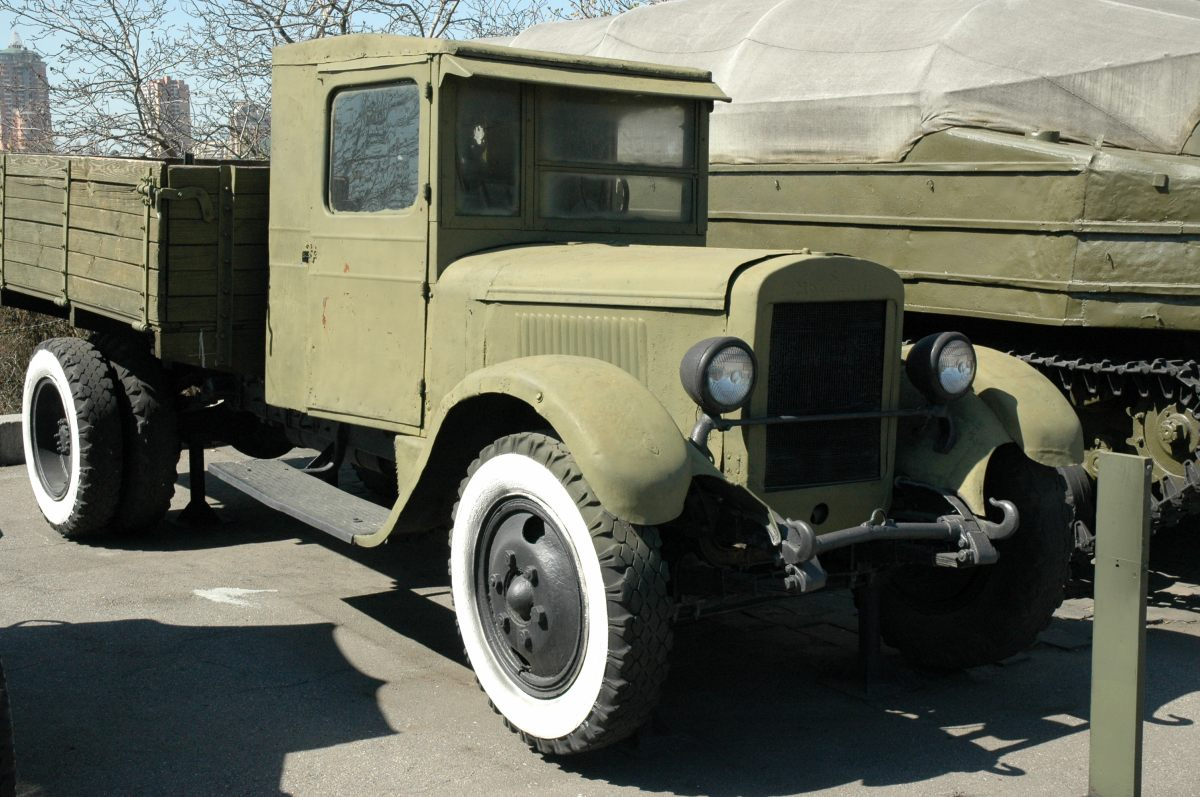
ЗІС-5 (роки виробництва: 1933—1958)

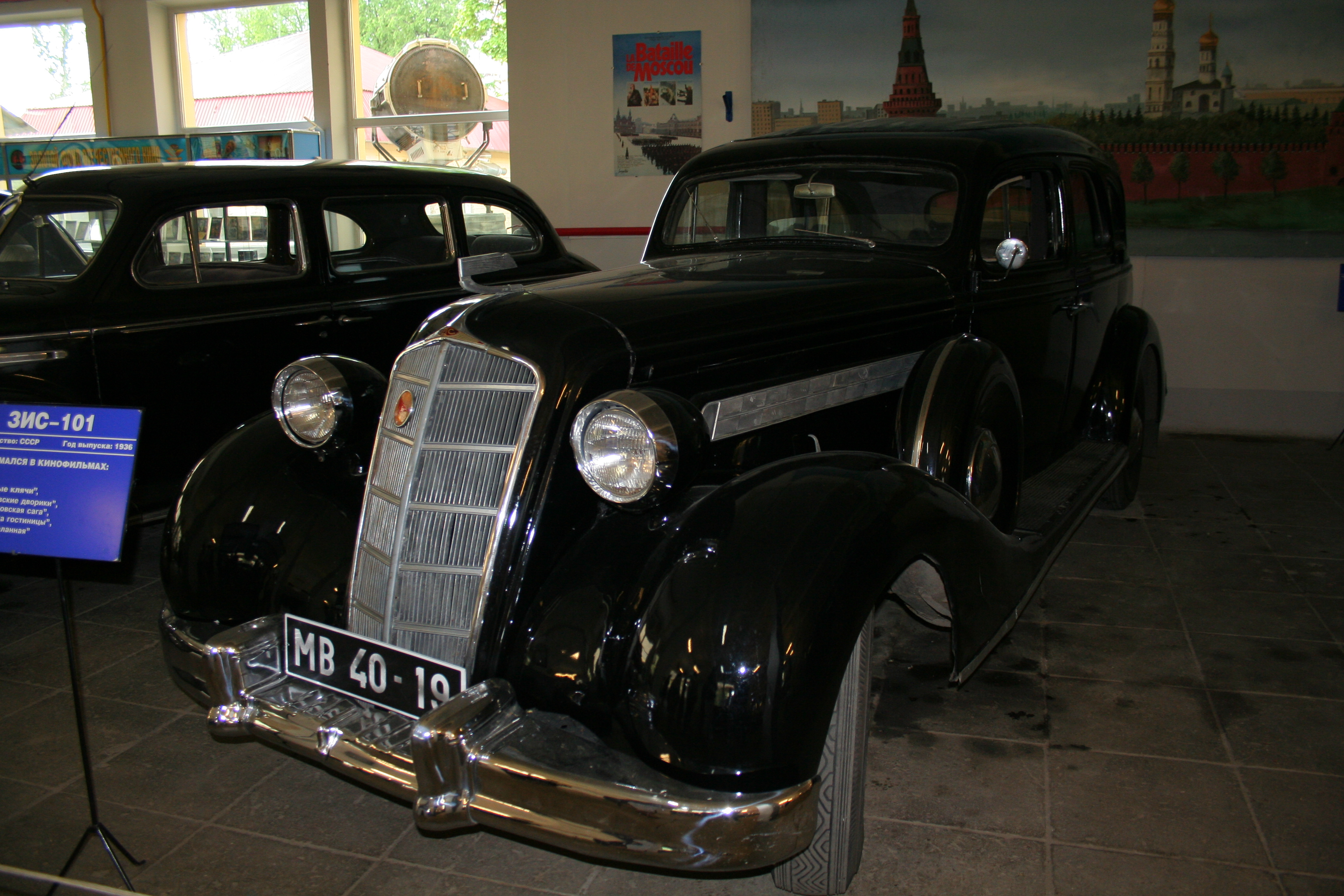
ЗІС-101 (роки виробництва: 1936—1941)

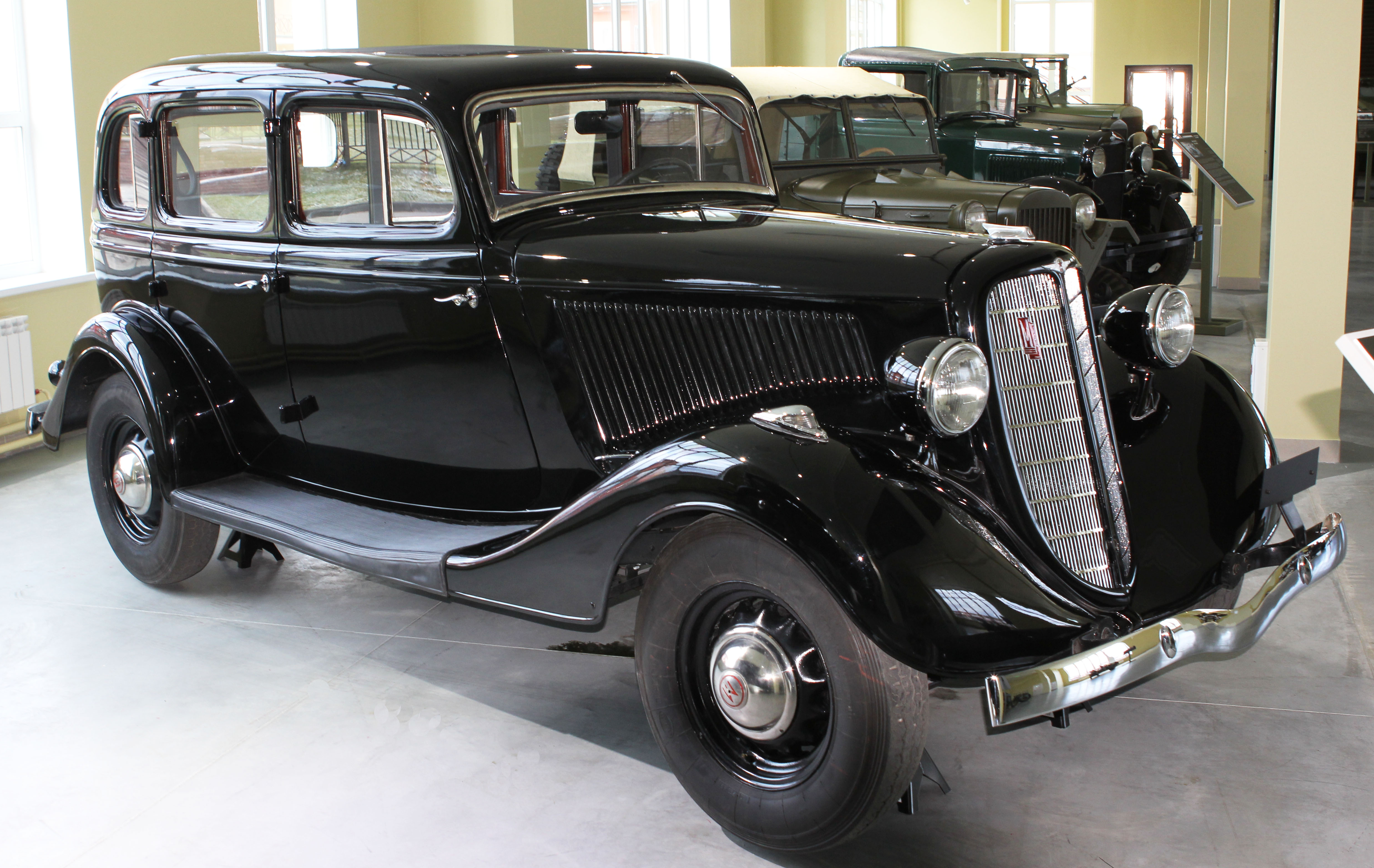
ГАЗ-М1 (роки виробництва: 1936—1943)

Найбільш значущим радянським автозаводом в 1930-ті роки ХХ століття став Автомобільний Московський Завод, відомий також як АМО.

### АМО-ЗіС
На початку десятиліття на АМО-ЗІС після реконструкції підприємства було налагоджено ліцензійне виробництво американських вантажівок марки AUTOCAR 5S. Хоча вантажівки складали з машинокомплектів, отриманих з США, їм було присвоєно ім'я АМО-2. У 1931 році на заводі було запущено перший в СРСР складальний конвеєр, і вантажівка, що отримала оновлений, більш потужний мотор, перейменували в АМО-3. Пізніше, в 1933 році, вантажівка була модернізована і надалі випускалась під назвою ЗІС-5.
До 1934 року завод реконструювали і оснастили сучасним обладнанням, яке дозволило збільшити теоретичний об'єм виробництва до ста тисяч автомобілів на рік. На базі ЗІС-5 було розроблено 25 модифікацій для різного застосування.
З 1936 по 1941 рік на заводі ЗІС виробляли чотиридверний семимісний лімузин ЗІС-101 представницького класу.
Завод імені Сталіна протягом тридцятих років і пізніше залишався найбільш передовим підприємством. Серед автомобілів, які ним випускались знаходили застосування різні технічні новинки, такі як гідропривід гальмівних механізмів, дванадцативольтна бортова мережа, восьмициліндровий бензиновий двигун, радіоприймач, гіпоїдні шестерні головної передачі, склопідйомники з сервоприводом та інше.
Прототипом автомобіля став американський Buick 32-90 1932 року. Вперше ця модель була скопійована на заводі «Червоний Путиловець» в Ленінграді в двох примірниках. Цей факт широко висвітлювався в пресі, де автомобіль, що отримав назву «Ленінград-1» називали «Радянським Бюїком».
З копіюванням Б'юіка виникли великі проблеми, подолати які вдалося з величезними труднощами. Автомобіль був для свого часу зразком технічної досконалості і був наділений великою кількістю опцій. Приміром, на двигун були встановлені здвоєні карбюратори з автоматично регульованою подачею повітря, автоматичним розкриванням стулок на радіаторі, що підтримують постійну температуру в системі охолодження, амортизаторами з регульованою жорсткістю, причому регулювання водій міг здійснити, не виходячи з салону.
Зважаючи на брак необхідного обладнання та кадрів на «Путиловці» було прийнято рішення про організацію серійного виробництва на ЗІС.
У Москві під керівництвом конструктора Е. Важинського автомобіль був істотно спрощений з метою полегшення серійного виробництва, при цьому найскладніші вузли (в тому числі, дистанційне керування жорсткістю амортизаторів) скасували. Водночас кузов і раму довелося посилити з урахуванням поганих російських доріг.
Від Б'юіка автомобіль успадкував високотехнологічний (для того часу) верхньоклапанний восьмициліндровий двигун.
У міру просування робіт в США і Європі змінилася мода на зовнішній вигляд, і фахівці ЗІСа отримали розпорядження модернізувати кузов. Радянських фахівців потрібного рівня не існувало, і замовлення на модернізацію отримало кузовне ательє Budd із США. За цю роботу держава заплатила ательє півмільйона доларів.
Відповідно до основних технічних трендів того часу в основі кузова лежав дерев'яний каркас. Основною проблемою виготовлення автомобілів представницького класу була необхідність ретельно підганяти деталі каркаса, щоб вони не скрипіли на ходу. Надалі кузов зовні обважували сталевими формованими листами. Збірка за цією технологією займала багато часу, тому більш масові моделі, такі як ГАЗ М-1 будувалися на основі суцільнометалевого кузова.
Складання автомобіля в кузові лімузин була налагоджено на початку 1937 року.
Автомобілі використовувалися для обслуговування різних відомств і організацій, а також в таксі, зокрема, в 13-му Московському автопарку для поїздок на далекі відстані. Приміром, ЗІС-101 можна було замовити для поїздки в аеропорт. В особисте користування не продавалися, хоча брали участь в лотерейних розіграшах і таким чином надходили до приватних осіб.
Перший радянський автомобіль представницького класу мав достатньо багате оснащення: опалення салону, приймач, вакуумний підсилювач гальм і так далі.

### ЯАЗ
В довоєнні роки Ярославський завод спеціалізувався на виробництві великовантажних автомобілів (від 3 до 7 тонн), а також на складанні на вантажних шасі тролейбусів і автобусів, у тому числі, і двоповерхових, таких як ЯА-2, що перевозили до 100 пасажирів одноразово. У 1933 році вперше в історії СРСР був розроблений перший прототип дизельного двигуна.

### ГАЗ
Горьківський автомобільний завод був створений в 1932 році. Спочатку завод займався складанням вантажівок Ford, але вже в перший рік існування підприємства на "фордівському " шасі був зібраний перший прототип радянського автобуса. Надалі в серію пішов другий автобус на базі Ford, який отримав позначення ГАЗ-03-30. В 1933 році завод почав виробляти пікапи ГАЗ-4 і седани ГАЗ-6.
На Горьківському автозаводі на початку 30-х років було освоєно виробництво першого радянського легкового автомобіля масової конвеєрного складання ГАЗ-А. Модель випускалася з 1932 по 1936 рік.
Найбільш цікавим довоєнним автомобілем Горківського автозаводу був седан ГАЗ-М1, розроблений на основі американського Ford Model B 40A Fordor Sedan 1934 з чотирициліндровим мотором. Документація на виробництво була отримана від Ford, але підготувати автомобіль до виробництва було доручено радянським конструкторам.
Перші дослідні зразки були зібрані на заводі на початку 1935 року. У серійному виробництві автомобіль прийшов на зміну ГАЗ-А в 1936 році. Масовий випуск почався в травні того ж року. В цілому було зібрано 2524 машини. Вперше в історії радянського автомобілебудування в ГАЗ-М1 був застосований суцільнометалевий кузов.
Буква «М» в індексі моделі з'явилася на честь глави уряду СРСР В'ячеслава Михайловича Молотова, чиє ім'я носив в той час автозавод, а одиниця позначала порядковий номер моделі.
«Емка», як прийнято було називати автомобіль в побуті, залишила в історії як позитивний, так і негативний слід. З одного боку, автомобіль знайшов широке застосування як транспортний засіб командного складу в період Другої Світової, з іншого, будучи відомчим автомобілем НКВД («Чорний воронок»), став символом арештів і репресій тридцятих років.

## Історія радянського автопрому 1940-х років

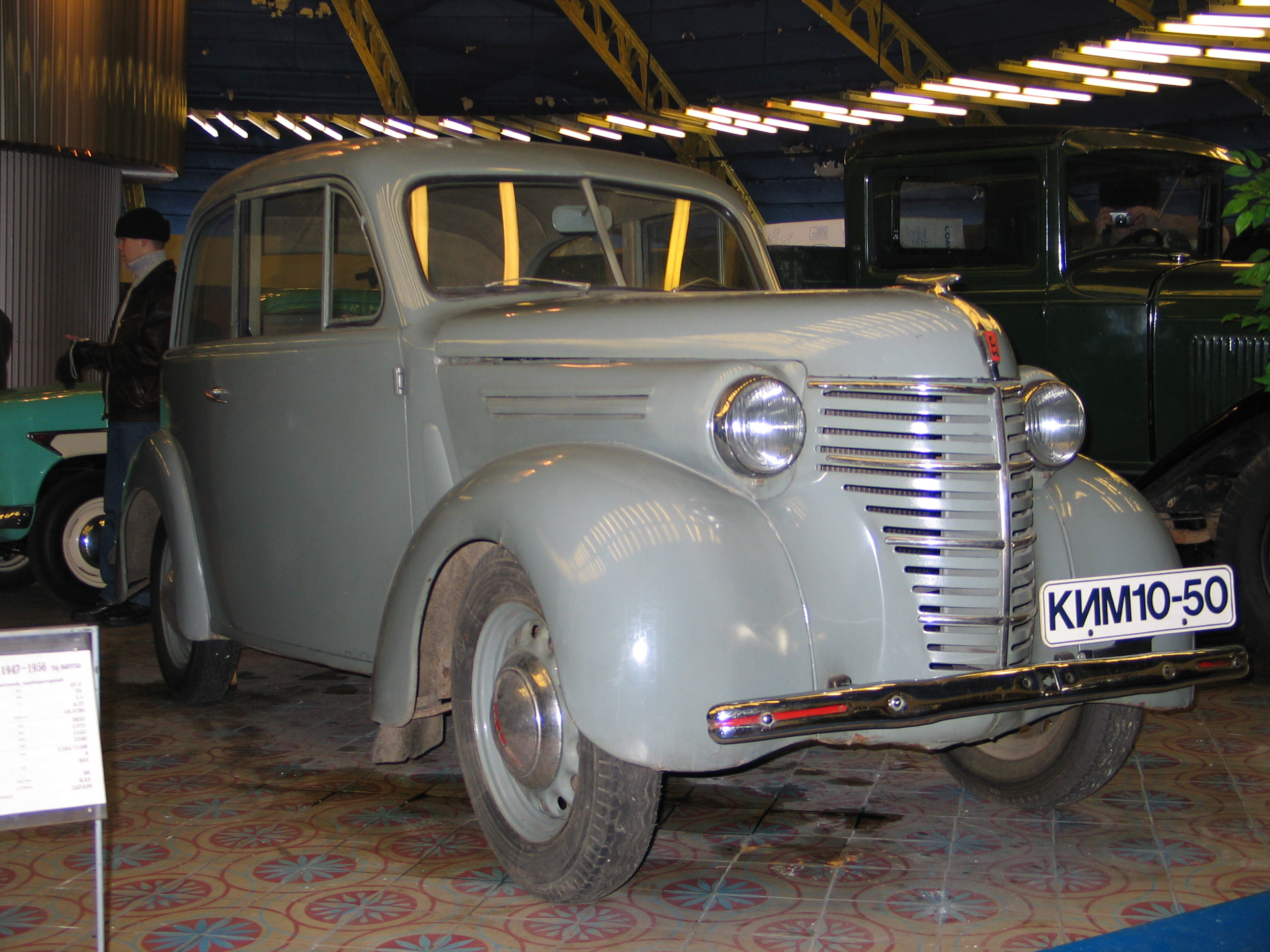
КІМ-10 (роки виробництва: 1940—1941)

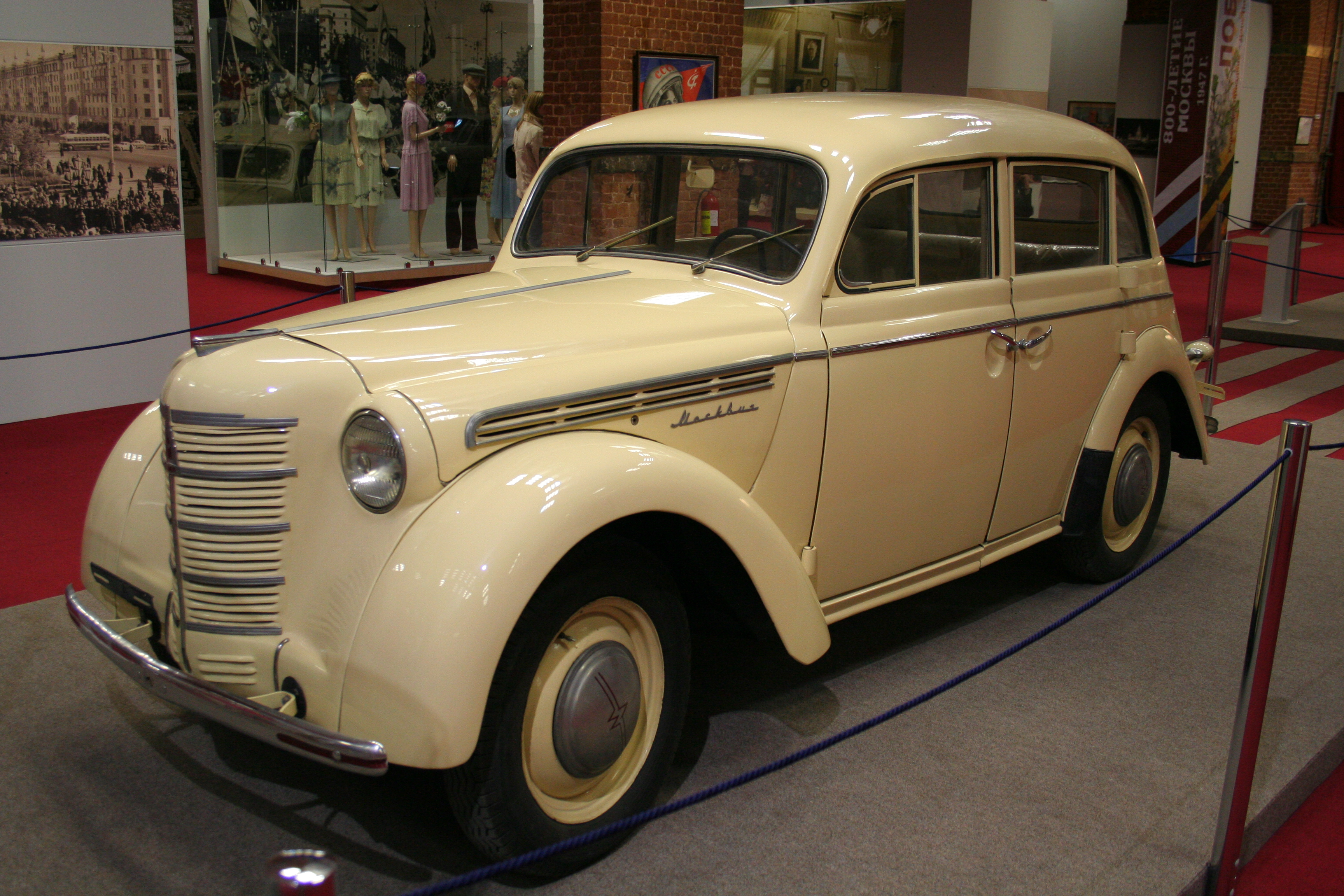
Москвич-400 (роки виробництва: 1946—1956)

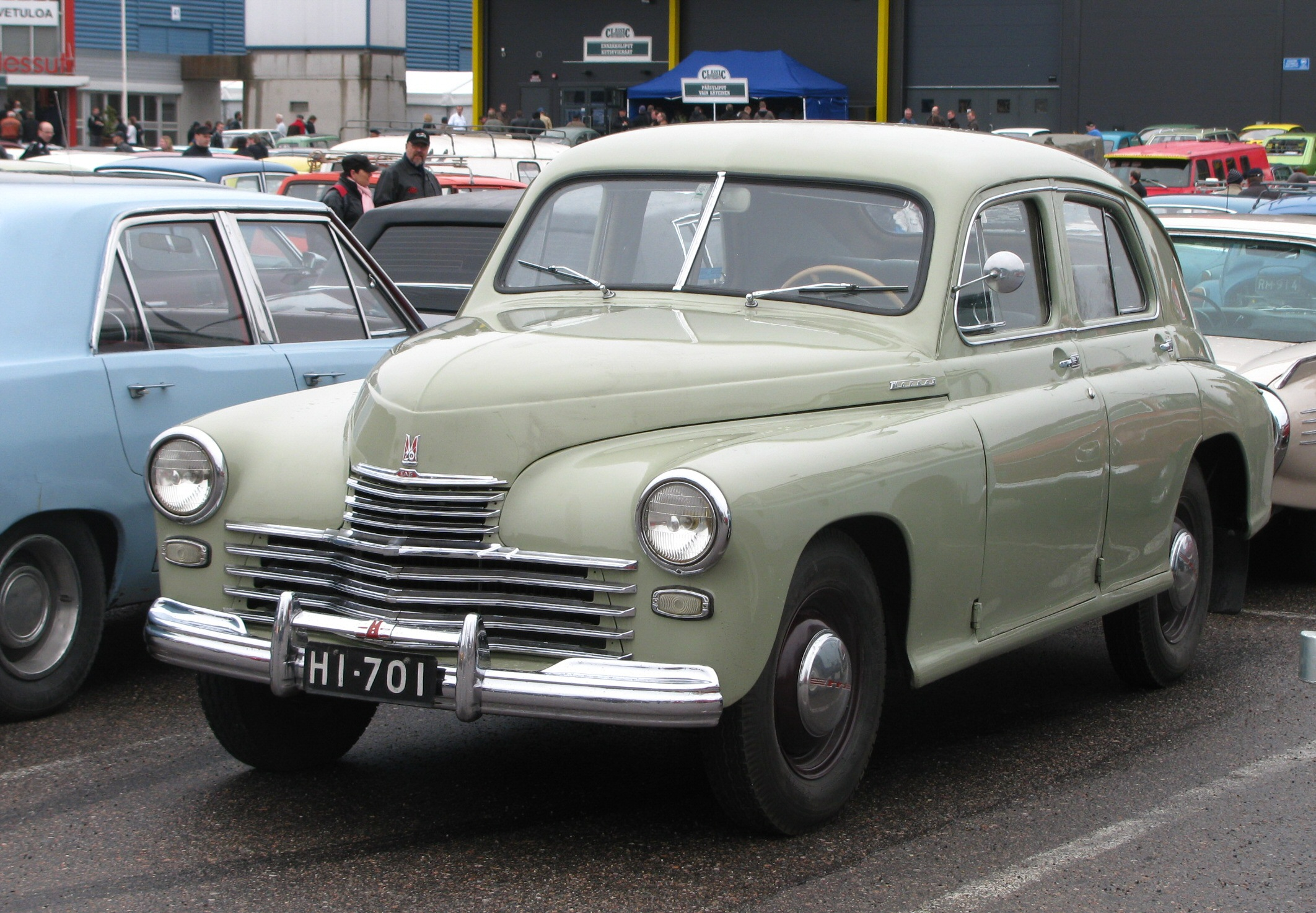
ГАЗ-М20 Побєда (роки виробництва: 1946—1958)

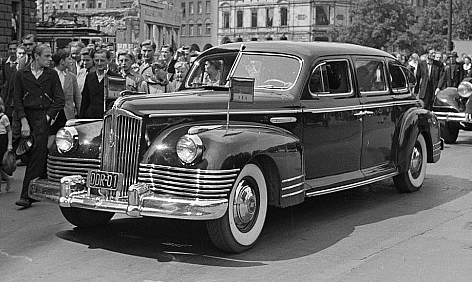
ЗІС-110 (роки виробництва: 1945—1958)

На початку десятиліття автомобільна промисловість Радянського періоду відчувала великі труднощі: якщо перед війною парк Червоної армії нараховував приблизно 300 тисяч автомобілів, то вже після першого року військових дій була втрачена більша частина його. А відновити виробництво в умовах масової евакуації було більш, ніж важко. На допомогу прийшли союзні держави, здебільшого Сполучені Штати Америки — вони поставляли Радянській армії автомобілі власного виробництва в рамках угоди про оренду — ленд-лізу. Крім вже готових автомобілів союзники направляли в СРСР і комплекти вузлів і агрегатів для самостійного складання на радянських підприємствах.
Так, за роки Другої Світової війни було випущено 300 тисяч автомобілів, а близько півмільйона примірників було привезено з дружніх держав — в основному з Америки, Великої Британії та Канади.
Забігаючи вперед варто відзначити, що саме імпортні автомобілі (в основному американський) послужили прототипами майбутніх післявоєнних моделей, який перейняли у них не тільки елементи дизайну, а й більш прогресивні технології. До того ж, за роки війни радянські військові та цивільні накопичили досвід експлуатації подібних автомобілів.
Але повернемося до радянських автомобілів, випущених в період війни. На той момент існувало два види класифікації військової техніки. Перша передбачала поділ по сферії використання — тилові або тактичні автомобілі. До перших відносилися, як правило, ті автомобілі, які використовували у військових частинах і держустановах — це могли бути як позашляховики, так і цивільні комерційні машини. Другі ж стояли на озброєнні бойових частин і експлуатувалися безпосередньо в бойових умовах — це були джипи підвищеної прохідності.
Інша ж класифікація припускала поділ за призначенням: спеціальні (на їх шасі монтувалися спеціальне озброєння та обладнання) та транспортні (для перевезення військових і вантажів).
Півторатонний ГАЗ-ММ та трьохтонний ЗІС-5 — основні вантажівки, які використовували як на фронті, так і в тилу. Перший представляв собою легку вантажівка з невеликою вантажопідйомністю, і саме він становив добру половину всього радянського автомобільного парку. Ця вантажівка вироблялась на американському устаткуванні, але при цьому конструкція і вузли агрегатів були радянської розробки. А ГАЗ-5, хоч зовні і нагадував ГАЗ-ММ, був помітно більшим і з більшою вантажопідйомністю. Особливістю обох цих вантажівок було те, що вони могли працювати на будь-якому виді палива, будь то бензин, дизель або гас. Були й інші вантажівки, але вже американські — серед таких, наприклад, був Studebaker.

### Основні автомобілі десятиліття

#### ГАЗ-64
На самому початку десятиліття на Горьківському автомобільному заводі почалося виробництво легкого позашляховика підвищеної прохідності ГАЗ-64-416. У 1940 році в пресі з'явилися зображення американського всюдихода Bantam, який вельми вразив радянських інженерів. Однак вони мали у своєму розпорядженні тільки зображеннями заокеанського джипа, так що всі вузли та агрегати для майбутнього всюдихода вони запозичили у успішної моделі ГАЗ-61 — все, крім мотора і коробки передач. Донором цих органів став якраз ГАЗ-ММ. Але працівникам заводу ГАЗ належало з нуля розробити раму і підвіску для майбутньої моделі. Уже в 1941 році новий ГАЗ-64-416 успішно пройшов випробування і був відправлений на фронт. За перший рік було випущено 600 таких автомобілів.

#### ГАЗ-М20 Побєда
А в 1943 році на тому ж Горьківському заводі приступили до розробки цивільного автомобіля, який повинен був з'явитися після закінчення війни. Це був автомобіль «Побєда», яку випускали більше десятиліття — з 1946 по 1958 рік. «Побєда» стала одним з перших у світі автомобілем з понтонним кузовом (без виступаючих деталей, таких як фари, підніжки і крила) і вироблявся серійно у великих кількостях. За весь час з конвеєра ГАЗ зійшли майже 240 тисяч автомобілів. ГАЗ-М20 позиціонувався як перший автомобіль повністю радянської розробки, однак зовні він був схожий на Opel Capitan. «Побєда» оснащувалася чотирициліндровим дволітровим мотором потужністю 50 кінських сил.

#### КІМ-10
Державний автоскладальний завод імені КІМ (Комуністичного Інтернаціоналу Молоді) був сформований в 1930 році. В 1933 він став філією ГАЗу і займався складанням седанів ГАЗ-А і ГАЗ-АА.
Наприкінці тридцятих під керівництвом горківського художника-конструктора В. Бородського розробляється малолітражний автомобіль КІМ-10 на основі британського Ford Prefect. Виробництво моделі почалося в 1940 році, напередодні війни. На початку 40-х було випущено близько півтисячі малолітражних легкових автомобілів КІМ 10-50. Це був дводверний седан, під капотом якого перебував однолітровий двигун. На час війни його виробництво було припинено, але модель знову встала на конвеєр після перемоги в 1945 році.

#### ЗіС-110
А ось преміальний автомобіль ЗІС-110, який проводився в період з 1945 по 1958 рік, представляв собою практично не змінений зовні американський Packard 180 в кузові турінг-седан. Хоча деякі фахівці стверджують, що це була повністю радянська розробка, а Сталін особисто розпорядився про те, щоб екстер'єр автомобіля нагадував американську модель.

## Історія радянського автопрому 1950-х років

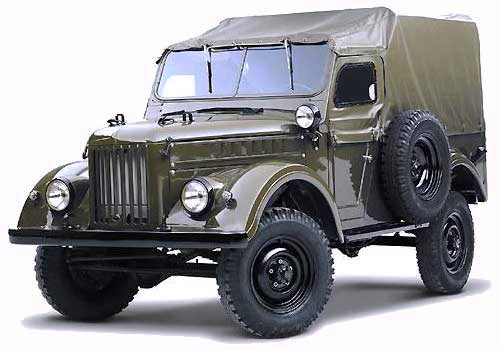
ГАЗ-69 (роки виробництва: 1952—1972)

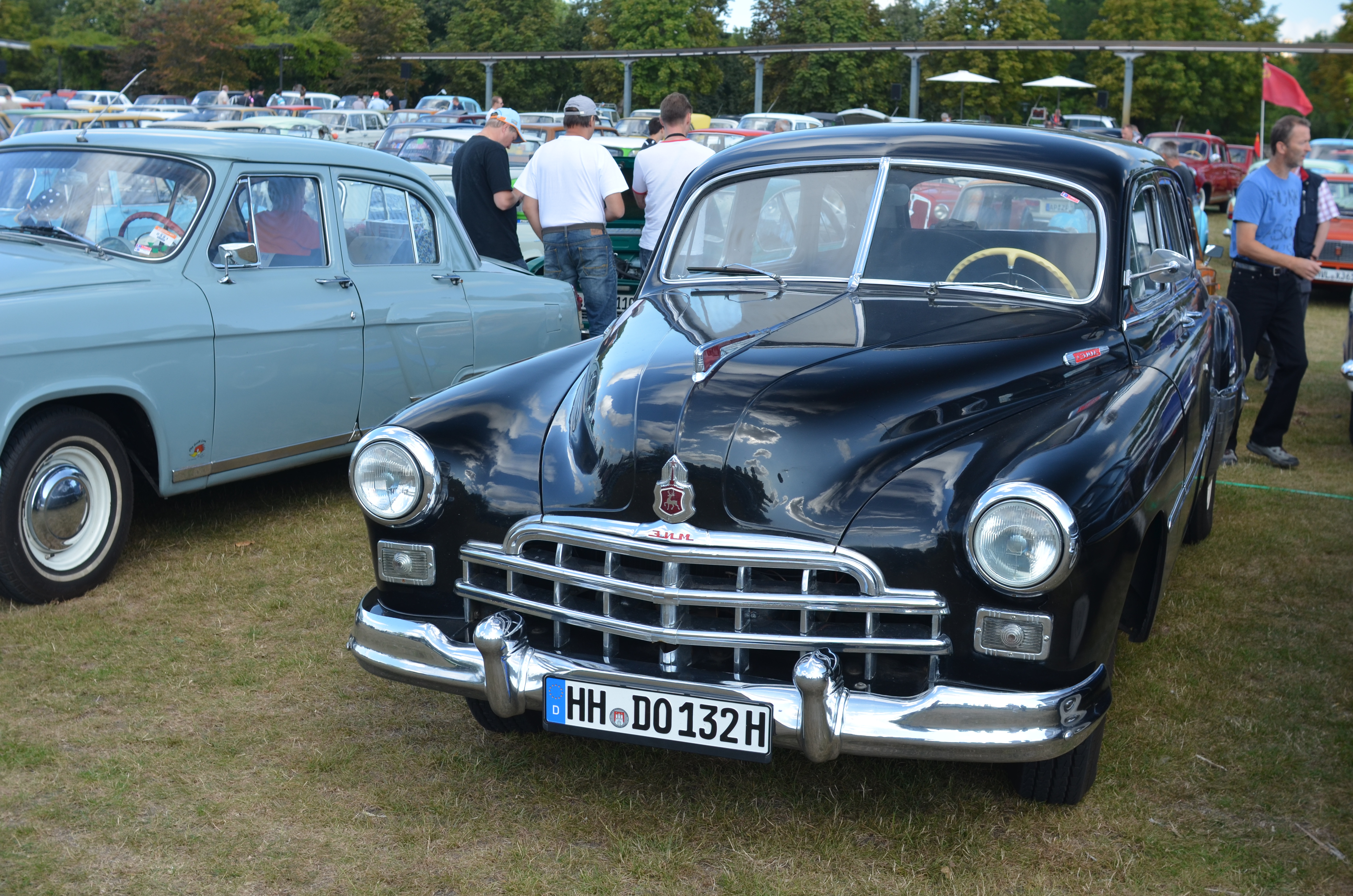
ГАЗ-М-12 ЗіМ (роки виробництва: 1950—1959)

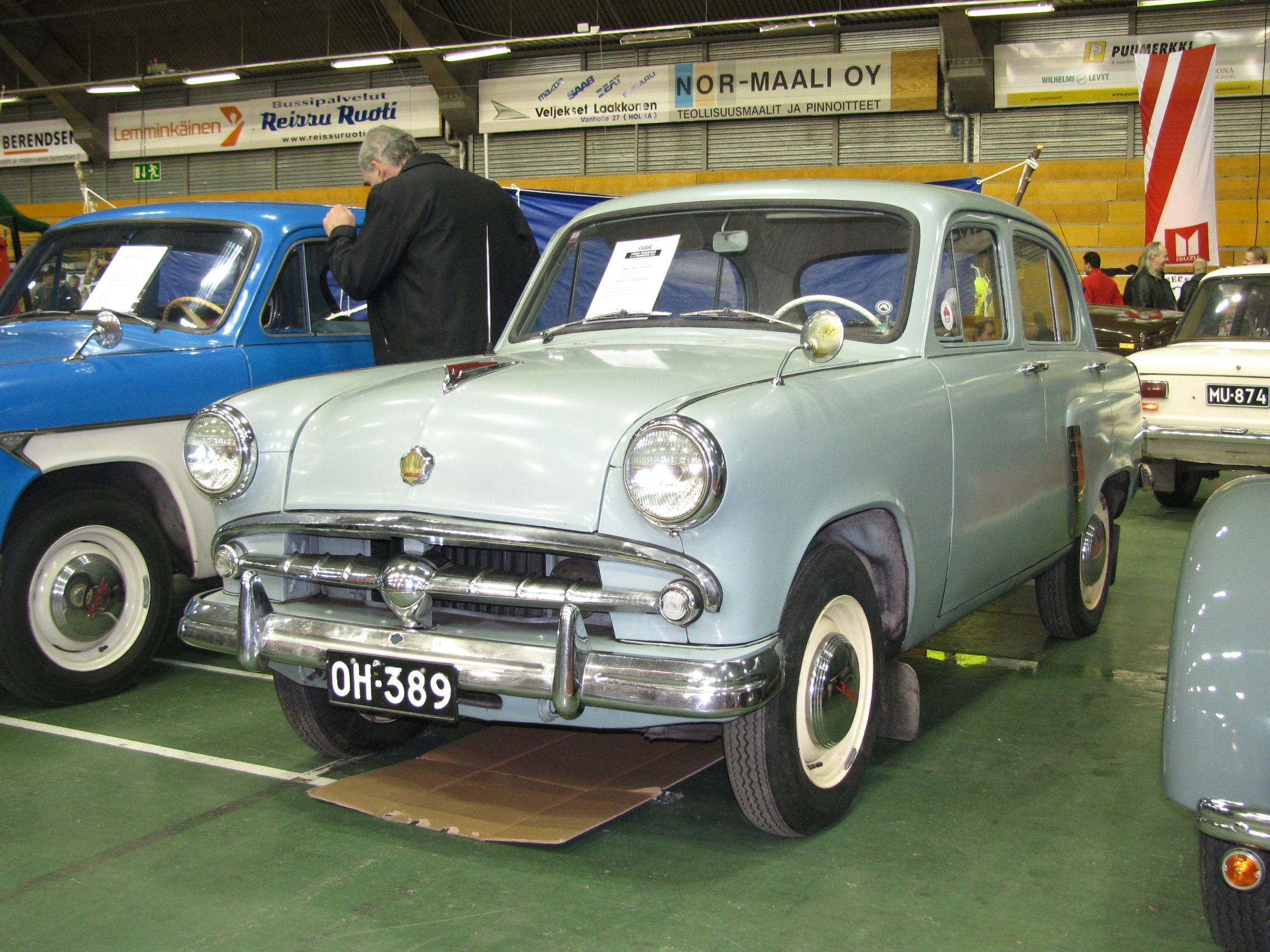
Москвич-402 (роки виробництва: 1956—1965)

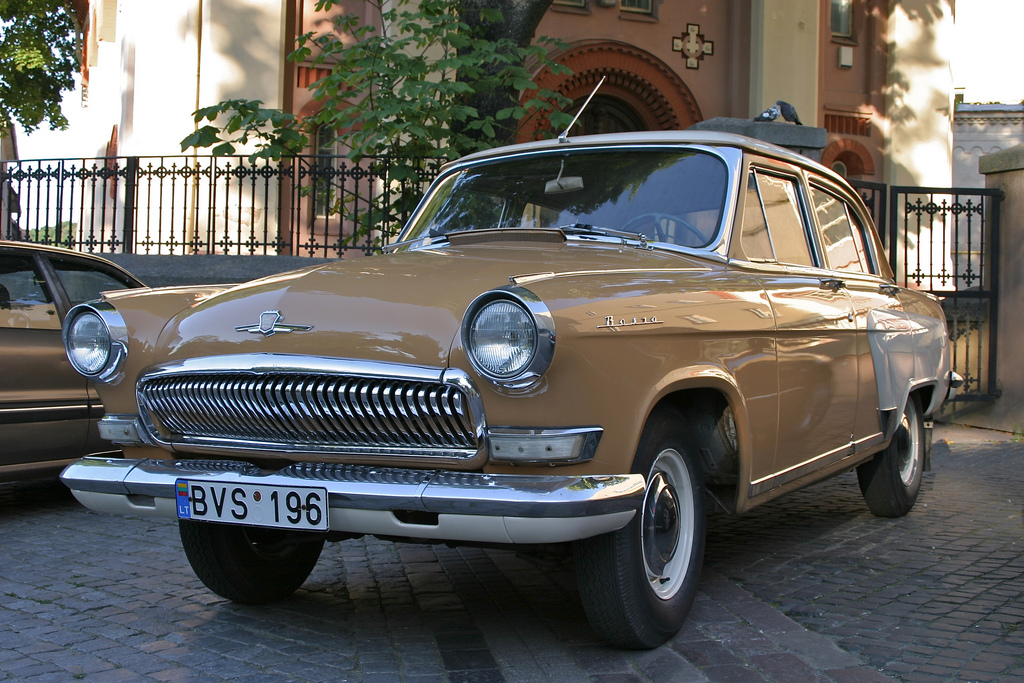
ГАЗ-21 Волга (роки виробництва: 1956—1970)

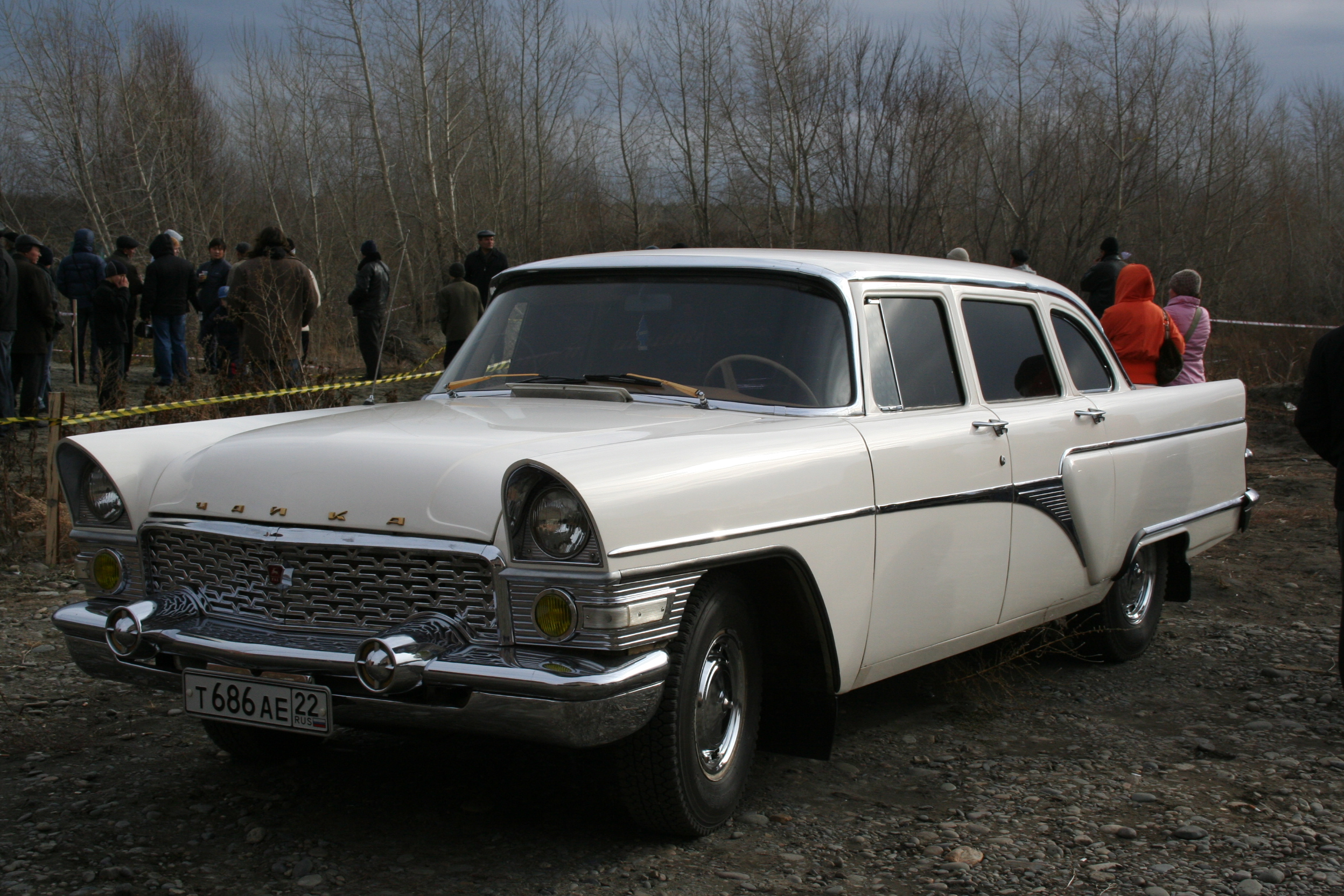
ГАЗ-13 Чайка (роки виробництва: 1959—1981)

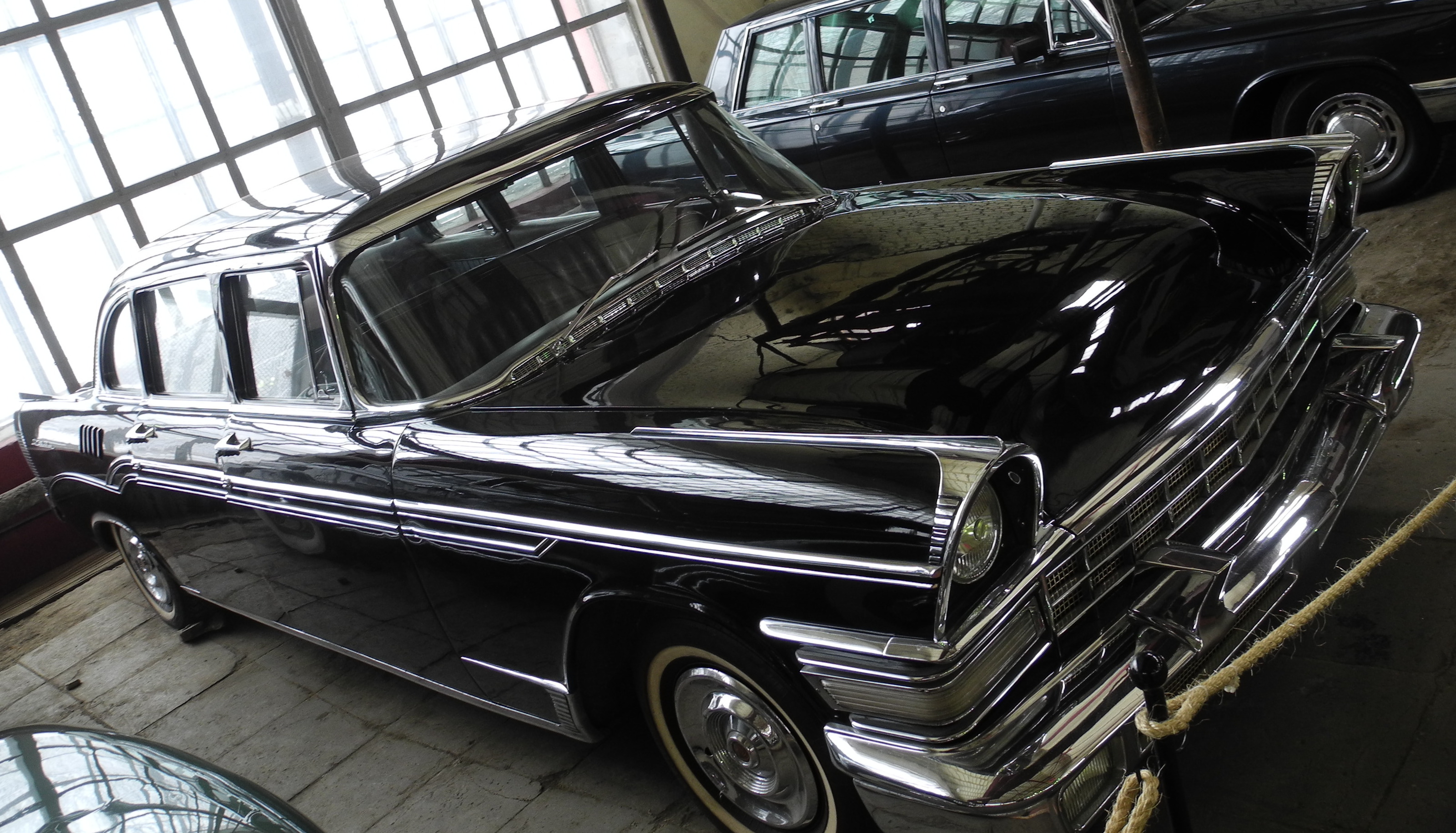
ЗІЛ-111 (роки виробництва: 1958—1962)

Понад мільйон автомобілів, як легкових, так вантажних і автобусів, зійшли з конвеєрів радянських заводів за це десятиліття

### Рестарт радянського автопрому
На початку 1950-х років автомобільної галуззю країни завідувало Міністерство автомобільного, тракторного і сільськогосподарського машинобудування СРСР, яке до середини десятиліття було розділене на профільні міністерства. Так з'явилося Міністерство автомобільної промисловості СРСР, котре і проіснувало практично до кінця 50-х.
Отже, після Другої Світової війни країні було потрібно тотальне відновлення, і автомобільна промисловість в 50-ті роки стала одним з головних пріоритетів післявоєнного розвитку. Для цього було потрібно реконструювати ряд заводів, таких як МЗМА (пізніше — АЗЛК), ГАЗ, ЗІС, ЯАЗ і УАЗ. І, крім того, побудувати ряд нових підприємств у великих містах, таких як Одеса, Львів та Мінськ. Все це входило в «п'ятирічний план відбудови народного господарства», прийнятий через рік після закінчення Другої Світової. Так що перед радянською промисловістю постало відразу кілька завдань: необхідно було визначити різновиди моделей, обґрунтувати їх необхідність, а також скласти прогноз на те, скільки саме автомобілів знадобитися різним галузям народного господарства. За розробку нових автомобілів, а також ключових вузлів агрегатів, взявся НАМІ.
Отже, народу потрібні самоскиди, тягачі, вантажівки підвищеної прохідності, легкі вантажівки, фургони, автобуси, і, звичайно, малолітражні легкові автомобілі. Виробництво всього перерахованого вище було поділено між новими і реконструйованими заводами, при цьому п'ята частина виробництва виявилася в союзних республіках.

### Основні автомобілі десятиліття

#### Москвич-402
Виробництво легкових автомобілів для масового споживача було налагоджено на Московському заводі малолітражних автомобілів (МЗМА, пізніше перейменований в АЗЛК). Саме з конвеєра столичного заводу зійшов такий бестселер, як Москвич-402. Його почали випускати в 1956 році, а через два роки його змінила модель Москвич-407. За цей час було випущено 359,980 примірників, і кожен третій із них експортувався за кордон. Попередником 402-го була модель Москвич-400, вироблена з 1946 по 1953 рік. По суті це був перелицьований довоєнний Opel Kadett K38, який збирали в Німеччині з 1937 року. Від свого попередника Москвич-402 отримав мотор, трансмісію і редуктор заднього моста, які, однак, зазнали деяку модернізацію.

#### ГАЗ-12/ЗІМ-12
У 1955 році на XIX з'їзді КПРС було оголошено, що потрібно «… випускати ще більше автомобілів і більш високої якості, конструювати нові автомобілі для задоволення багатосторонніх запитів соціалістичного народного господарства». Не дивно, що під «багатосторонніми запитами» керівництво країни мало на увазі легковий автомобіль для потреб партійний функціонерів, але трохи менш розкішний і дорогий, ніж ЗІС-110. І Горьківський автомобільний завод представив свою першу представницьку модель — ГАЗ-12 (або ЗІМ-12), яка вироблялася серійно з 1950 по 1959 рік. Завдяки розширеній за рахунок виступаючий боковин задньої частини кузова пасажирський диван міг вмістити три людини. ГАЗ-12 коштує досить дорого, але при цьому його активно використовували як таксі і автомобіль «швидкої допомоги».
До 1957 року модель позначалася тільки як ЗІМ (абревіатура назви заводу — «Завод імені Молотова», писалася великими буквами), назва ГАЗ-12 було суто внутрішньозаводською. На табличці автомобіля значилося: Автомобіль ЗІМ (ГАЗ-12). Але після розгрому «антипартійної групи» Молотова, Малєнкова, Кагановича і, що прилучився до них, Шепілова — ім'я Молотова було виключено з назви заводу. Автомобіль став іменуватися по заводському позначенню: ГАЗ-12. Тоді центральні апаратники, які хотіли продемонструвати свою підтримку курсу партії, воліли замінювати шильдики і емблеми «ЗІМ» на нові — «ГАЗ». У приватному секторі та на периферії влада до політичних змін конструкції автомобіля ставилися байдуже — завдяки цьому багато машин ранніх випусків дійшли до наших днів з початковими емблемами ЗІМ.

#### ГАЗ-21 Волга
А першим для радянського ринку автомобілем з автоматичною коробкою передач стала Волга — ГАЗ-21. Цей трьохоб'ємний седан прийшов на зміну застарілій «Побєді» наприкінці 1950-х, а саме в 1958 році. Заводський індекс моделі — спочатку ГАЗ-М-21, а пізніше, з 1965 року — ГАЗ-21.
«Волга» випускалася протягом тривалого часу — цілої епохи в історії країни та світу, завдяки чому стала невід'ємною складовою частиною міського пейзажу соціалістичних країн шістдесятих-сімдесятих років. «Волгу» можна побачити практично в усіх радянських кінофільмах з самого 1956 року. Найбільш відомий фільм, в якому ГАЗ-21 виступає практично в ролі героя — «Стережись автомобіля».

#### ГАЗ-69
Не варто забувати і про позашляховики. Там же, на Горьківському автомобільному заводі в 1953 році був даний старт виробництву легкового автомобіля підвищеної прохідності, простіше кажучи, позашляховика ГАЗ-69. Однак в 1956 році виробництво було перенесено до Ульянівська, на завод УАЗ. У народі цей позашляховик прозвали «Козлик» або «Бобик». Він випускався протягом двох десятиліть. До речі, партія «Козликів» була відправлена на дрейфуючі полярні станції, де вони довели, що можуть працювати і в суворих кліматичних умовах. Крім цього, позашляховики експортувалися в 56 країн світу.
З самого початку нова машина випускалася в двох модифікаціях: ГАЗ-69 з двохдверним восьмимісним кузовом (шість осіб на поздовжніх тримісних лавках, відкидний задній борт) і сільськогосподарський (командирський) ГАЗ-69А з чотиридверним п'ятимісним кузовом з комфортабельним тримісний заднім сидінням. Виробництво сімейства ГАЗ-69 Горківський завод почав в 1953 році, причому паралельно (з грудня 1954 року) ці всюдиходи збирав і Ульяновський автозавод. Повністю на випуск ГАЗ-69 і ГАЗ-69А з вузлів власного виробництва УАЗ перейшов після 1956 року.
На базі ходової частини ГАЗ-69 і посиленого несучого кузова «Побєди» Горьківський завод з середини 1955 освоїв випуск оригінального легкового повнопривідного автомобіля ГАЗ-М-72. Крім того, на агрегатах ГАЗ-69 завод випускав з 1952 року малу амфібію ГАЗ-46 (МАВ). У 1970 році на УАЗі був освоєний модернізований варіант ГАЗ-69-68 з мостами від вантажівки УАЗ-452. На ГАЗ-69 базувалася також протитанкова реактивна установка 2П26 для пуску 4 керованих ракет (ПТУР) комплексу 2К15 «Джміль». На базі повнопривідного ГАЗ-69 був створений дослідний зразок фургона ГАЗ-19 з колісною формулою 4×2 для обслуговування поштових установ.
За два десятиліття виробництва ГАЗ-69 і ГАЗ-69А було випущено понад 600 тисяч машин. ГАЗ-69 експортувався в 56 країн світу в різних кліматичних виконаннях (ГАЗ-69М і ГАЗ-69АМ), крім того, в 1957 році технічна документація на масове виробництво була передана в Румунську компанію ARO, а в 1962 році — в Північну Корею.
Різними авторемонтними заводами і структурами МВС СРСР автомобіль допрацьовувався шляхом зняття тенту і установки суцільнометалевого даху.

#### ГАЗ-13 «Чайка»
Наприкінці 1950-х Радянський Союз поглинула мода на ракетно-космічну тематику. Це відбилося в дизайні ще одного дітища Горьківського заводу — ГАЗ-13 «Чайка». Чайку розробили в 1957 році і вона змінила модель ГАЗ-М12, яка відійшла в минуле . Вона оснащувалася автоматичною трансмісією, а завдяки потужному 5,5-літровому мотору була здатна розігнатися до 160 км/год. Цей автомобіль воліли посли, глави відомств і міністерств і перші секретарі компартій республік. «Чайка» була дорогим і досить ексклюзивним автомобілем — її виготовляли вручну, тому в рік виходило всього 150 примірників, і всі вони були пофарбовані в чорний колір.

## Історія радянського автопрому 1960-х років

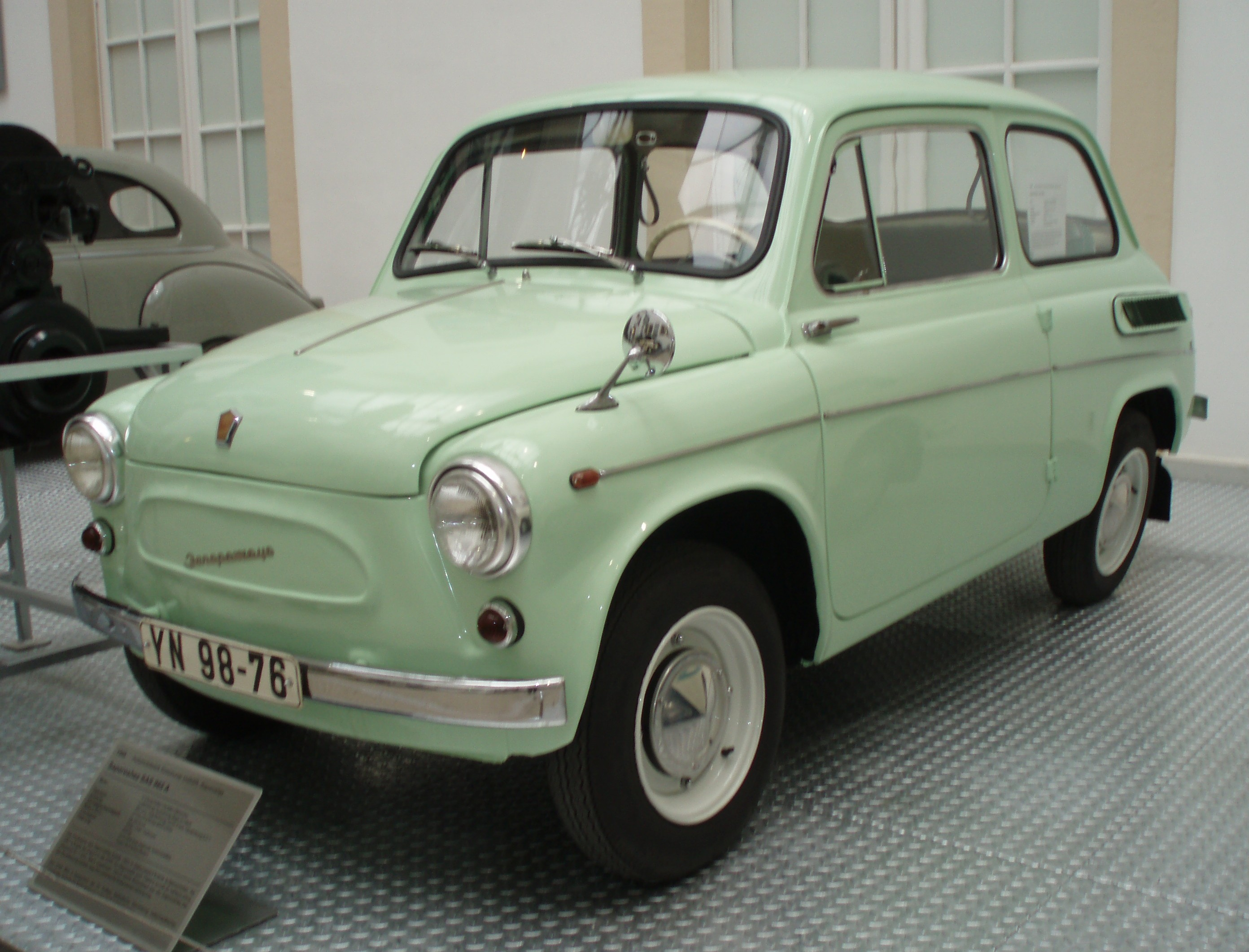
ЗАЗ-965 Запорожець (роки виробництва: 1960—1969)

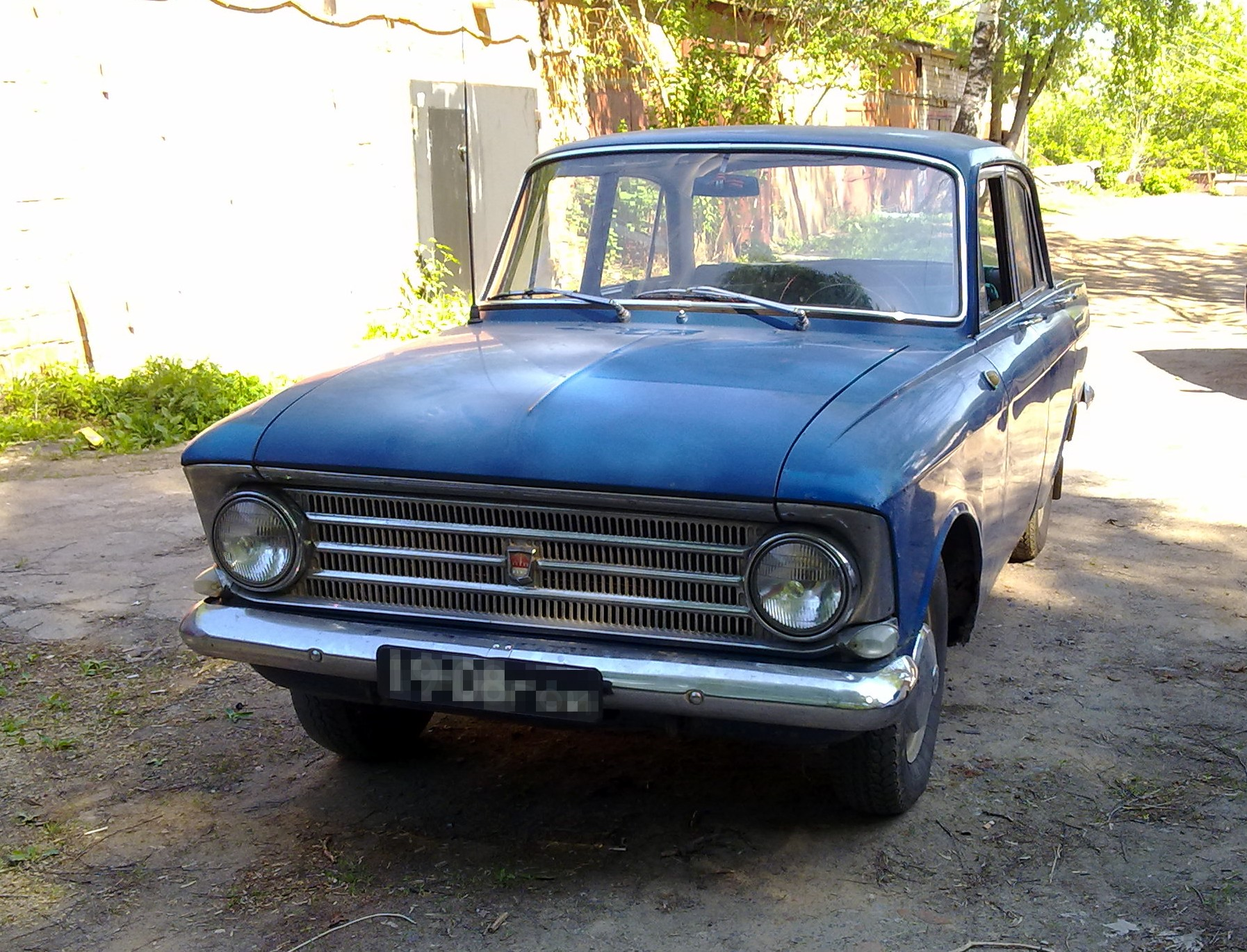
Москвич-408 (роки виробництва: 1964—1975)

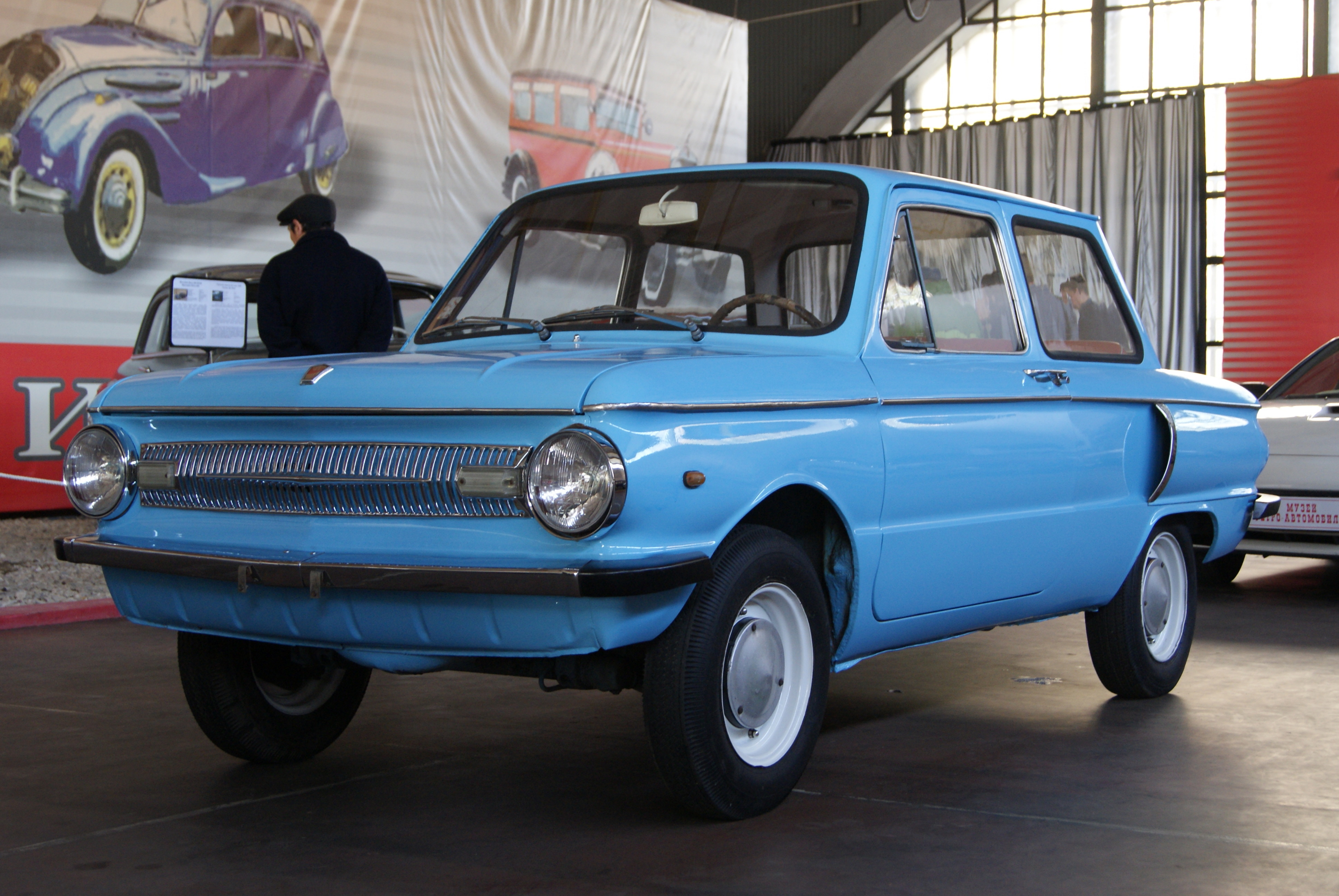
ЗАЗ-966 Запорожець (роки виробництва: 1967—1972)

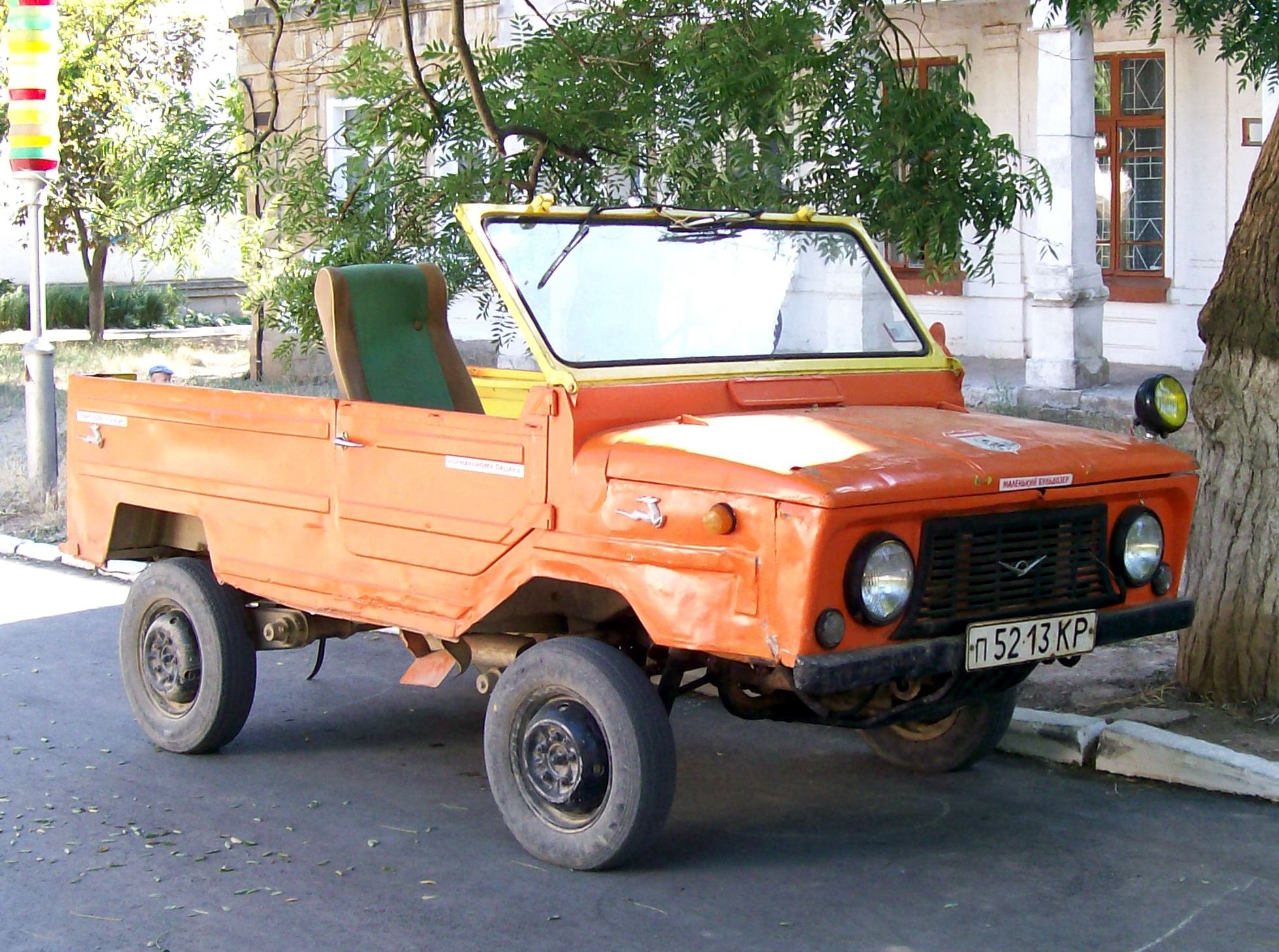
ЛуАЗ-969 Волинь (роки виробництва: 1967—1972)

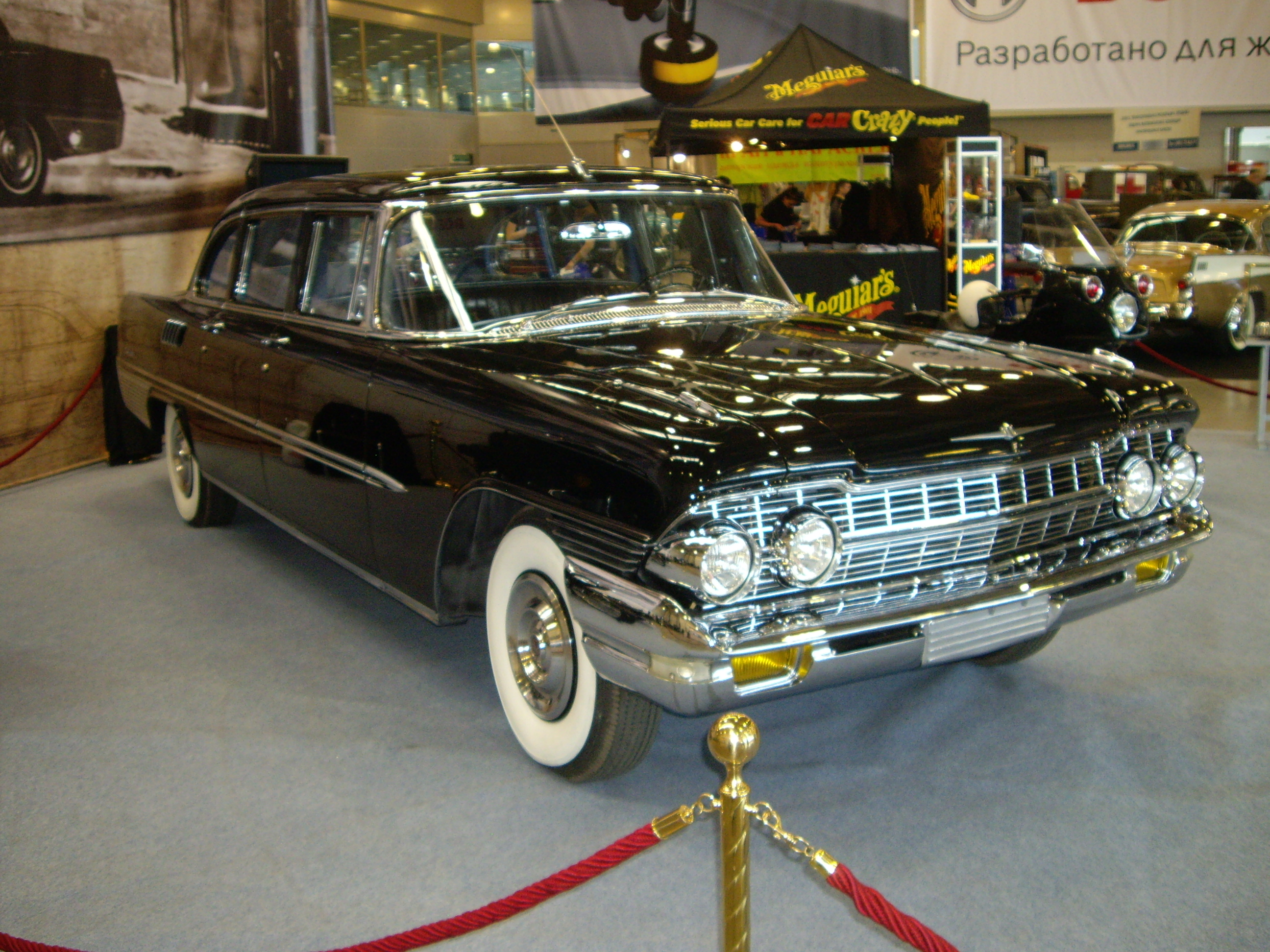
ЗІЛ-111Г (роки виробництва: 1962—1967)

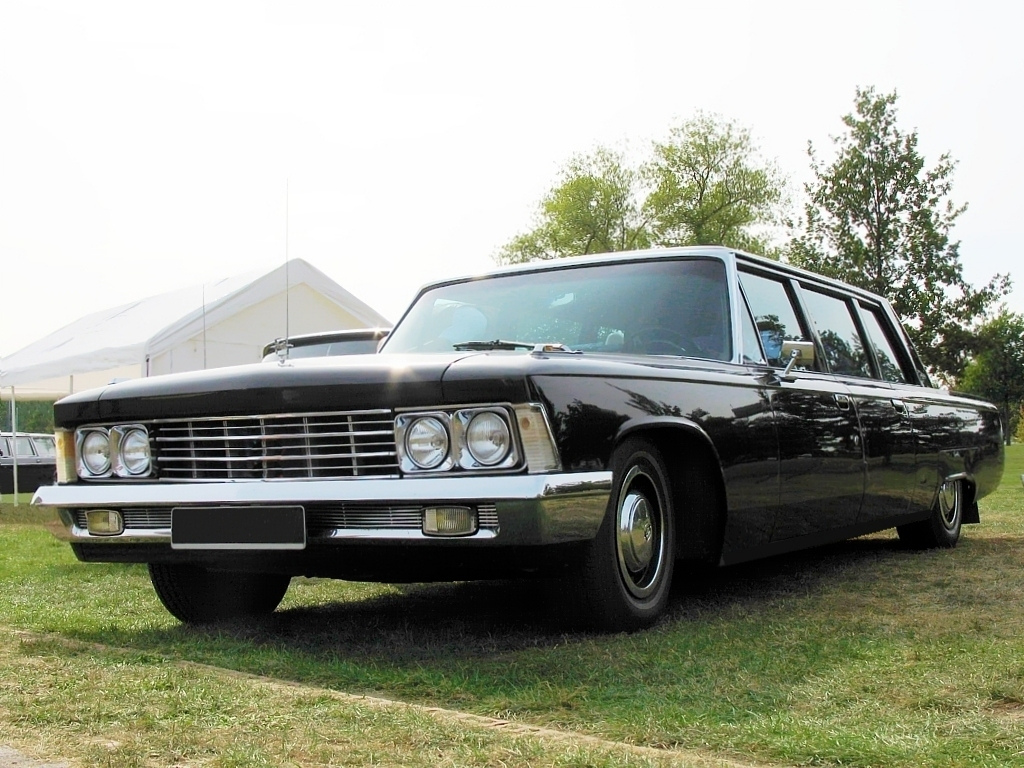
ЗІЛ-114 (роки виробництва: 1967—1978)

60-ті роки ХХ століття були найбільш плідної епохою в історії радянського автопрому. Без перебільшення можна сказати, що моделі, створені в ці роки, стали орієнтиром для радянських виробників на багато років вперед.
У 1964 році з'явився Москвич-408, який здивував небувалою для радянської малолітражки потужністю двигуна з двокамерним карбюратором — 50 к.с. У 1967 році побачив світ Москвич-412, що мав велику навіть для іномарок цього класу потужність — 75 к.с. У 1969 році вийшли нові ЛуАЗ-969 — перші радянські всюдиходи і єдині на той момент в СРСР серійні автомобілі з переднім приводом.

### Основні тенденції розвитку радянського автопрому в 1960-ті
В 1960-ті роки намітилося зростання виробництва легкових автомобілів. Якщо на початку 1960-х більша увага приділялася вантажним машинам і армійській техніці, то до кінця даного періоду ситуація змінилася.
Всі автомобілі, що випускаються в СРСР в 1960-ті роки були в більшій чи меншій мірі копіями зарубіжних моделей .
Крім того, виробники отримали можливість використовувати для «цивільних» потреб прогресивні алюмінієві сплави, які раніше відправлялися виключно на потреби авіаційної промисловості. В двигунах ГАЗ-21, ГАЗ-53, наприклад, використовувалися не тільки алюмінієві, але навіть магнієві сплави.
Саме в 1960-ті роки з'явилася потреба в створенні простого, економічного і дешевого легкового автомобіля. Таким «народним автомобілем» став «Запорожець», випущений в ці роки. Потрібно сказати, що на момент випуску «Запорожець» був цілком сучасною моделлю. У цей період задньомоторна компоновка перебувала на піку слави в усьому світі, також були досить поширені двохдверні кузови. Тобто модель відповідала технічним характеристикам того часу. Але всі автомобілі, що випускаються в СРСР на той момент, були в більшій чи меншій мірі копіями зарубіжних моделей. Оригінального автомобіля Радянський Союз тоді ще не виробляв.

Крім того, була ще одна тенденція. Майже всі автомобілі СРСР на момент випуску були сучасними, але вже буквально до виходу другого покоління безповоротно застарівали. Слабкість технічних служб була характерною особливістю автопрому 1960-х років. Лише в 1970-ті роки цей недолік поступово стали усувати. Багато автомобільних заводів, маючи всі можливості для випуску великої кількості машин, не могли налагодити виробництво нових моделей через нерозвиненість своїх експериментальних цехів і конструкторських бюро.
Однак траплялися в 1960-ті роки і справжні технологічні «прориви». Приміром, великим успіхом стало освоєння автоматизованого складання V-образних 8-циліндрових двигунів на ЗІЛі. Це відбулося вперше не тільки у радянському, але і в європейському машинобудуванні. З конвеєра щогодини сходило близько 50 таких досить складних конструкцій.
Як вже зазначалося, наприкінці 60-х зріс попит на легкові автомобілі. Його не могли задовольнити лише ЗАЗ і АЗЛК. Для збільшення обсягів виробництва залучалися підприємства оборонної та авіаційної промисловості. Так, в Іжевську в рамках виробничого об'єднання «Іжмаш» був побудований автомобільний завод, який з 1967 року приступив до випуску моделі Москвич-412.
У 1966 році був укладений «контракт століття» — договір з італійською компанією Fiat. Вже наступного року почалося будівництво в місті Тольятті заводу-гіганта, здатного випускати до 660 тисяч машин на рік.
Широкому виробництву радянських автомобілів заважала і значна виробнича номенклатура. Наприклад, Московський ЗІС (Завод імені Сталіна), поряд з вантажними та легковими автомобілями з успіхом випускав холодильники, велосипеди, автобуси, двері для автомобілів «Москвич» та багато інших виробів. В 1960-ті роки відбулося розділення спеціалізацій: випуск велосипедів перевели в місто Жуківку, ведучі мости автомобілів підвищеної прохідності стала випускати філія в Брянську і так далі.

### Основні автомобілі десятиліття

#### ЗАЗ-965 Запорожець
У 1960 році зійшов з конвеєра «народний» автомобіль «Запорожець». Виготовляв його завод «Комунар» в місті Запоріжжя, що входив в об'єднання «АвтоЗАЗ». Під маркою «Запорожець» фактично випускалися два різних покоління машин, які були пов'язані технічної наступністю. У свій час ці машини навіть сходили з конвеєра паралельно. Незвичайна для СРСР конструкція «Запорожця» часто викликала іронію у автолюбителів. ЗАЗ-965 «Запорожець» називали «горбатим» за характерну форму кузова, а ЗАЗ-966 «вухатим» або «чебурашкою» за форму бічних повітрезабирачів.
Основним прототипом моделі ЗАЗ-965 був італійський Fiat 600. Від нього радянський автомобіль успадкував дизайн кузова, незалежну пружинну задню підвіску, рульовий механізм і трансмісію. Базовим же зразком моделі був Москвич-444, проте його конструкція була істотно перероблена.
На машину був встановлений рідкісний у світовій практиці тип двигуна: чотирициліндровий V-подібний з повітряним охолодженням. Розташовувався він ззаду. Модель відрізнялася збільшеним об'ємом двигуна — 887 см³ і потужністю у 27 к.с. Заднє й переднє вітрове скло були взаємозамінними, а двері відкривалися назад, а не вперед.

#### ЗАЗ-966 Запорожець
З 1967 року стали випускати друге покоління машин — ЗАЗ-966 «Запорожець».
В СРСР автомобіль «Запорожець» був дуже популярним, насамперед, через свою відносну дешевизну. Крім того, машини відрізнялися хорошою прохідністю, а також простотою в ремонті та обслуговуванні.

#### ЗАЗ-969/ЛуАЗ-969 Волинь
Автомобіль ЗАЗ-969 являє собою «цивільну» версію армійського автомобіля з підвищеною прохідністю ТПК (транспортер переднього краю). Пізніше цю модель передали для випуску в Луцьк, де в колишніх автомайстернях організували масштабне автовиробництво. Відповідно змінилася і назва автомобіля — ЛуАЗ-969 «Волинь» (в народі «Місяцехід»).

#### Москвич-408
1960-ті роки — найбільш успішні для заводу МЗМА (Московський завод малолітражних автомобілів). У цей період модельний ряд оновлюється кожні кілька років. Ледве в 1962 році була освоєна модель Москвич-403 зі старим кузовом і модернізованим шасі, як вже в 1964 році світ побачив Москвич-408.
Цей автомобіль відрізнявся стильним і цілком сучасним для тих років дизайном кузова. В 1967 з'явився Москвич-412 з абсолютно новим 1,5-літровим двигуном по типу BMW. Москвич-412 мав успіх і на зовнішніх ринках, і в міжнародних спортивних змаганнях.
У травні 1967 був випущений мільйонний автомобіль Москвич. Ним виявився Москвич-408.

## Історія радянського автопрому 1970-х років

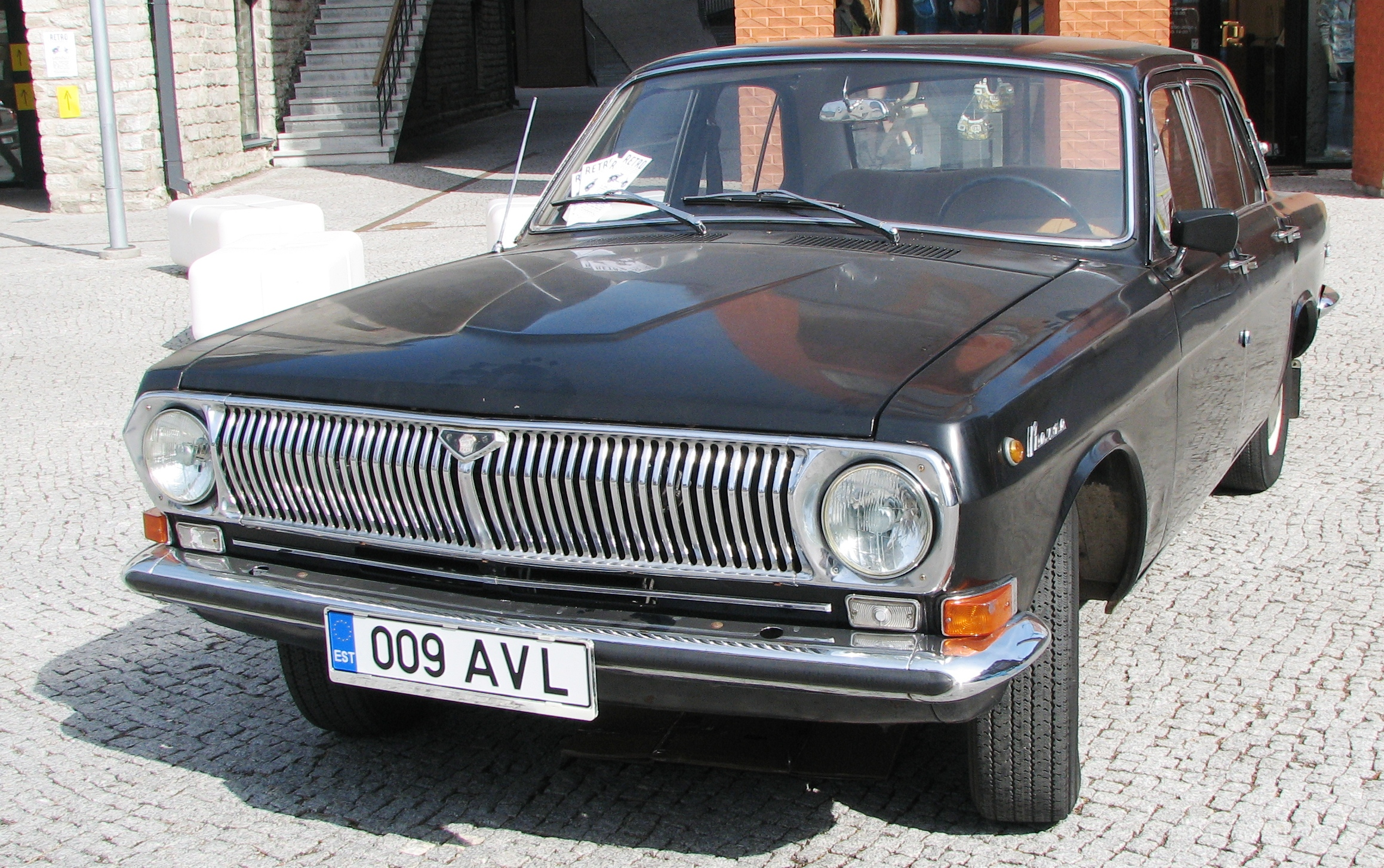
ГАЗ-24 Волга (роки виробництва: 1967—1985)

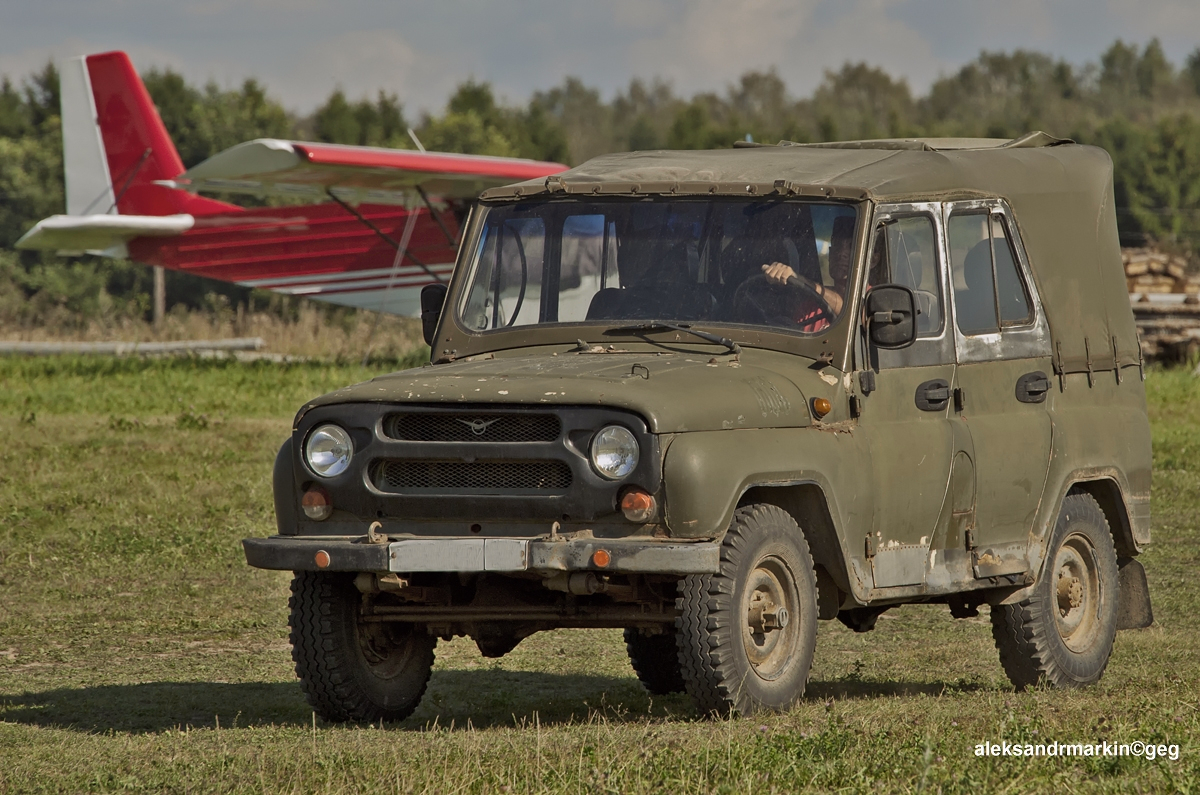
УАЗ-469 (роки виробництва: 1971—2001)

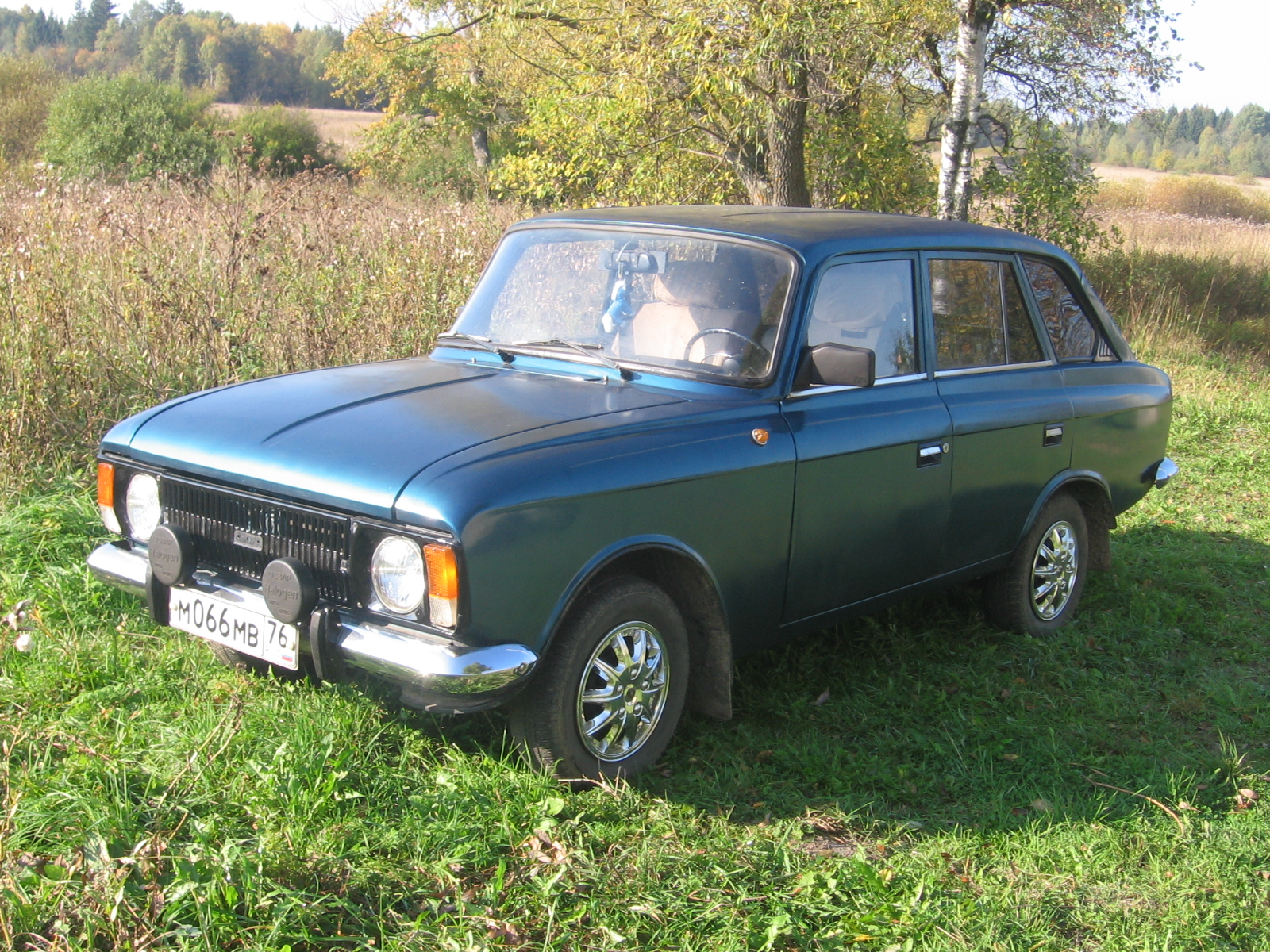
ІЖ-21251 Комбі (роки виробництва: 1973—1997)

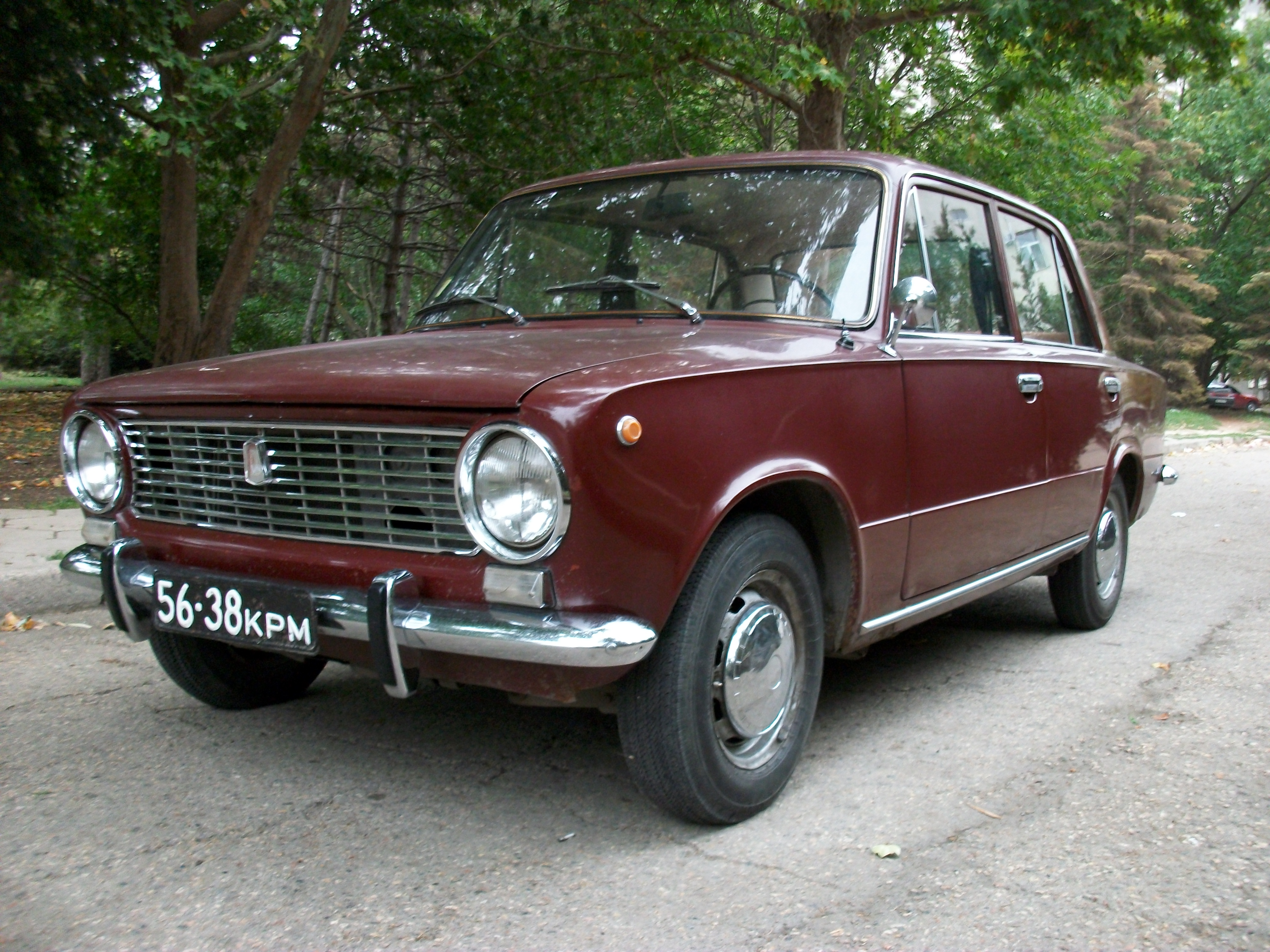
ВАЗ-2101 Жигулі (роки виробництва: 1970—1988)

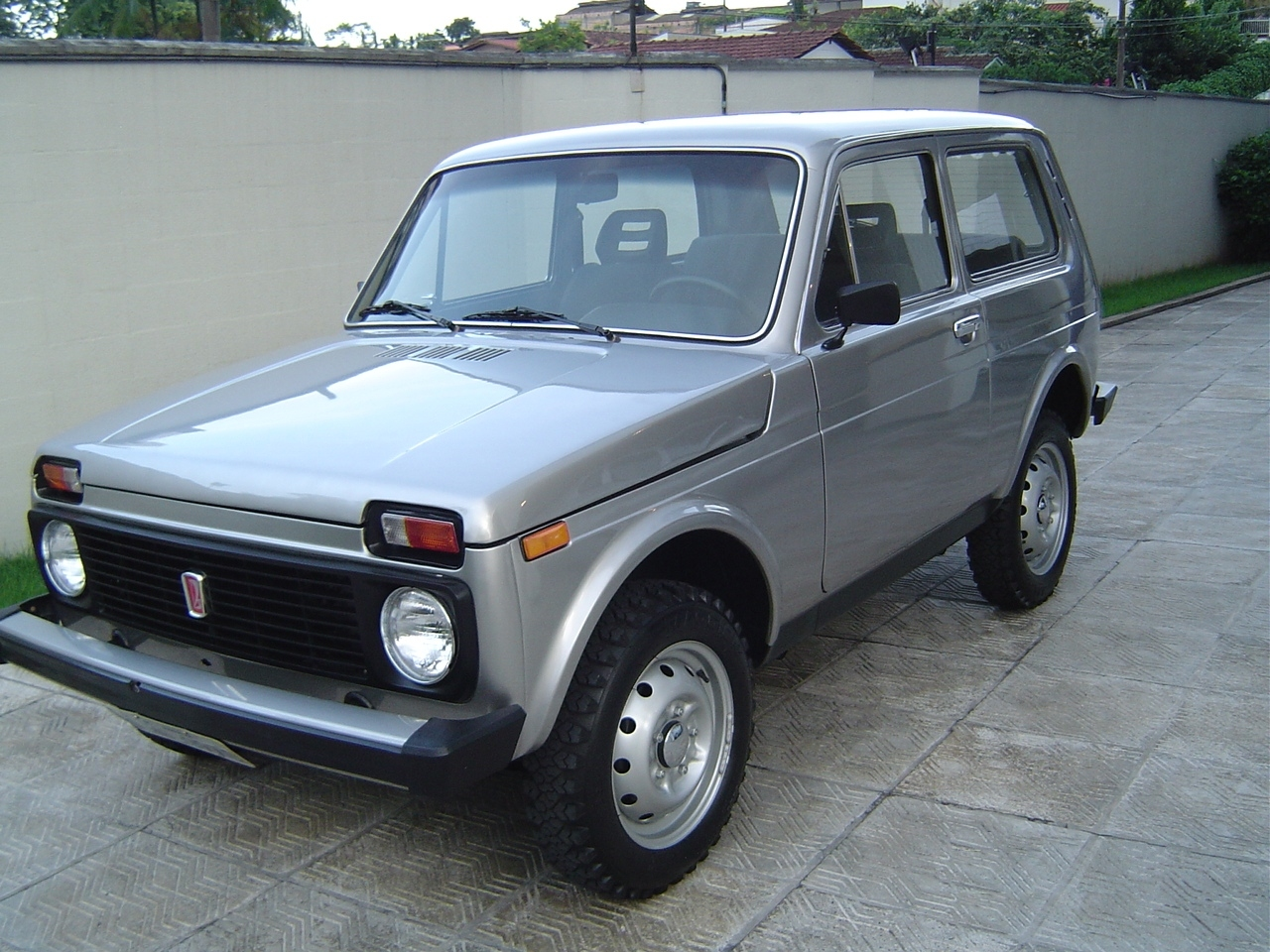
ВАЗ-2121 Нива (роки виробництва: 1977—1994)

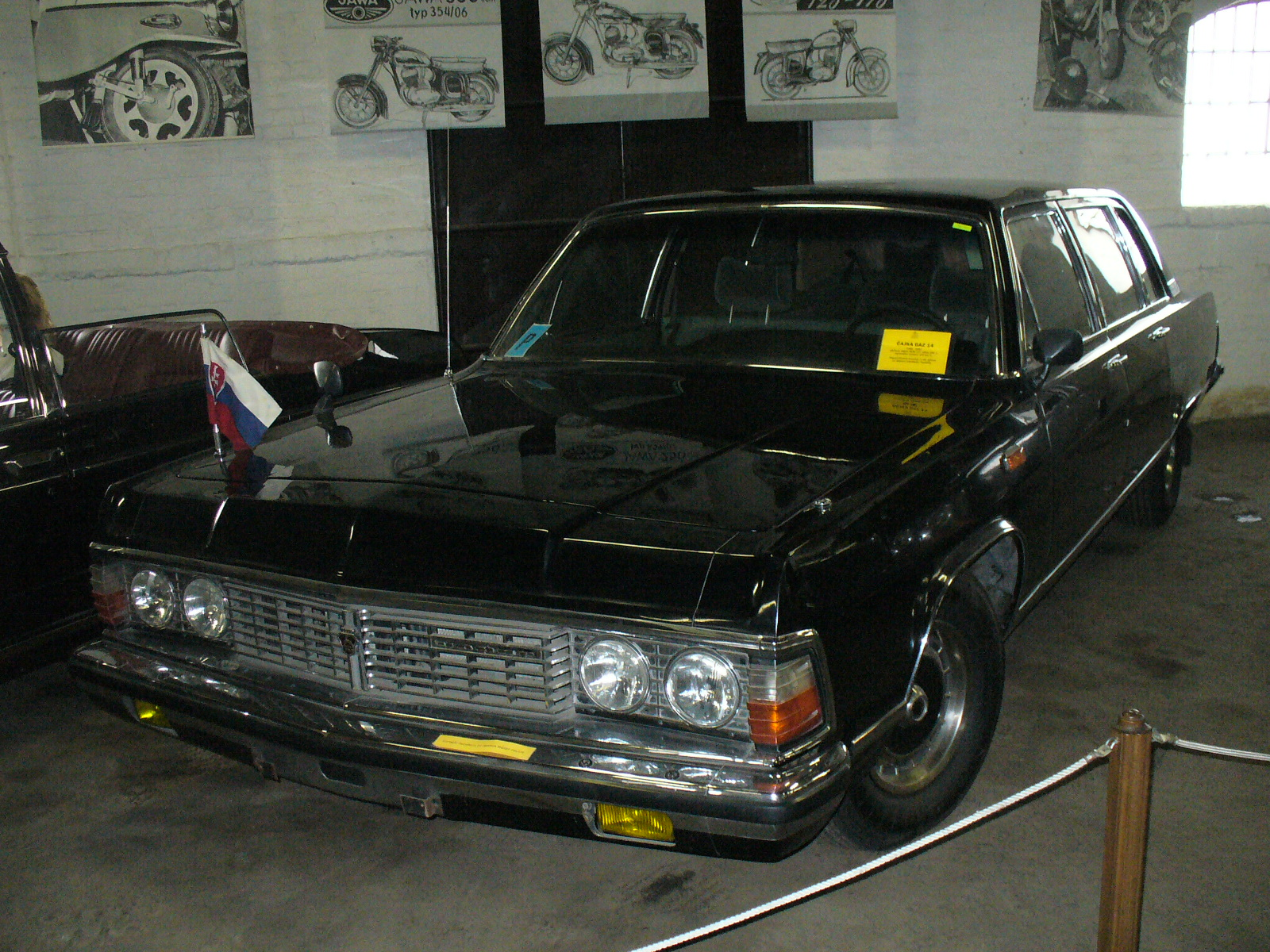
ГАЗ-14 Чайка (роки виробництва: 1977—1988)

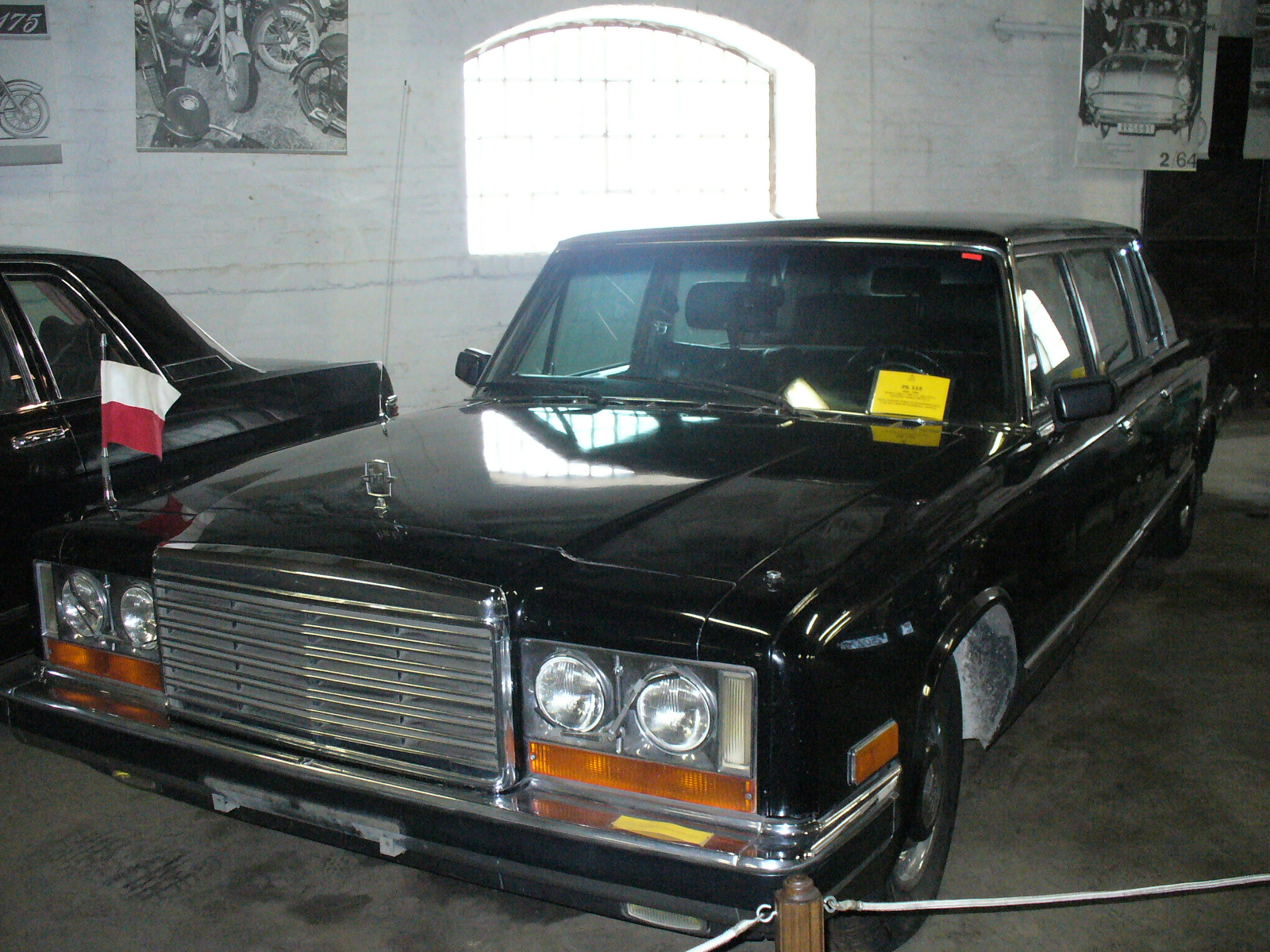
ЗІЛ-4104 (роки виробництва: 1978—1983)

Нове десятиліття в СРСР почалося зі знаменної події: в 1970 році радянський народ відзначав 100 років з дня народження Володимира Ілліча Леніна. Уряд дав вказівку Волзькому автомобільному заводу створити до цієї знаменної дати новий малолітражний автомобіль. 9 вересня 1970 з конвеєра ВАЗу зійшов перший автомобіль ВАЗ-2101 «Жигулі» — визначальна модель для цілої епохи.
Взагалі ж, початок десятиліття стало переломним моментом для радянського автомобілебудування — саме в 1970-ті основний пріоритет виробництва від вантажівок нарешті перейшов до легкових автомобілів.

### Основні автомобілі десятиліття

#### ВАЗ-2101 Жигулі
Продажі «Жигулів» почалися ближче до 1971 року — була реалізована перша партія з 220 тисяч легкових автомобілів з індексом ВАЗ-2101. Варто відзначити, що «Жигулі» на той момент вироблялися не тільки для внутрішнього ринку країни, але і на експорт, проте радянська влада зіткнулися з проблемою назви автомобіля: «жигулі» звучало неблагозвучно на деяких іноземних мовах і занадто нагадувало образливе слово «жиголо». Так було прийнято рішення змінити назву експортованих автомобілів на Lada.
Основні модифікації моделі «Жигулі» 70-х років: універсал ВАЗ-2102 (1971 рік), ВАЗ-2103 (1972 рік), ВАЗ-21011 (1974 рік, з більш комфортабельним салоном і новим 1,3-літровим мотором), ВАЗ-21061 з 1,5-літровим двигуном і ВАЗ-21063 з 1,3-літровим (1976 рік).
За основу малолітражного автомобіля був узятий італійський автомобіль Fiat 124: радянські делегати помітили автомобіль на Паризькому моторшоу ще в середині 60-х. Таке «запозичення» могло піти на користь не тільки автомобільній промисловості країни, але зміцнити політичні відносини між СРСР і Італією: у ті роки Радянський союз надавав підтримку Італійській комуністичній партії.
Випробуваннями італійського прообразу майбутнього ВАЗ-2101 займалися в НАМІ: відомий факт, що в ході тестів було вирішено замінити в автомобілі понад 800 деталей. В основному, модернізація торкнулася підвіски (задня була перероблена повністю), а задні дискові гальма замінили на більш практичні барабанні. Також автомобіль отримав збільшений до 170-мм дорожній просвіт, а нижньовальний двигун замінили на верхньовальний.
З середини 1970-х років радянські інженери взялися за розробку нового передньопривідного автомобіля, який з'явився лише в 1980-х — ним став ВАЗ-2108 «Самара».

#### ГАЗ-24 Волга
В 1970 році з конвеєра Горьківського автомобільного заводу зійшла остання Волга ГАЗ-21 і одночасно без зупинки конвеєра запущена в виробництво нова Волга ГАЗ-24. Розробка цього преміального автомобіля почалася ще в 1960-х. Вже в 1972-му на заводі була організоване складання вантажопасажирського автомобіля ГАЗ-24-02 в кузові «універсал», а вже в 1975-му стартував серійний випуск автомобілів медичної служби ГАЗ-24-03.

#### ВАЗ-2121 Нива
Звання символу радянського автомобілебудування по праву заслужив позашляховий автомобіль ВАЗ-2121 «Нива». Інженерам і конструкторам вдалося в найкоротші терміни спроектувати й налагодити виробництво цього малолітражного «всюдихода». Уже в середині 1970-х років були зібрані дослідні зразки для випробувань. «Ниві» вдалося увійти в абсолютно новий сегмент ринку — легких позашляховиків, поки не вторований навіть закордонними конкурентами. У 1977 році «Нива» встала на конвеєр.
ВАЗ-2121 мав ряд конструктивних особливостей: по-перше, на відміну від моделей закордонного виробництва, це був повноцінний позашляховик з оригінальним кузовом, а не легковиком на позашляховому шасі. Крім цього, сам кузов був сконструйований таким чином, що отримав високу жорсткість при малій вазі і оптимальні геометричні параметри. А через те, що у Ниви була відсутня рама як така, виробництво позашляховика істотно полегшилось.

#### Іж-2125 Комбі
У другій половині шестидесятих років в Європі намітилося зростання інтересу до практичних автомобілів з кузовами «хетчбек» і «ліфтбек», особливо після появи моделі Renault 16, названої Автомобілем 1966 року в Європі і яка на тривалий термін встановила стандарти для цього класу. Ці автомобілі були більш практичні для індивідуального власника у порівнянні з універсалами, при цьому по вантажопідйомності і — особливо — за зручність вантаження і вивантаження багажу перевершували традиційні седани. В Європі початку сімдесятих років багато виробників пропонували подібні моделі, особливо популярні вони були у Франції.
Не оминув цей інтерес стороною і СРСР, тим більше, що універсали рідко продавалися в особисте користування, а нагальна необхідність в місткому сімейному автомобілі для поїздок на дачу і автотуризму існувала. Наприкінці шестидесятих років, над розробкою подібної моделі почали працювати конструктори недавно створеного Іжевського автозаводу.
За основу було взято вже освоєну в Іжевську модель «Москвич-412» із збереженням широкої уніфікації. Основні помітні зовні зміни торкнулися задньої частини кузова. Окремий багажник «Москвича» був замінений на об'єднаний з салоном вантажний відсік з дверима задка, що відкривається вгору. Була також змінена форма рамки задніх дверей. Крім цього, була змінена і силова структура кузова. Замість окремих підрамників в краях, він отримав більш жорстку вваренними раму з цільними лонжеронами від переднього бампера до заднього. Таку ж конструкцію мали і кузови іжевських пікапів Іж-2715. Також автомобіль отримав посилені ресори для підвищення вантажопідйомності і трансформований задній ряд сидінь.
Дослідні зразки мали решітки радіатора від серійних седанів, але в серію «Комбі» пішов зі своїм оригінальним оформленням передка з вертикальними ліхтарями, що включали в себе габаритні вогні і вертикальні поворотники з боків від фар, які спочатку на всіх автомобілях були прямокутними, виробництва НДР — навіть після того, як приблизно в 1973—1974 році ними перестали комплектувати інші моделі «Іж». Це оформлення частково нагадувало ряд прототипів серії «3-5», побудованих на АЗЛК в ті роки.
Модель отримала позначення Іж-2125 (вона ж — «Іж-Комбі») і пішла в серію в 1973 році.

#### Вантажні автомобілі
У кількох словах слід згадати і вантажні автомобілі цього десятиліття. Наприкінці 1960-х було розпочато будівництво заводу КамАЗ. На перших порах виробнича потужність підприємства становила 150 тисяч вантажівок і 250 тисяч дизельних моторів на рік. За цими показниками вже до 1976 року КамАЗ став найбільшим заводом вантажних автомобілів в Європі.
Вантажівки також випускалися на підприємствах УралАЗ (Уральський автомобільний завод), КАЗ (Кутаїський автомобільний завод), КрАЗ (Кременчуцький автомобільний завод) і МАЗ (Мінський автомобільний завод). В 1970-х роках саме КамАЗ поклав початок масової «дизелізації» перерахованих марок.
Підбиваючи підсумки десятиліття, варто відзначити, що масова автомобілізація Радянського Союзу почалася з будівництва Волзького автомобільного заводу і наступного випуску моделі ВАЗ 2101. Про це говорять і показники продуктивності: в рік в Тольятті випускалося понад 660 тисяч автомобілів. При цьому за період з 1970 по 1975 рік у Радянському Союзі було вироблено майже 2 млн автомобілів, з них 1 млн. 200 тис. легкових. А з 1975 по 1980 рік показник дещо збільшився: всього за ці п'ять років було випущено 2 млн. 200 тис. автомобілів. Таким чином, загальна кількість автомобілів за попереднє десятиліття склало понад 4 млн.

## Історія радянського автопрому 1980-х років

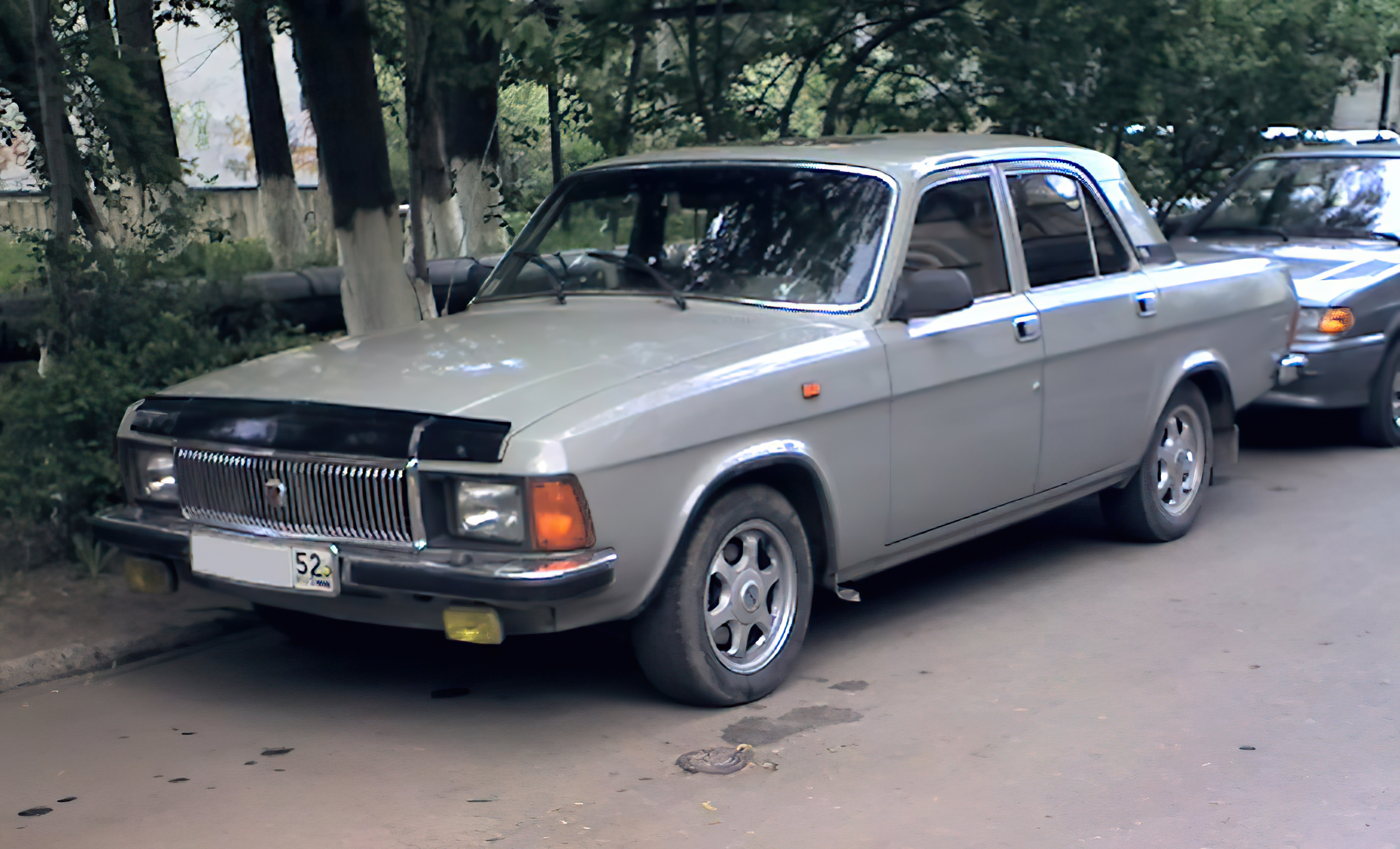
ГАЗ-3102 Волга (роки виробництва: 1981—2008)

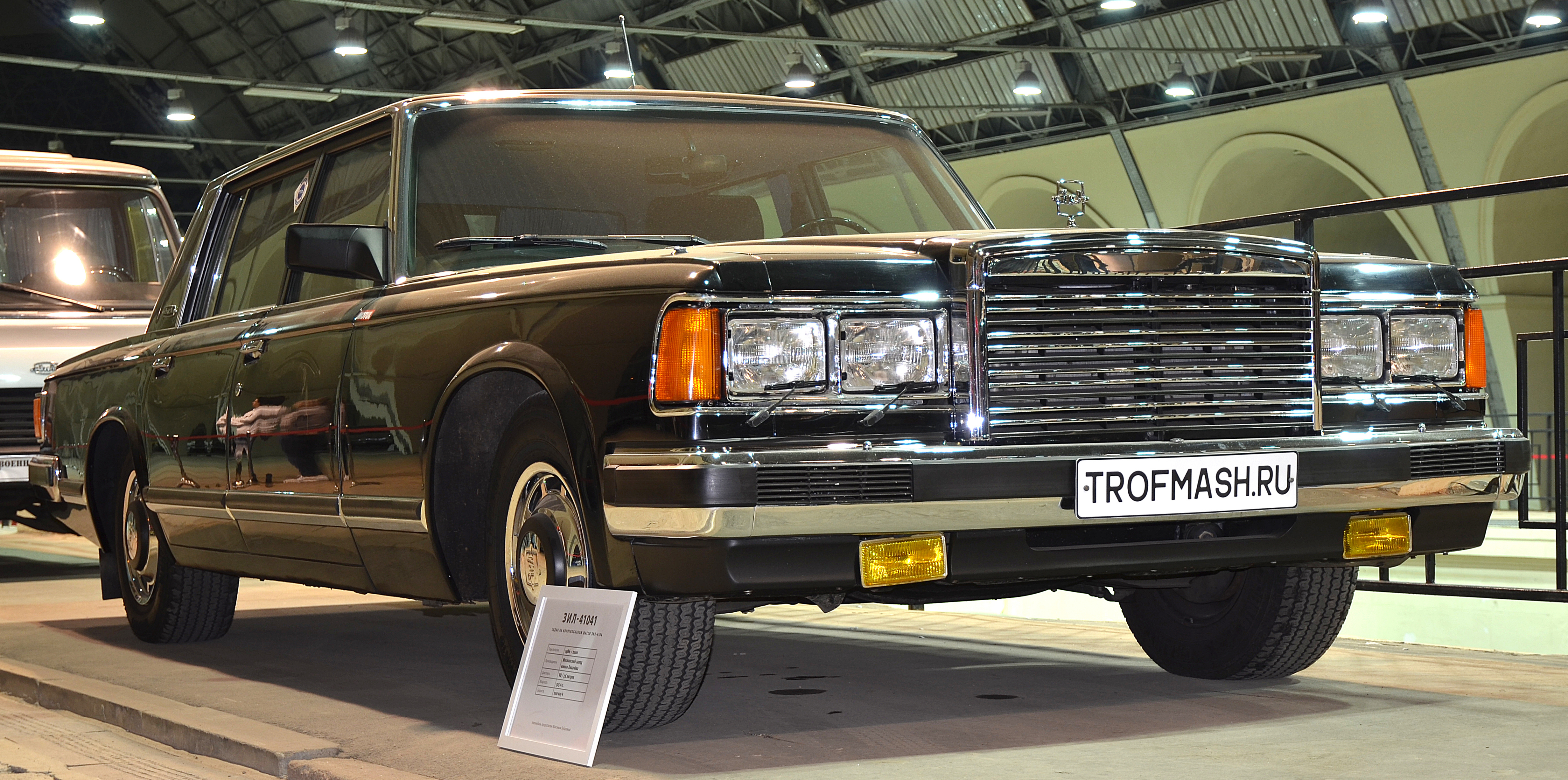
ЗІЛ-41041 (роки виробництва: 1986—2000)

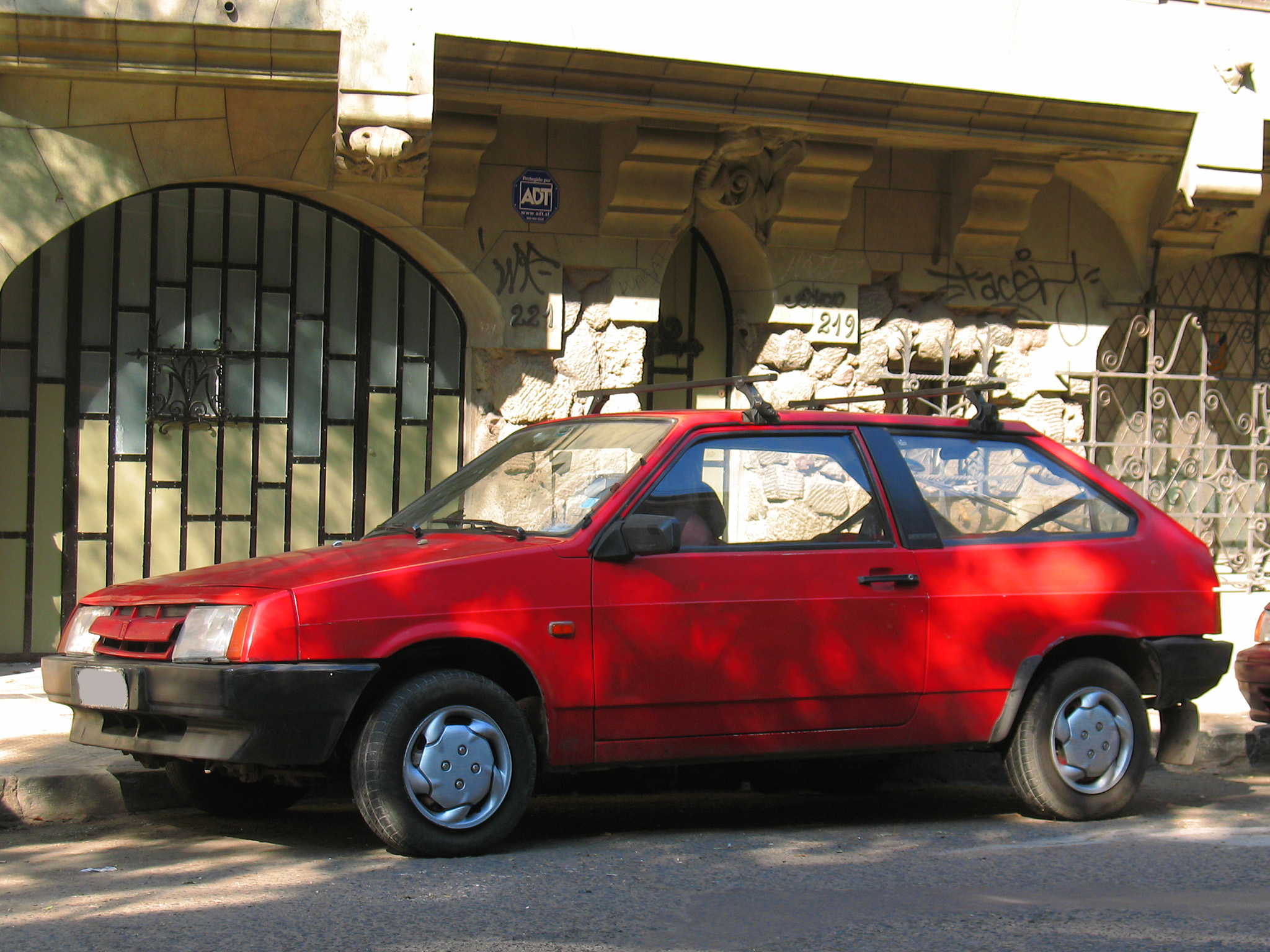
ВАЗ-2108 Самара (роки виробництва: 1984—2003)

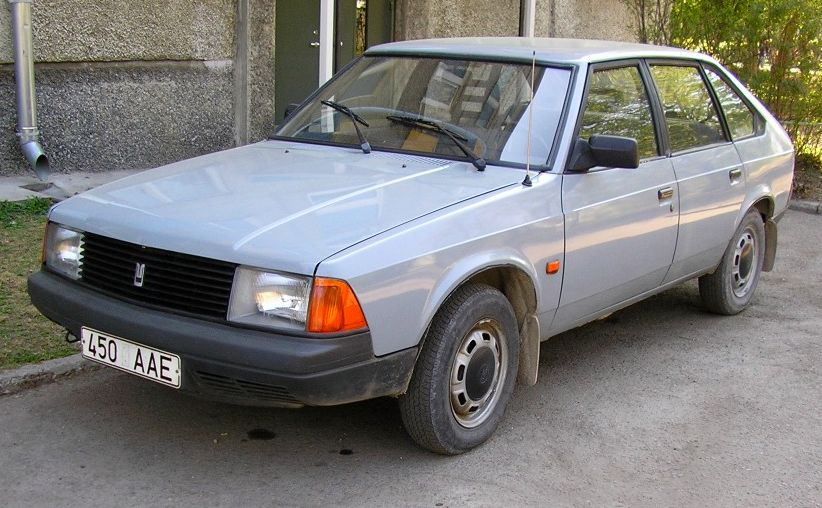
Москвич-2141 Алеко (роки виробництва: 1986—1998)

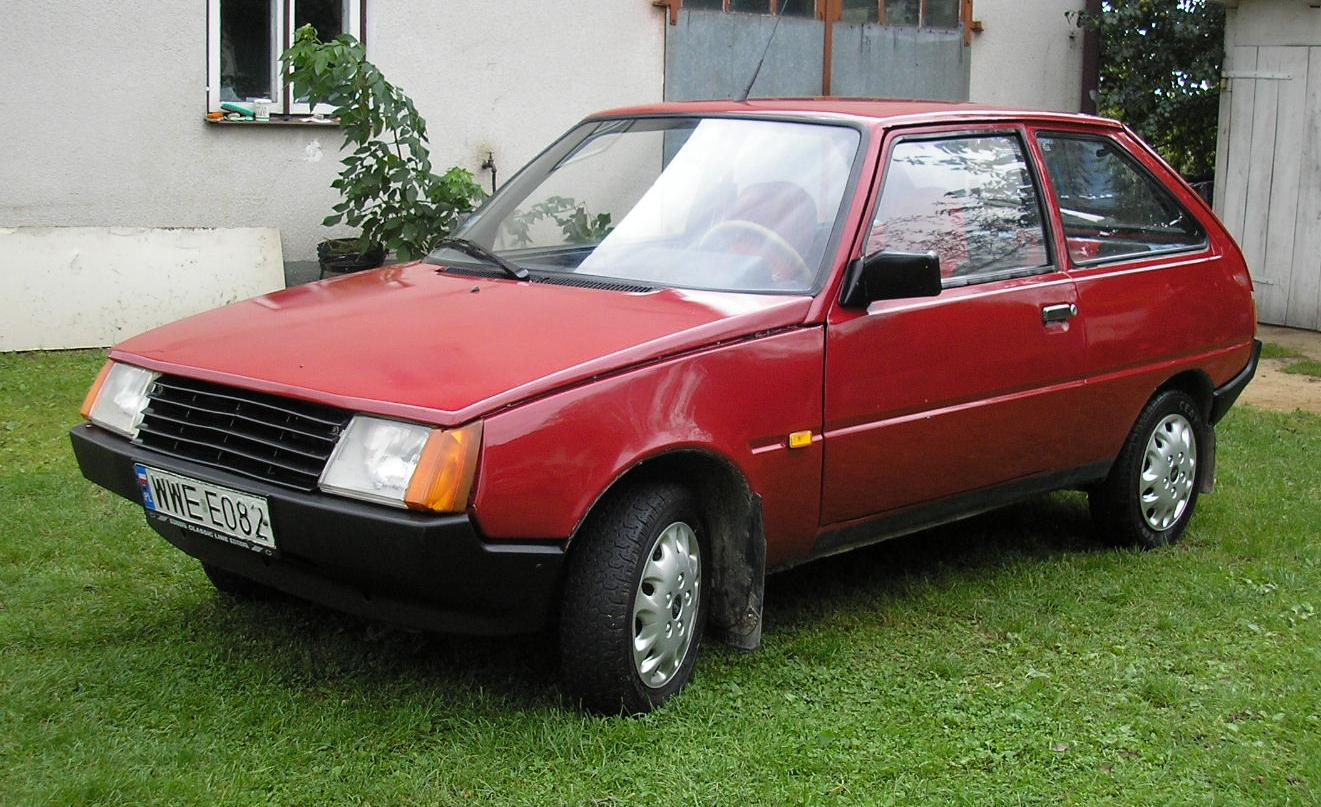
ЗАЗ-1102 Таврія (роки виробництва: 1988—2007)

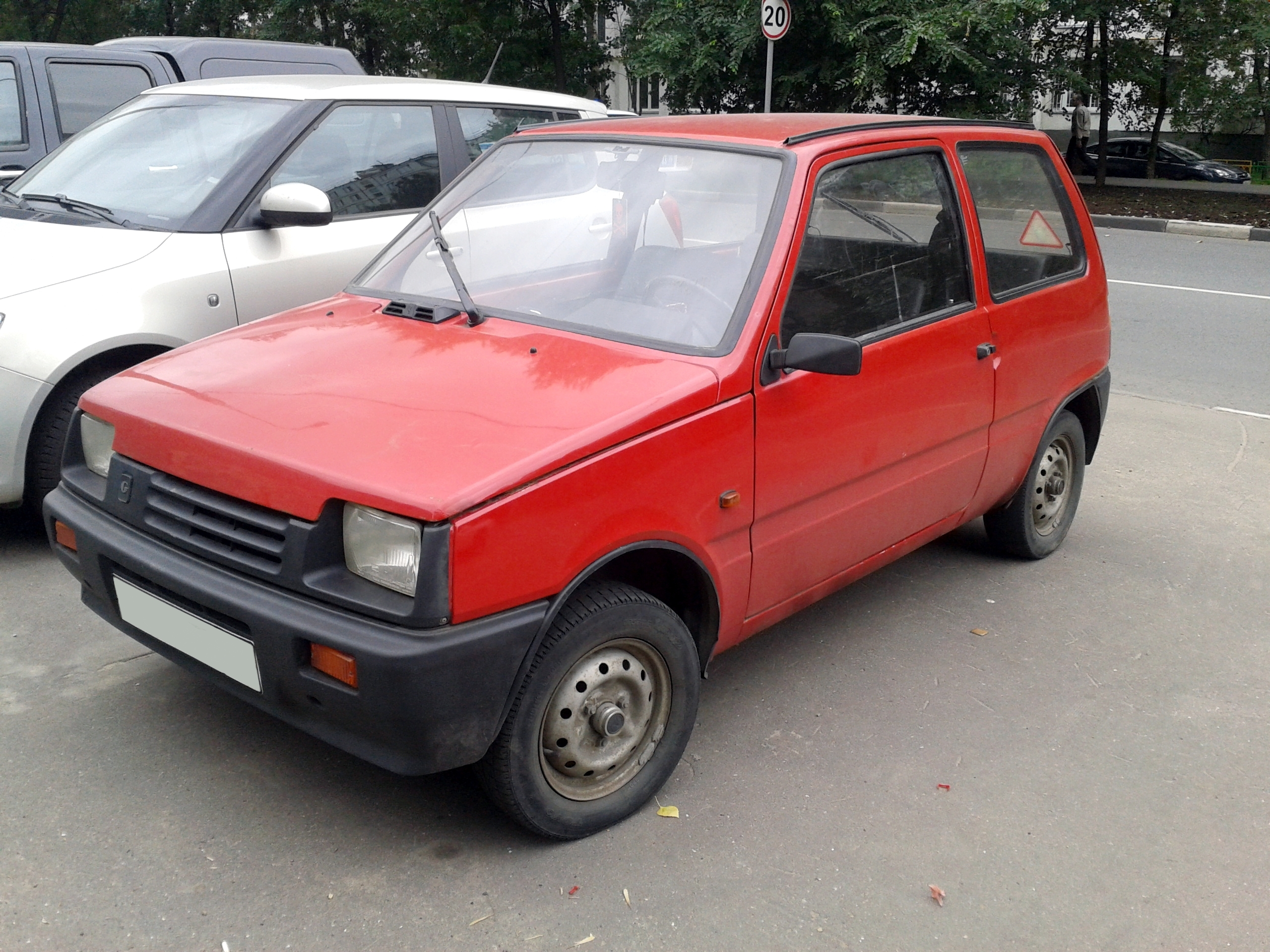
ВАЗ/СеАЗ/КамАЗ-1111 Ока (роки виробництва: 1988—2008)

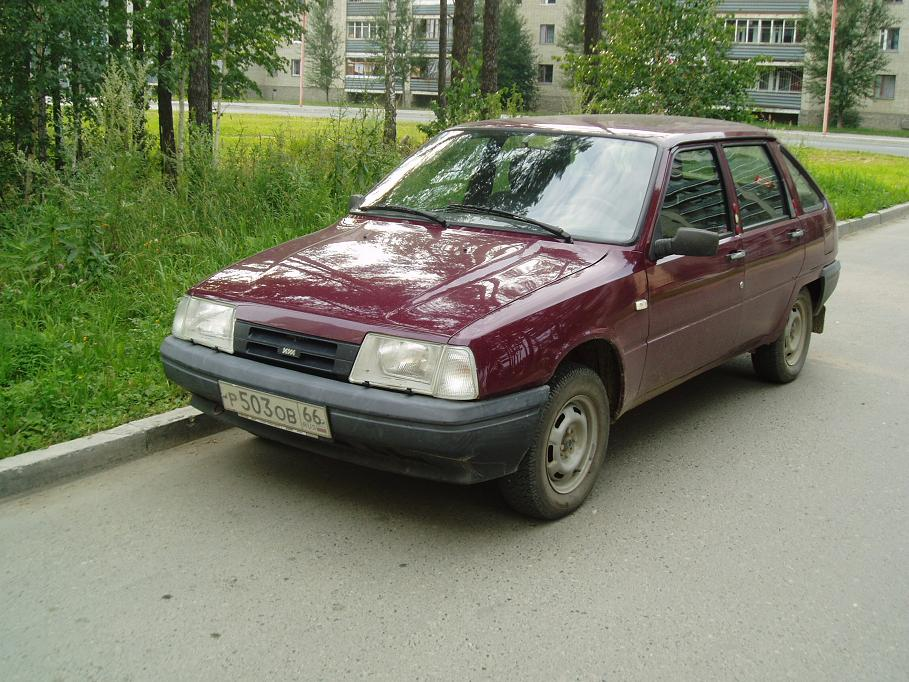
Іж-2126 Орбіта/Ода (роки виробництва: 1990—2005)

До 80-х рр. радянське автомобілебудування домоглося очевидних успіхів в масовому виробництві: за загальним виробництву (по 2,2 млн в 1985 і 1986 роках) СРСР посів п'яте місце в світі (поступаючись тільки Японії, США, ФРН, Франції), з виробництва вантажівок — третє місце, з виробництва автобусів — перше.

### Найважливіші моделі десятиліття

#### ГАЗ-3102 Волга
1981 рік був ознаменований 50-річним ювілеєм Горківського автомобільного заводу. На честь цієї події була випущено нова легкова модель — ГАЗ-3102, яка успадкувала, правда, від попередниці назву «Волга». Але спадкоємність не обмежиться назвою: від старої Волги новий автомобіль отримав також перевірені і випробувані часом конструкційні особливості. ГАЗ-3102 став більш комфортабельним і безпечним, а динамічні характеристики значно покращилися. При цьому через введення екологічних норм мотор нової Волги став більш економічним, тихим і менш токсичним.
Розроблений на основі автомобіля ГАЗ-24 «Волга», ГАЗ-3102 повинен був стати її наступником. Однак, за цілою низкою політичних та економічних причин, даний проект випускався дрібної серією (близько трьох тисяч машин на рік), замість масового виробництва, виключно як службовий автомобіль радянською номенклатурою середньої ланки.
Автомобіль являв собою безліч технічних інновацій, головним з яких була система форкамерно-факельного запалювання. Випуск «директорської» Волги з неодноразовими модернізаціями, тривав цілих 27 років, що є рекордом для Горьківського автомобільного заводу. Всього, за приблизними оцінками, було випущено близько 156,000 автомобілів ГАЗ-3102, в тому числі 27,000 в первісній комплектації за 1981—1992 років.

#### ВАЗ-2108 Супутник
Іншим найважливішим автомобілем десятиліття став ВАЗ-2108 Спутнік (в народі «Зубило»). Це був легковик з кузовом хетчбек, який був спроектований і випускався на Волзькому автомобільному заводі. Виробництво ВАЗ-2108 почалося в 1984 році, і автомобіль вироблявся майже двадцять років, до 2003 року, після чого на конвеєрі його змінила модель ВАЗ-2113.
На прикладі цього автомобіля можна виявити основні тенденції в дизайні, властиві для 80-х років: легкові транспортні засоби мали прямі лінії кузова з рівними скосами, без зализаних форм. Всі елементи кузова автомобіля, крім навісних, складали єдине ціле — металеві елементи зварені методом точкового зварювання. Якщо говорити про приладової панелі, то аж до 1990-х років конструктори встановлювали так звану «низьку» приладову дошку, на якій був вольтметр, але не було тахометра.
Передньопривідна схема давно приваблювала автомобільних конструкторів, але масовий перехід в світі на такі моделі почався лише в середині 1970-х років. При цьому навіть в умовах європейської дорожньої мережі їх поширення стримувалося недостатнім опрацюванням конструкції і технології вузлів приводу коліс, рульового управління, підвіски силового агрегату. Однак поперечне розташування силового агрегату і передніх ведучихих коліс при існуючому тоді рівні розвитку техніки вже дозволяло зробити автомобіль малого класу компактнішим і легшим . Проект передньопривідного автомобіля почав розроблятися Волзьким автозаводом в 1971 році. З 1971 по 1977 роки на заводі було спроектовано і побудовано кілька дослідних зразків передньопривідних машин. Проектування ВАЗ-2108 розпочато в травні 1977 року. 17 лютого 1978 Міністерство автомобільної промисловості СРСР затвердило технічне завдання ВАЗу на сімейство передньопривідних автомобілів. До цього моменту на заводі вже малася цілком відпрацьована концепція майбутньої машини. Перший прототип ВАЗ-2108 був готовий наприкінці 1978 року, а в лютому 1979-го почалися його лабораторні випробування. Деякі вузли і агрегати ВАЗ-2108 розроблялися спільно із західними компаніями Порше і UTS. 29 травня 1979 вийшла постанова Ради міністрів СРСР № 470 «Про розроблення та освоєнні на Волзькому автозаводі сімейства передньопривідних автомобілів». Офіційно про створення в Тольятті нової моделі легкового автомобіля оголосив міністр автомобільної промисловості В. М. Поляков у своєму виступі на XXVI з'їзді КПРС у лютому 1981 року. Він повідомив, що в одинадцятій п'ятирічці на ВАЗі буде створена машина з передніми ведучими колесами, не пов'язана по конструкції і технології з «Жигулями» класичної компоновки.
Виробництво першої партії з 2,000 товарних автомобілів було розпочато в IV кварталі 1984 года, а в першій половині 1985-го автомобілі стали надходити в магазини за ціною 8346 руб.

#### Москвич-2141 Алеко
Ще один важливий представник радянського автомобілебудування — Москвич-2141, імпортуємий за кордон під назвою ALEKO (скорочення від «Автозавод Ленінського Комсомолу»). Хетчбек Москвич-2141 випускався на заводі АЗЛК з 1986 по 1997 рік. Для будівлі ходового макета цього автомобіля використовувалася американська передньопривідна легковик Simca 1308 компанії Chrysler, а робітники на заводі охрестили автомобіль про себе «Максімкою».

#### ЗАЗ-1102 Таврія
Наприкінці шістдесятих КБ заводу «Комунар» (ЗАЗ) в ініціативному порядку почало розробку передньопривідного автомобіля малого класу під девізом «Перспектива» для заміни «Запорожця» ЗАЗ-966, використовуючи експериментальні напрацювання НАМІ (НАМІ-0132) і, пізніше, ВАЗ-а (ВАЗ-3Е1101).
В сімдесяті роки було створено кілька експериментальних моделей з кузовами «хетчбек» і «двохдверний седан». Однак, офіційно технічне завдання на розробку від Мінавтопрому СРСР було отримано тільки в 1978 році.
Після виготовлення дослідної партії і початку процесу доведення, Мінавтопром — цілком у стилі його тодішнього керівника В. М. Полякова — кардинально поміняв завдання, змусивши заводське КБ перепроектувати автомобіль з оглядкою на популярну європейську модель Ford Fiesta зразка 1976 року народження — незважаючи на суто негативну оцінку даної моделі колективом заводу.
При цьому одночасно перед конструкторами ставилася мета перевершити «Фієсту» за характеристиками. Приблизно те ж саме відбулося в ті ж роки і з АЗЛК, який під тиском відомства Полякова був змушений з нуля проектувати принципово нову передньоприводну платформу — майбутній «Москвич-2141», незважаючи на наявність цілком сучасного задньопривідного прототипу С-3 , що знаходиться вже на передсерійній стадії .
Завдання на розробку і далі продовжувало змінюватися — Мінавтопром висував все нові і нові вимоги по перевищенню параметрів різноманітних зарубіжних «малолітражок» тих років: «Фіат-Уно», «Остін-Метро», і так далі. Це, спільно з браком фінансування, яке до середини 1980-х йшло переважно на освоєння нових передньопривідних моделей Волзького заводу, призвело до надзвичайного затягуванню впровадження автомобіля у виробництво.
Перші серійні «Таврії» зійшли з конвеєра 18 листопада 1987, вартість автомашини становила 5,100 карбованців. Одночасно зі стандартним варіантом, було розпочато випуск ЗАЗ-1102 в комплектації «люкс», яка відрізнялася збільшеною до 155 км / год максимальної швидкістю (замість 145 км/год в стандартному варіанті), установкою магнітоли, двокамерного карбюратора типу «солекс» (замість однокамерного) і фарбуванням кузова емаллю «металлік» . Вартість ЗАЗ-1102 в комплектації «люкс» становила 5,300 карбованців.
У той час «Таврія» позиціювалася як виключно економічний автомобіль. У 1989 році Мінавтопрому СРСР був випущений рекламний ролик для західного ринку, в якому водій заправляє «Таврію» зі своєї запальнички. Цей ролик завоював в Каннах «Бронзового лева» в номінації «торгова реклама».

#### ВАЗ/СеАЗ/КамАЗ-1111 Ока
Ближче до кінця десятиліття, в 1988 році, з'явилася ще один важливий автомобіль — ВАЗ-1111 Ока. Він належав до групи мікролітражних легкових транспортних засобів особливо малого класу (A-клас). Робота по створенню цього автомобіля почалася ще наприкінці 1970-х на Серпухівському автомобільному заводі (СеАЗ), після чого за розробку узявся АвтоВАЗ. Зовнішній вигляд автомобіль дуже нагадував японський кей-кар Daihatsu Mira 1985 випуску. На Оку встановлювався 2-циліндровий мотор об'ємом 0,64 літра (до 1996 року).

#### Вантажні автомобілі
У кількох словах слід згадати і вантажні автомобілі — за обсягом випущеної вантажної техніки Радянський Союз займав третє місце в світі. Основний обсяг виробництва припадав на дизельні середньотонажні вантажівки ГАЗ-4301 і ЗІЛ-4331.
Незважаючи на очевидний підйом радянського автомобілебудування на початку і середині десятиліття, до кінця 80-х почали проявлятися кризові явища, властиві епосі застою. Обсяги вироблених легкових автомобілів не росли, але стабілізувалися на позначці 1,300,000 примірників на рік. І все ж за цим показником СРСР суттєво відставав від розвинених країн. До останніх років десятиліть якість комплектуючих і самого складання впала, спостерігався постійний дефіцит запчастин. Однак в це десятиліття були освоєні принципово нові передньопривідні легкові моделі з кузовами хетчбек: ВАЗ-2108 «Супутник», Москвич-2141 «Алеко», ВАЗ-1111 «Ока» і ЗАЗ-1102 «Таврія» та підготовлено масове виробництво дизельних середньотоннажних вантажівок ГАЗ-4301 і ЗІЛ-4331 і автобусів ЛіАЗ-5256 і ЛАЗ-4202.

## Історія радянського автопрому кінця 1980-х — початку 1990-х років

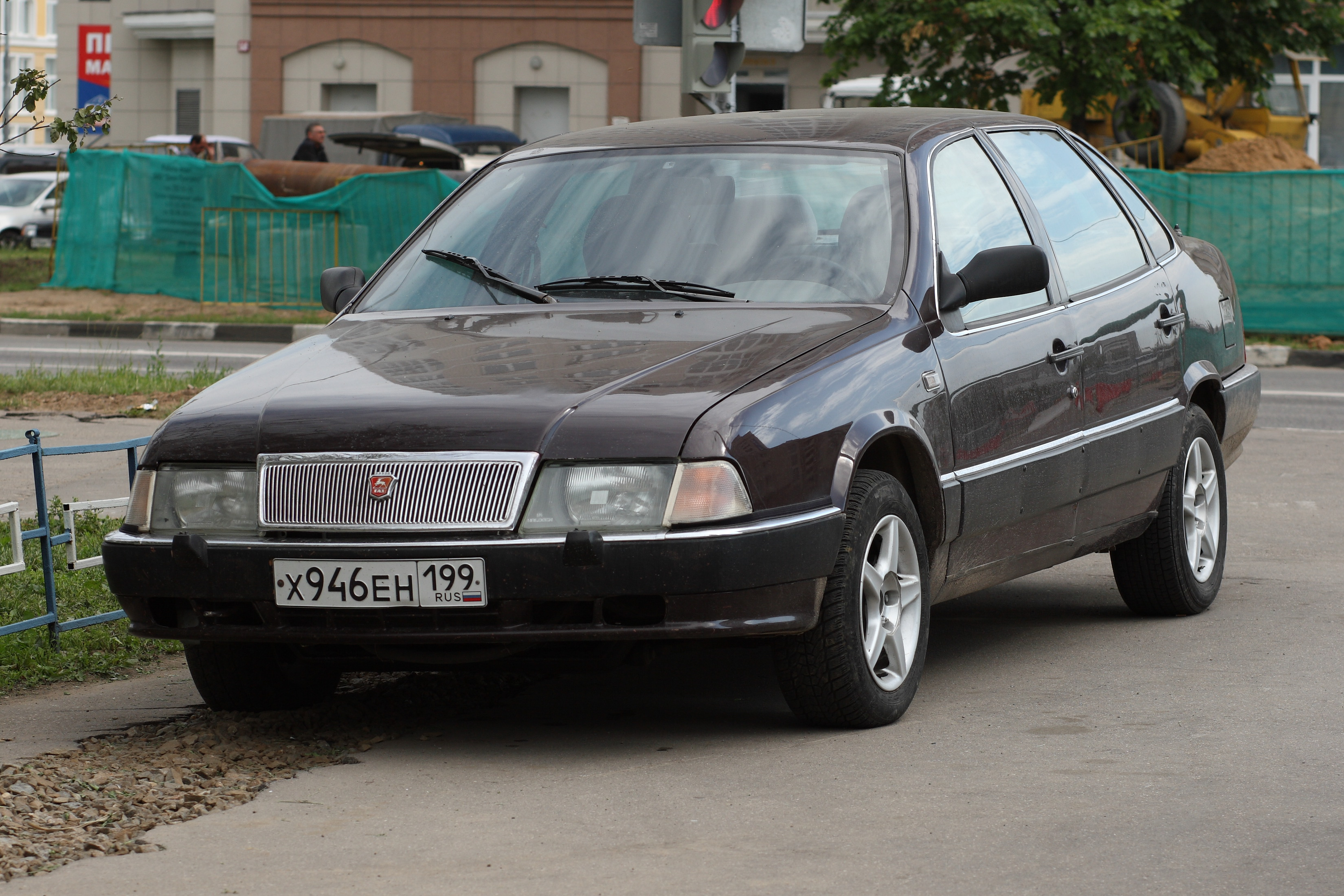
ГАЗ-3105 Волга (роки виробництва: 1992—1996)

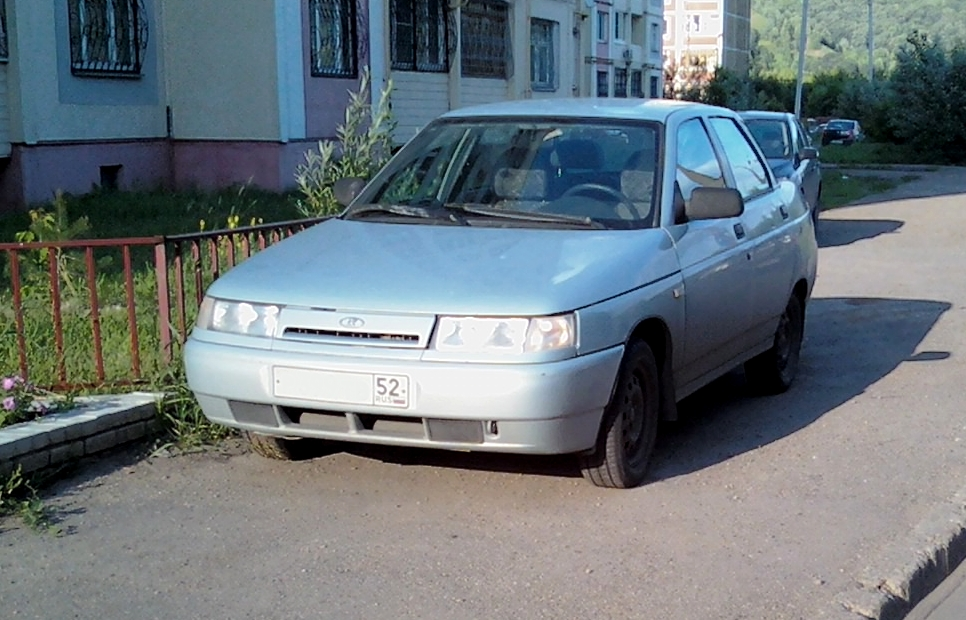
ВАЗ-2110 (роки виробництва: 1995—2007)

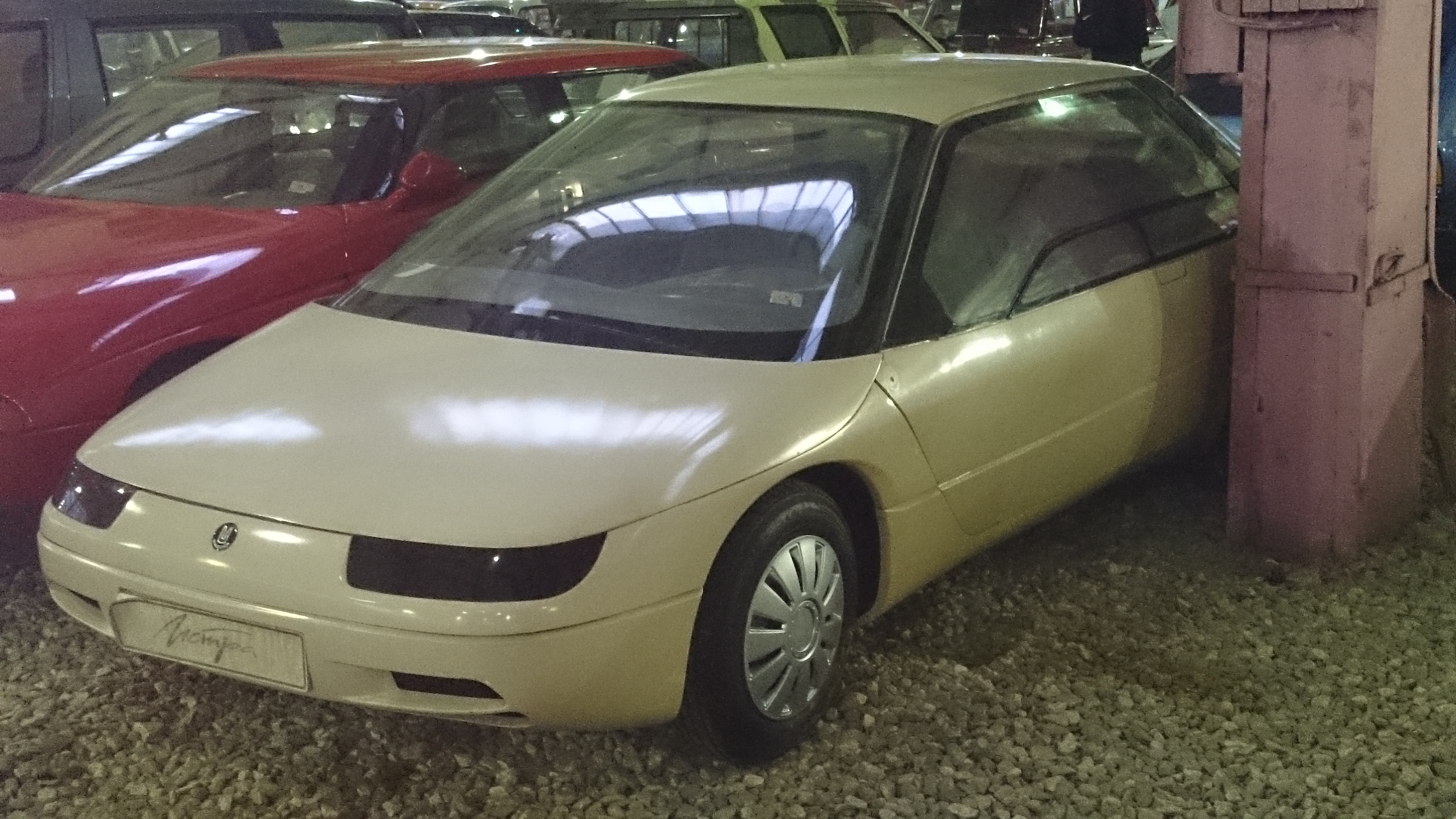
Москвич-2144 Істра (1988 рік)

ЗАЗ-1106 Таврія ІІ (1988 рік)

ЛуАЗ-1301 (прототипи: 1984—2003)

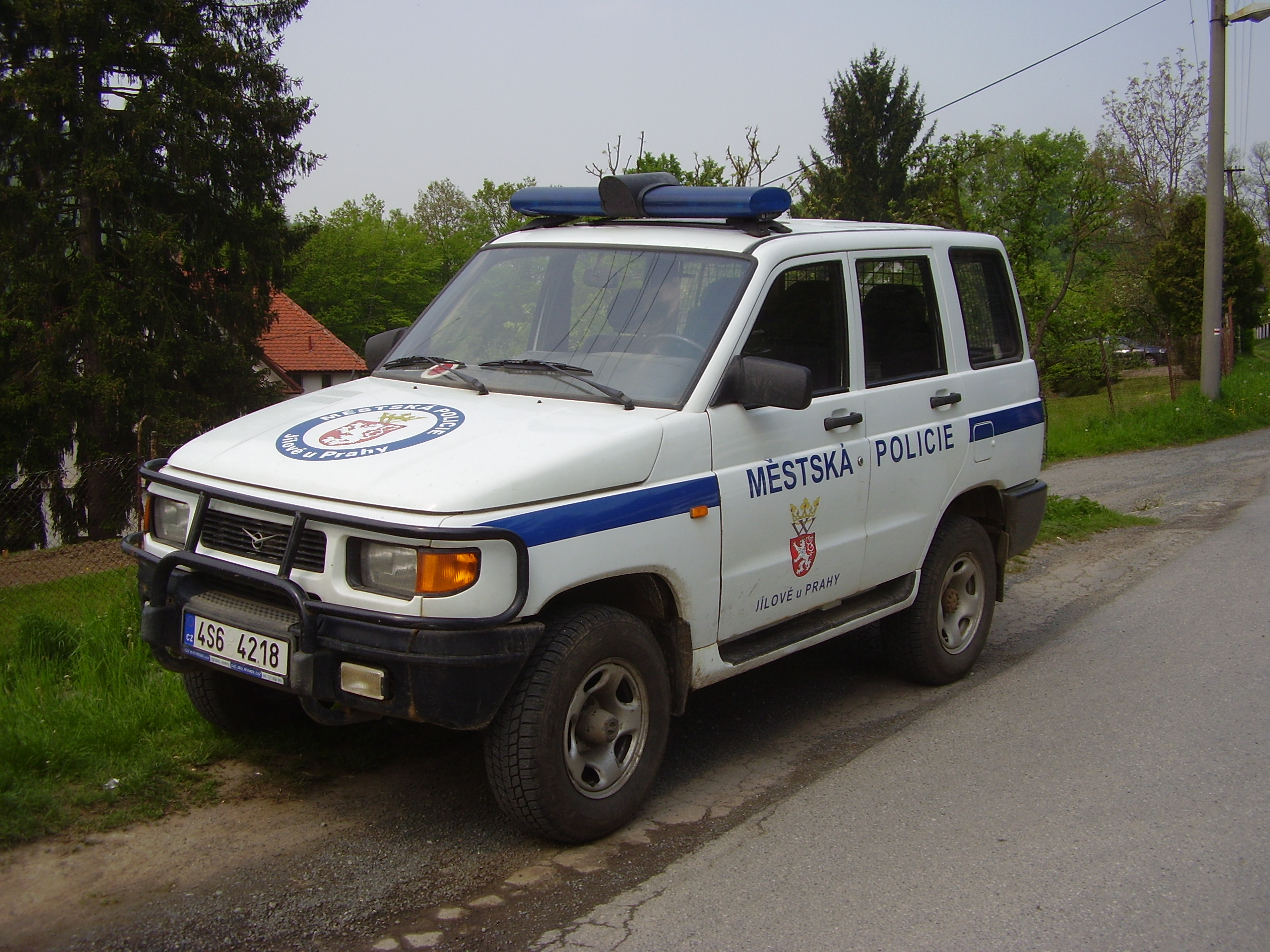
УАЗ-3160 Сімбір (роки виробництва: 1997—2004)

В другій половині 1980-х рр. та на початку 1990-х рр. автовиробники починали розробки нових перспективних автомобілів більшість з яких так і встали на конвеєр.

### Перспективні розробки та деякі серійні моделі

#### ГАЗ-3105 Волга
До початку 1990-х років XX-го століття постало питання про створення автомобіля для секретарів обкому та керівників обласного масштабу, тому що наявний ГАЗ-3102 для цієї мети не підходив. Міністерство автомобільної промисловості збиралося замінити зняті з виробництва автомобілі ГАЗ-14 «Чайка». За задумом ГАЗ-3105 повинен бути більш стриманим і мати довжину 5,05 м (у «Чайки» 6,11 м).
На ГАЗі до 1987 року були представлені перші дослідні зразки, що мають ряд нововведень, таких як рейкове рульове управління з гідропідсилювачем, регулювання керма по довжині і нахилу, постійний повний привід з можливістю блокування міжосьового диференціала і повний електропакет, включаючи центральний замок. Підвіска типу Макферсон спереду і ззаду.
В 1992 році автомобіль був представлений на міжнародних салонах в Лейпцигу і Брюсселі і справив враження. Однак підрахували, що виробництво такого автомобіля для уряду обходиться дорого, і з 1992 по 1996 рік було вироблено всього лише 55 автомобілів замість планованого обсягу випуску 250 автомобілів на рік.
На базі ГАЗ-3105 пізніше були розроблені моделі 3103 (передній привід) і 3104 (повний привід), не пішли в серію, а також дві спортивні машини. Автомобілі 3103 і 3104 були представлені на Московському автосалоні в 1998 році.

#### ВАЗ-2110
В середині 1980-х років почалося проектування седана на базі ВАЗ-2108. Проект отримав назву ВАЗ-2110. Проте конструкторами були внесені дуже багато змін, зокрема що здорожують машину. Тому в 1987 році цей проект відокремили від проекту простого перетворення ВАЗ-2108 в седан (що отримав тепер назву ВАЗ-21099).
Перший дослідний екземпляр ВАЗ-2110 з'явився ще в липні 1989 року, серійний випуск планувалося почати з 1992 року, проте внаслідок подальшого розвалу країни і глибокої економічної кризи ці плани було перенесено на п'ять років. Перші ВАЗ-2110 були випущені 27 червня 1995 року в дослідно-промисловому виробництві (ОПП) АвтоВАЗу. В результаті до моменту фактичного початку серійного виробництва «десятка» вже була на межі морального застарівання. Проте попри це, а також на традиційні для продукції АвтоВАЗу претензії до якості, для російського автопрому вона все одно стала значним кроком вперед. Порівняно з попереднім вазівським сімейством «Самара» «десятка» є автомобілем значно вищого класу. Її поява ознаменувала собою новий етап в розвитку радянського автопрому.

#### Москвич-2144 Істра
Москвич-2144 Істра — дослідний автомобіль заводу АЗЛК, створений в середині-кінці 1980-х років. Був виготовлений демонстраційний макет в єдиному екземплярі приблизно в 1985—1988 роках, серійно ніколи не проводився. У 1985 році на АЗЛК в Управлінні конструкторських та експериментальних робіт була створена група перспективних розробок під керівництвом інженера-конструктора А. В. Куликова. Група працювала над перспективною моделлю нового автомобіля Москвич-2144 «Істра».
Він відрізнявся цілим рядом унікальних рішень, в числі яких — дюралевий кузов (виготовлений в Кірові) без центральної стійки; дві широкі бічні двері, що відкриваються вертикально вгору; дизель фірми Elsbett, що працює на дизельному паливі, виготовленому на основі ріпакової олії; прилад нічного бачення і індикація показань приладів на лобовому склі; унікальна автоматична трансмісія.

#### ЗАЗ-1106 Таврія ІІ
По правді кажучи, ЗАЗ-1106 це навіть не прототип, це макет перспективного автомобіля, який як і макет ЗАЗ-1104 був створений в УГК (управління головного конструктора) наприкінці 1980-х років на базі вузлів і агрегатів "Таврії ". Таким автомобіль 21-го століття бачили конструктори ЗАЗу в ті роки.
В обрисах ЗАЗ-1106 вже вгадуються риси майбутньої «десятки», та й багатьох інших автомобілів кінця 1990-х років минулого століття, початку 21-го.
На жаль, завод, як і всю країну тоді, поглинули наслідки політичної кризи початку 1990-х, і керівництво заводу всі сили пустило на випуск і модернізацію сімейства автомобілів «Таврія», що було на той момент, мабуть, єдино правильним, з економічної точки зору, рішенням.

#### ЛуАЗ-1301
Вперше рестайлінговий варіант ЛуАЗ-969М було створено у 1984 року. Цей автомобіль відрізнявся лише новою формою кузова та салону, технічне ж оснащення залишилось незмінним.
Наступна спроба вдосконалити застарілий, на той час 969М. Цей варіант був модернізацією моделі 1984 року. Зразок було збудовано вкінці 1988 року, і декілька автівок проходили випробування. Акцент в конструкції був зроблений на передових, ще не випробовуваних в Радянському Союзі технічних рішеннях — автомобіль мав каркасно-панельний кузов (стальний несучий каркас із зовнішніми панелями із пластмаси), змінюваний дорожній просвіт (його збільшують нагнітаючи повітря в пневмобалони підвіски електричним бортовим компресором, або, на хорошій дорозі, зменшують), торсіонна підвіска була замінена на незалежну пружинну, в трансмісію введено блокуючий міжосьовий диференціал, привід всіх коліс — постійний, без відключення заднього мосту.
У 1994 році на виставці МІМС-94 у Москві було представлено технічно-інноваційний варіант автомобіля. Він мав цілий ряд прогресивних опцій, порівняно із 969М, таких як: пневмопідвіска, блокування диференціалів та пластиковий обтічний кузов. Все це підвищило рівень комфорту та безпеки пасажирів, при цьому автомобіль не втратив своєї основної відмінної якості — високої прохідності по бездоріжжю. Виставлений на виставці автомобіль був застарілий і малопотужний.
У 2002 році був представлений третій і останній варіант модернізації цього автомобіля.

#### УАЗ-3160 Сімбір
Третє покоління УАЗів почали проектувати в 80-ті роки, а з початку 90-х модель УАЗ-3160 показували на різних виставках. Новий суцільнометалевий кузов був створений заново, а рамне шасі отримали шляхом глибокої модернізації колишньої конструкції. На УАЗ-3160 з'явився нормальний салон з «нормальної» панеллю (втім, вже з самого початку старомодних обрисів) і кріслами більш-менш нагадують легкові, забезпеченими підголівниками та всіма «легковими» регулюваннями, включаючи поперековий підпір. Сидіння другого ряду можна скласти по частинах в пропорції 2: 1. Загальна кількість місць — сім, включаючи два розгорнутих один до одного жорстких сидіння в багажнику. Їх можна відкидати при перевезенні громіздкого багажу. Задні двері із закріпленою на ній «запаскою» чомусь відкривається на праву сторону, для зручності посадки на задні сидіння передбачена відкидна підніжка (на замовлення). Схема трансмісії з жорстко підключається приводом на передній міст за відсутності блокувань диференціалів нагадує про попередника, але лонжерони в передній частині рами зроблені енергопоглинаючими, що стало можливим за рахунок застосування компактної пружинної підвіски переднього моста. Ззаду застосовані малолистові ресори.

## Радянські виробники автомобілів

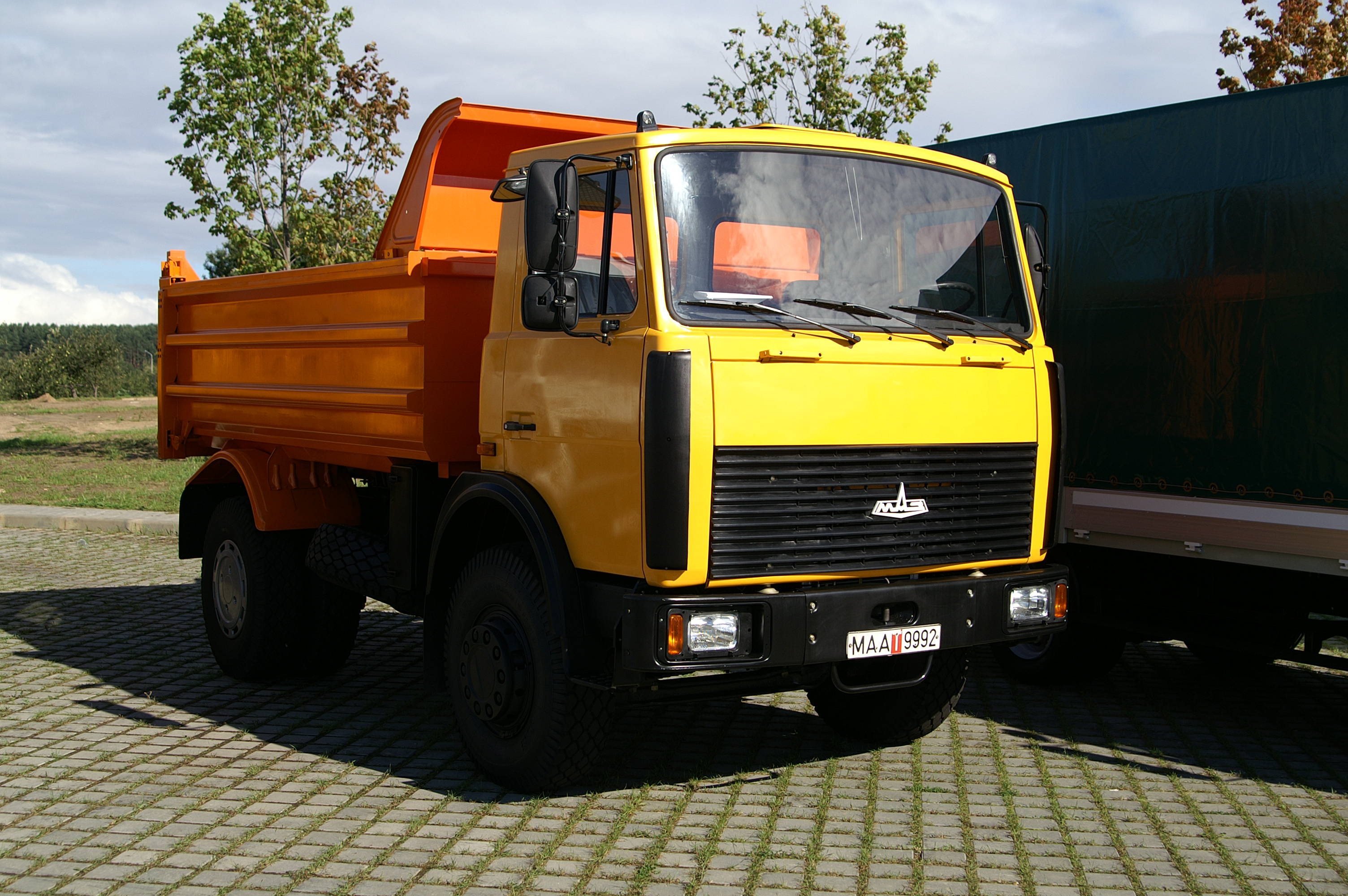
МАЗ-5551 (Білоруська РСР)

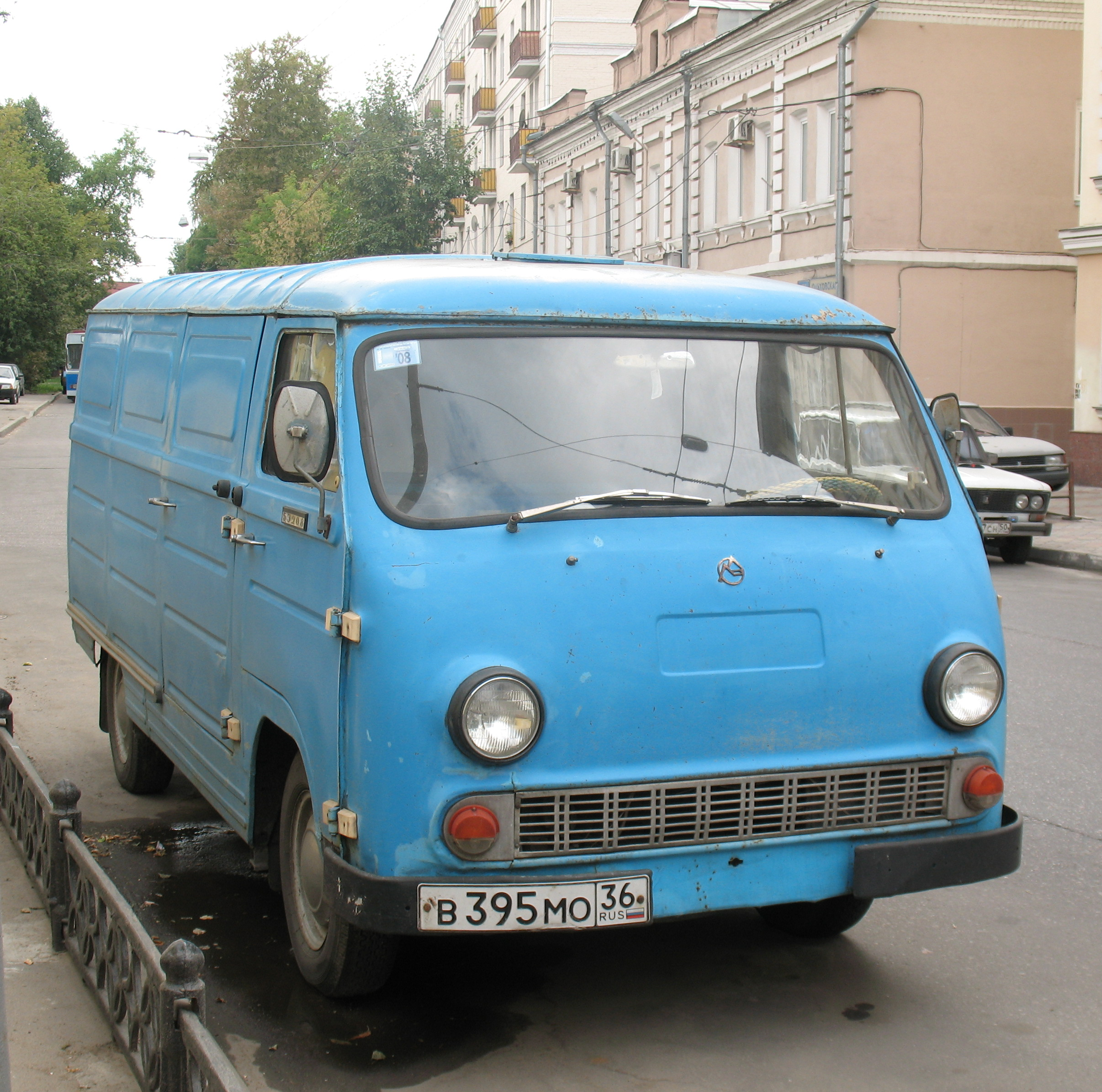
ЕрАЗ-762 (Вірменська РСР)

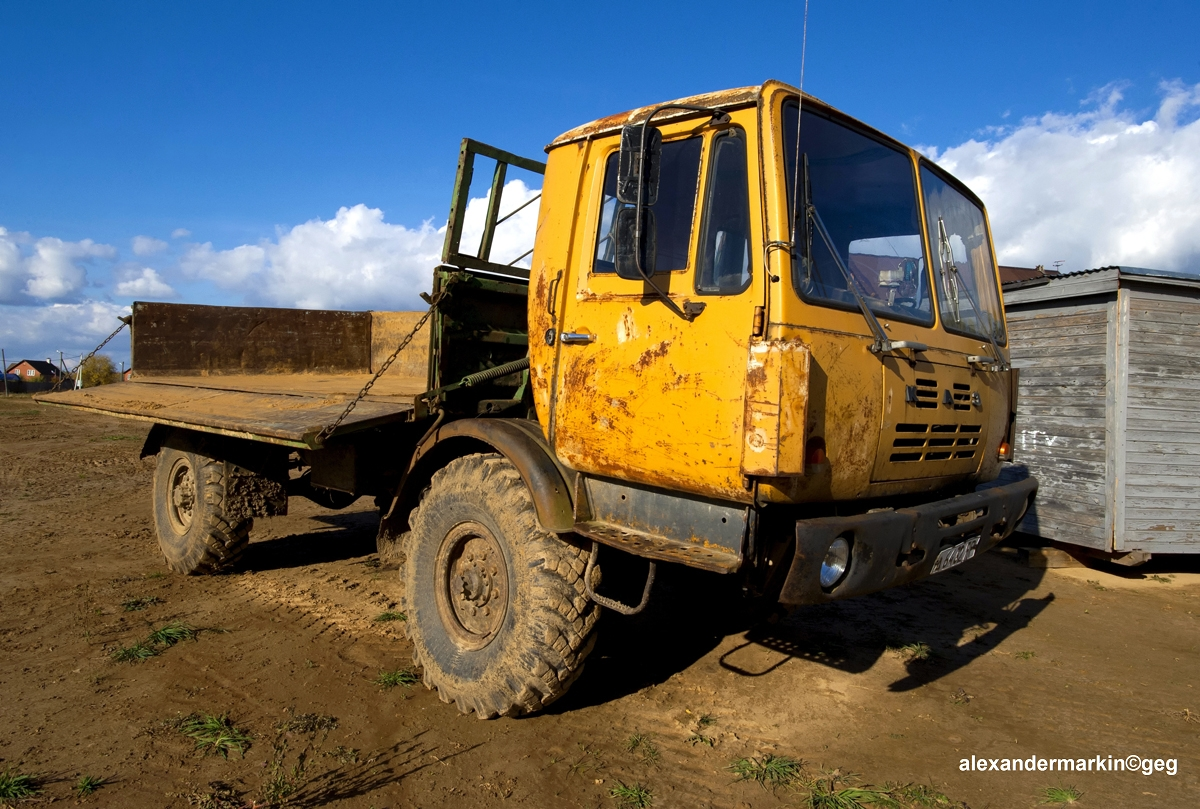
КАЗ-4540 Колхіда (Грузинська РСР)

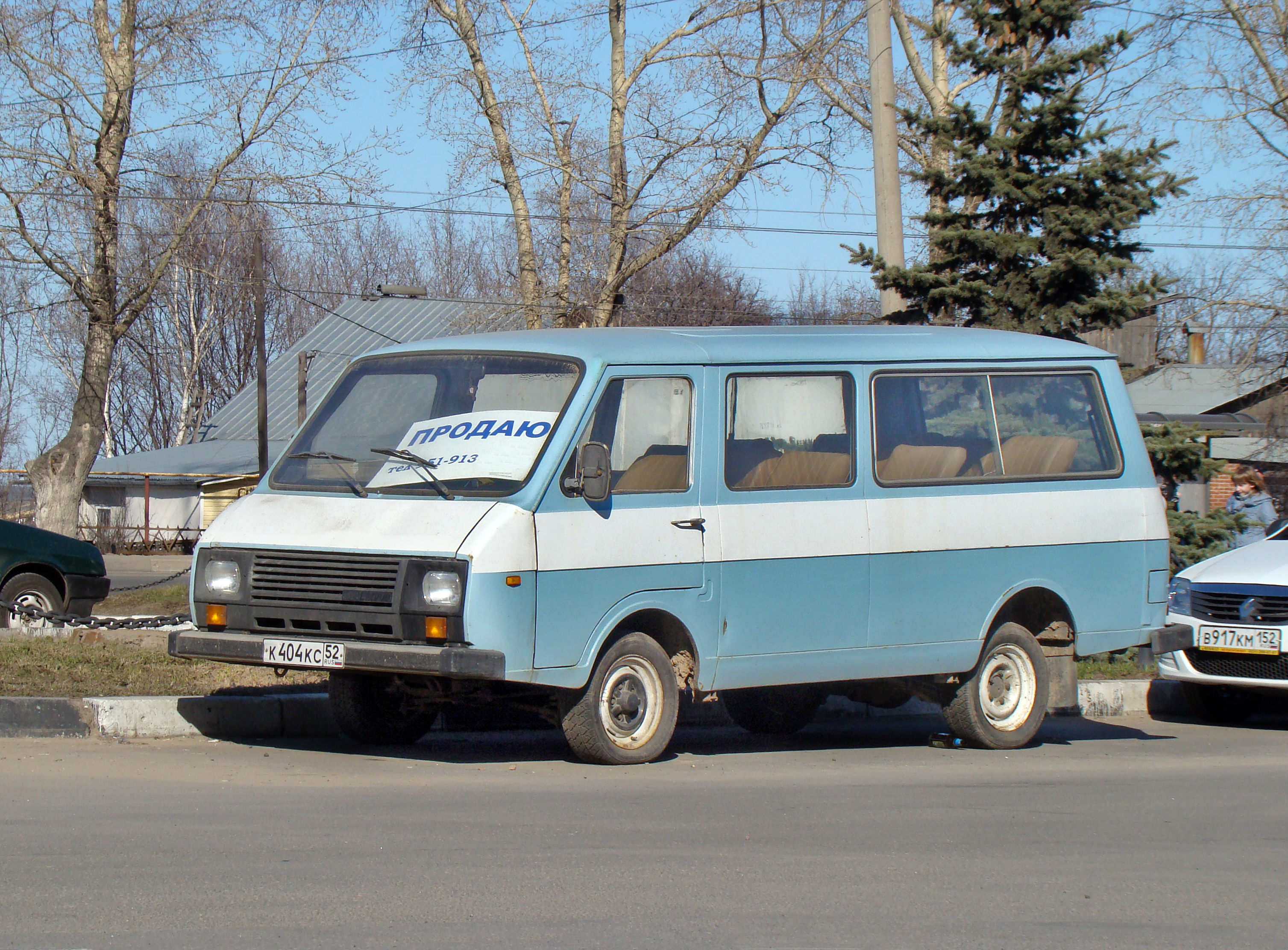
RAF-2203 Latvija (Латвійська РСР)

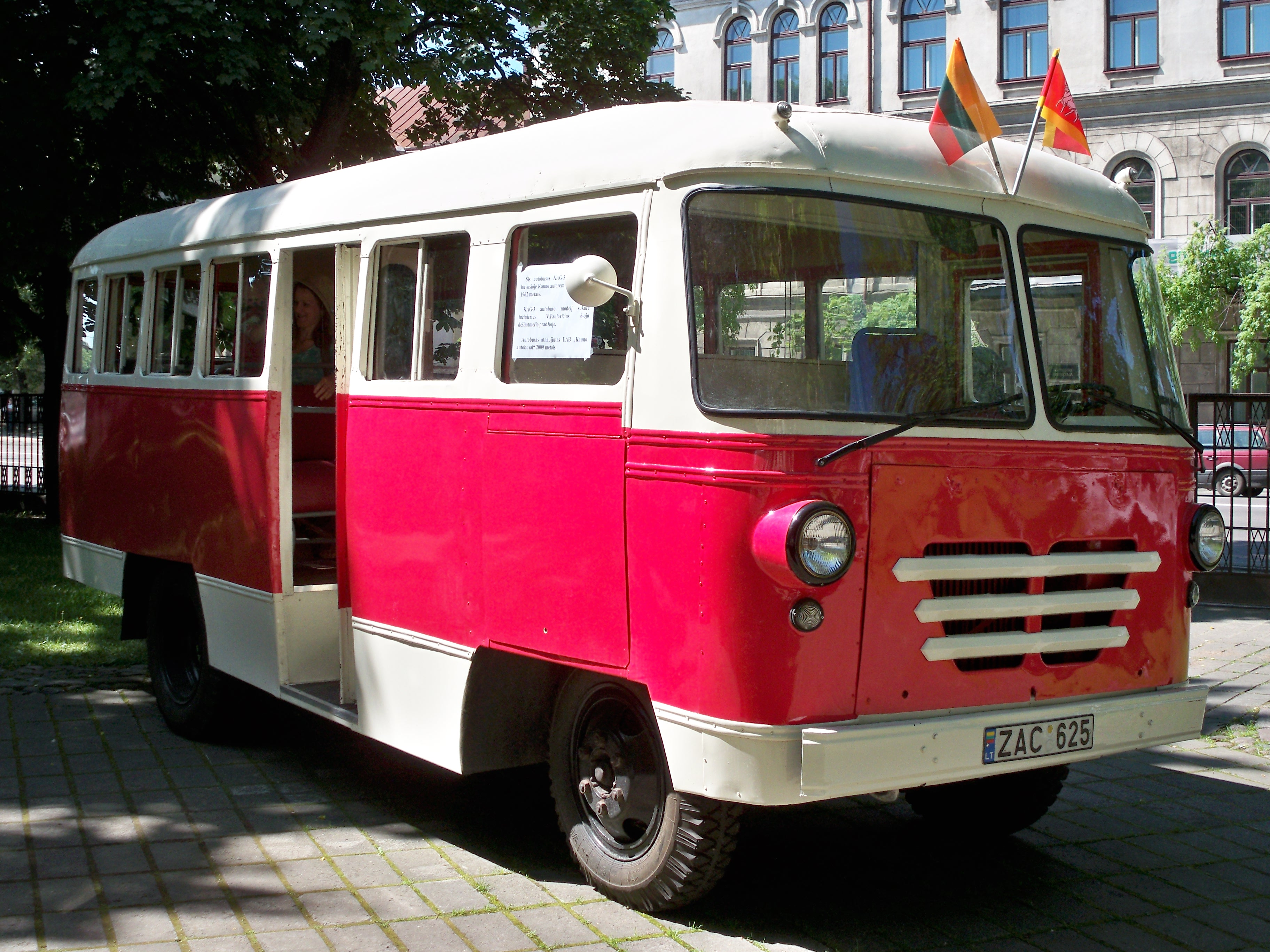
KAG-3 (Литовська РСР)

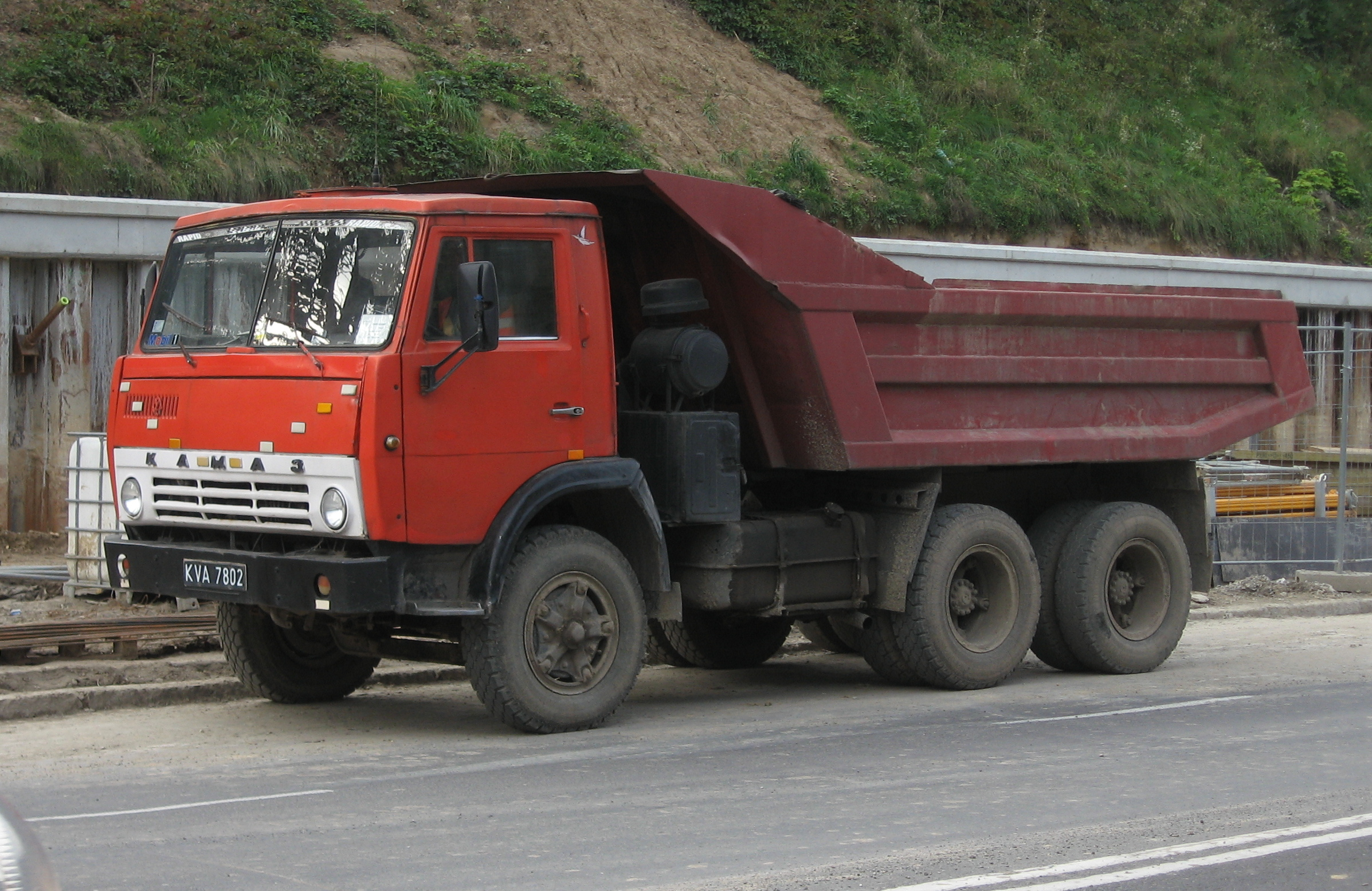
КамАЗ-5511 (Російська РФСР)

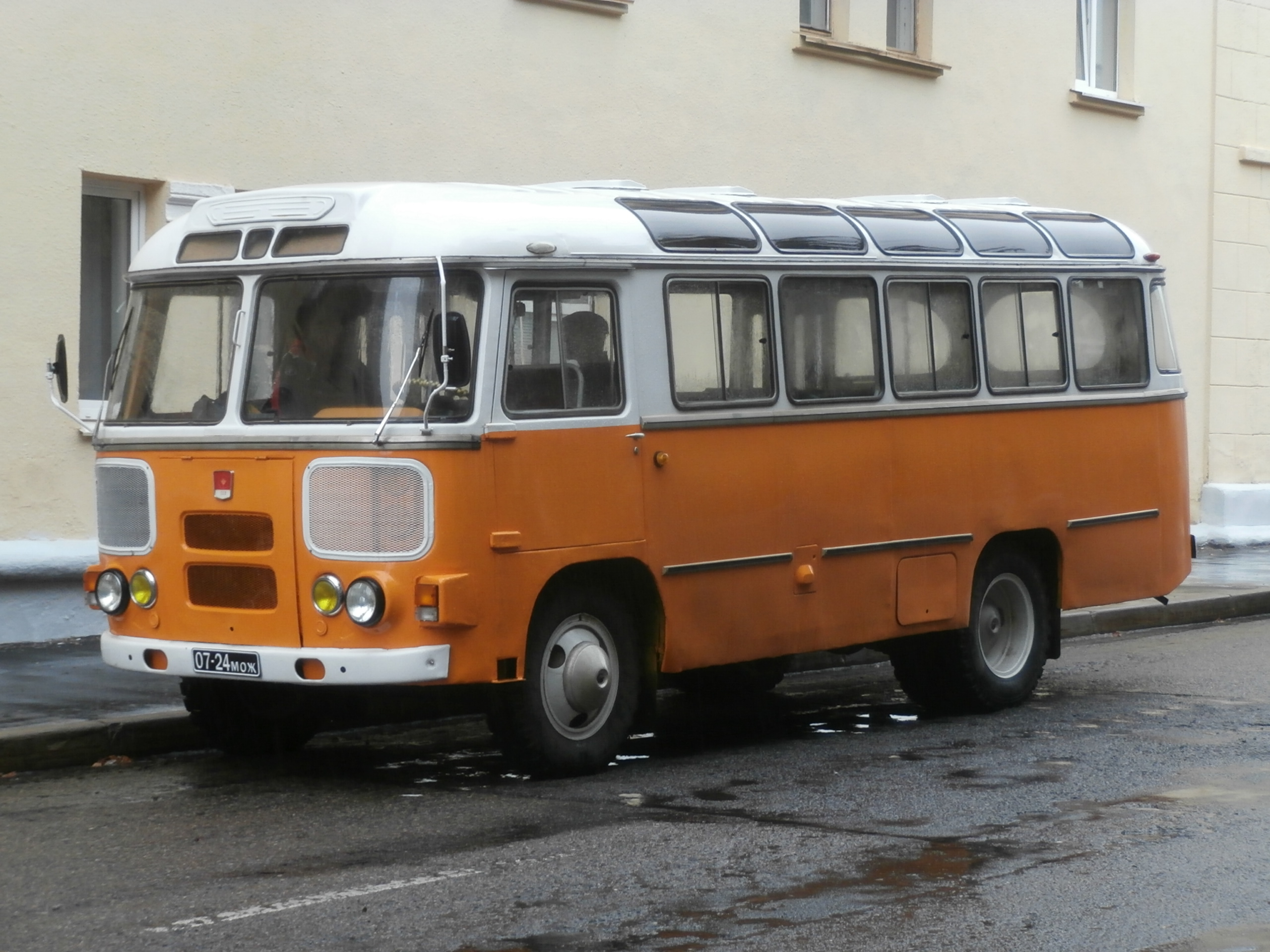
ПАЗ-672/3201 (Російська РФСР)

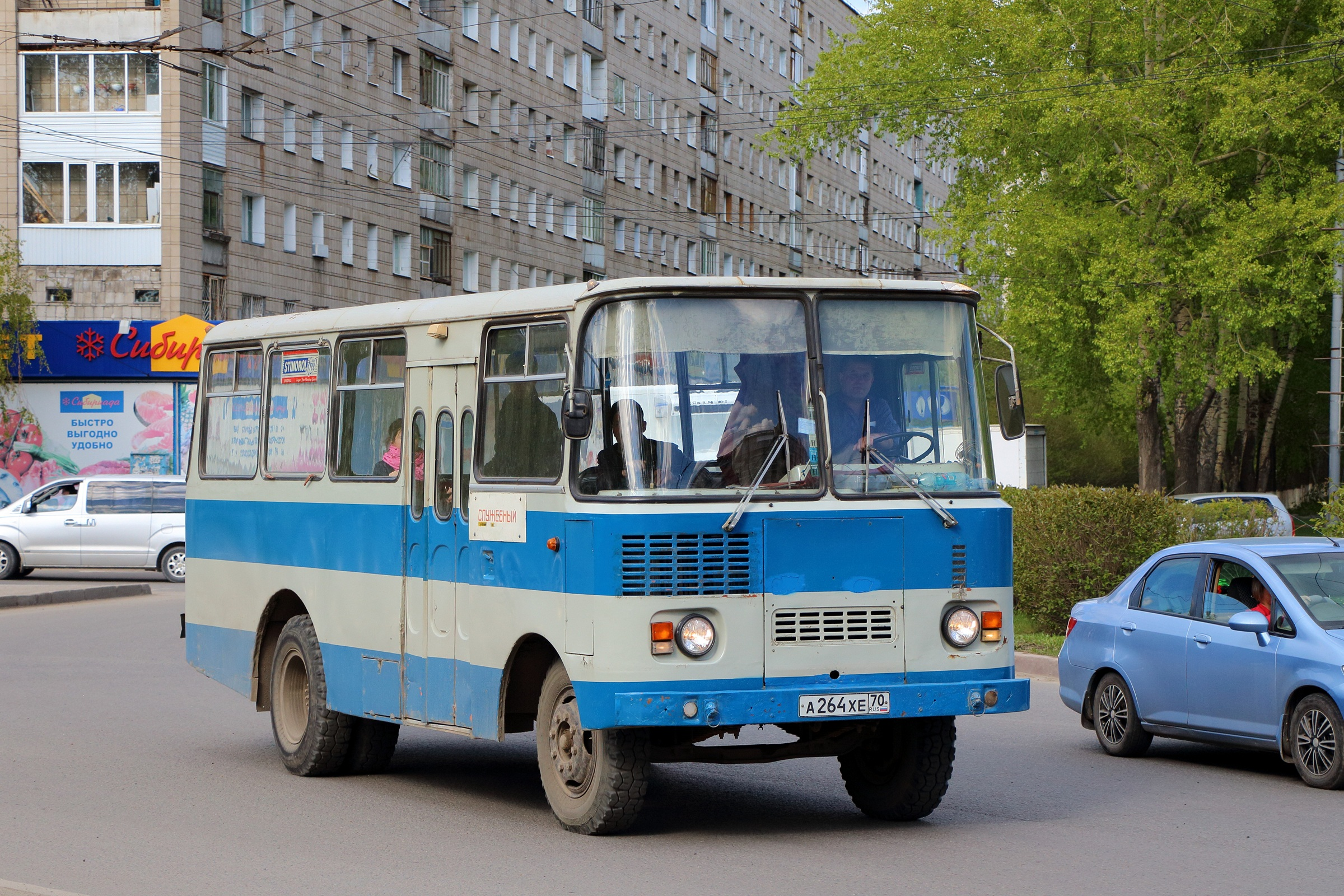
Таджикистан-3205 (Таджицька РСР)

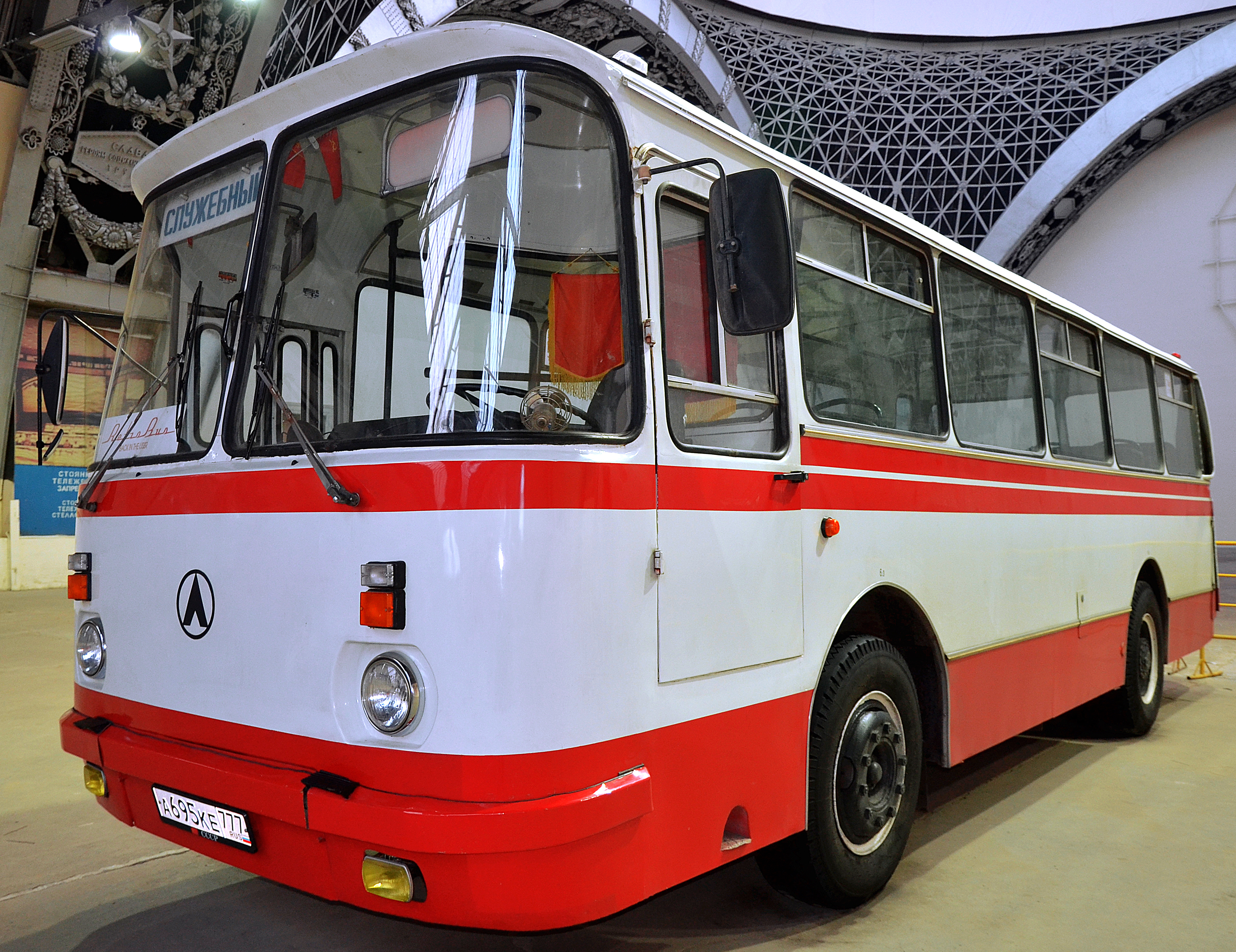
ЛАЗ-695Н (Українська РСР)

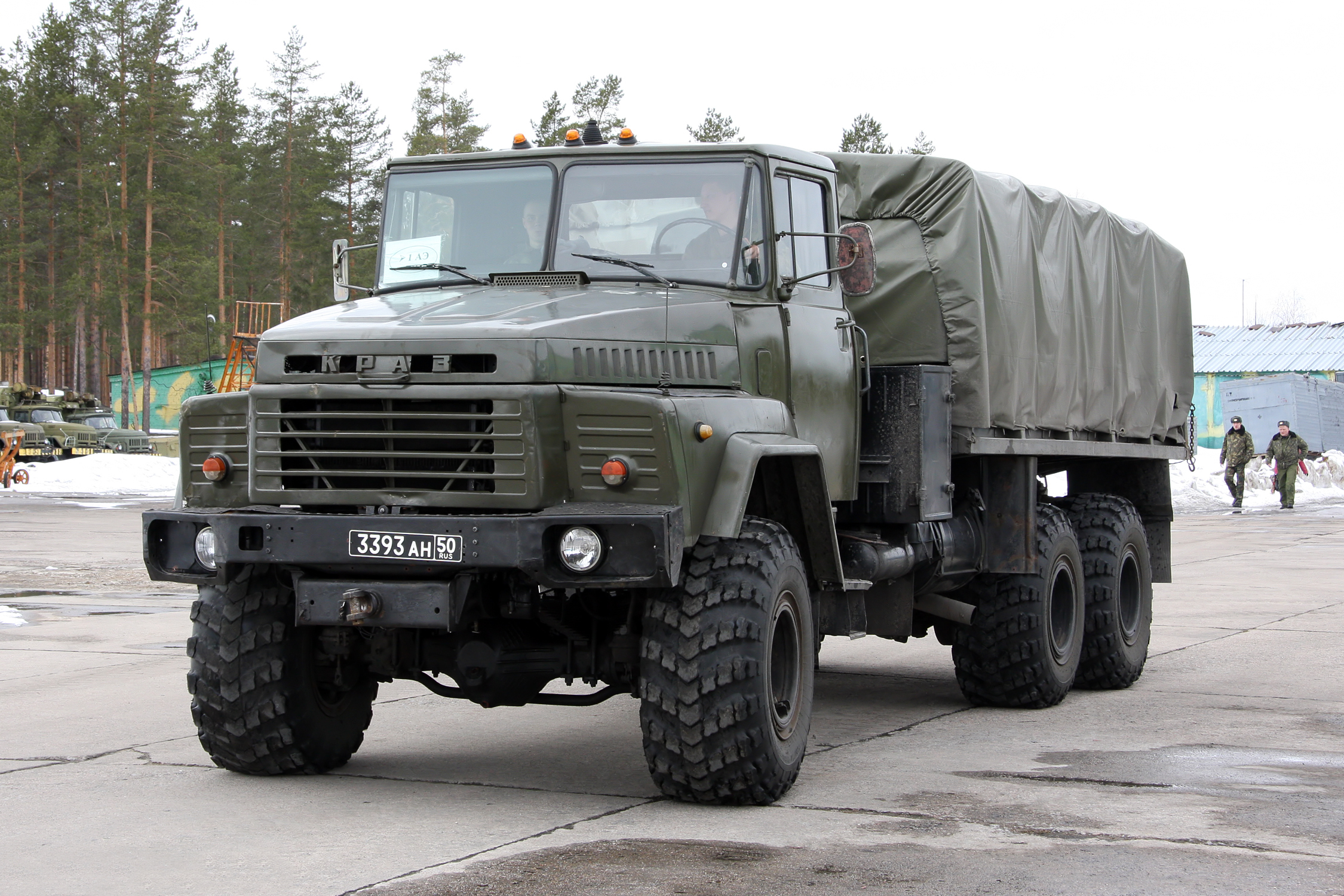
КрАЗ-260 (Українська РСР)

В колишньому Радянському Союзі виробництво автотранспортних засобів розміщувалося нерівномірно (велика частина автозаводів і заводів з випуску комплектуючих виробів знаходилась в Росії). Проте майже кожна колишня республіка СРСР мала (і зберегла) монопольне виробництво якого-небудь виробу.
Велика частина автомобільної промисловості СРСР, яка з річним виробництвом наближалася до 1,800,000 одиниць, була розташована в Російській РФСР. Українська РСР була другою, з виробництвом понад 200,000 одиниць на рік, Білоруська РСР — третьою з показником близько 40,000. Інші радянські республіки мали низьке значення в автомобільній промисловості. Тільки перші дві республіки виробляли всі типи автомобілів.

### Азербайджанська РСР
- БакАЗ (Бакінський автомобільний завод)
- КіАЗ (Кіровабадський автомобільний завод, згодом Гянджинський автомобільний завод) (1986-теперішній час)

### Білоруська РСР
- БелАЗ (1948-теперішній час)
- Борисівський авторемонтний завод
- Гомельський авторемонтний завод
- МАЗ (1944-теперішній час)
- Могилівський автомобільний завод
- МЗКТ (Мінський завод колісних тягачів) (1954-теперішній час)
- Неман (1984-теперішній час)
- Белджи

### Вірменська РСР
- ЄрАЗ (Єреванський Автомобільний Завод) — (1964—2002). Відомий в основному через виробництво вантажних фургонів ЄрАЗ. Перший фургон ЄрАЗ-762 був розроблений в Ризі як РАФ-977K.

### Грузинська РСР
- КАЗ (Кутаїський Автомобільний Завод, зараз Кутаїський Автомеханічний Завод) (1945-теперішній час)

### Естонська РСР
- TARK
- TARTS

### Казахська РСР
- АРКЗ (Алма-атинський ремонтно-кузовний завод)

### Киргизська РСР
- Авто-агрегатний завод імені Фрунзе
- БАСЗ (Бішкекський автоскладальний завод)
- ТАвЗ (Токмокський автобусний завод)

### Латвійська РСР
- Ford-Vairogs (1936—1940)
- Russo-Balt (1909—1923)
- RAF (Ризька Автобусна Фабрика) (1949—1998)
- REAF (Ризька Експериментальна Автобусна Фабрика) (1947—1951)

### Литовська РСР
- KAG (Каунаський Автобусний Завод)
- VFTS

### Молдавська РСР
- Автомобільної промисловості не було

### Російська РФСР
- АЗЛК (Москвич, 1929—2001)
- ВАЗ (Лада, 1966-теперішній час)
- ГАЗ (Волга, 1932-теперішній час)
- ІжМаш (Москвич, 1967-теперішній час, починаючи з 2012 року, завод зі складання АвтоВАЗ)
- КамАЗ (1969-теперішній час)
- КАвЗ (1958-теперішній час)
- ЛіАЗ (1937-теперішній час)
- ПАЗ (1932-теперішній час)
- УАЗ (1941-теперішній час)
- УралАЗ (1941-теперішній час)
- ЗіЛ (колишній ЗіС і АМО, 1916—2016)
- Амур (1967—2012, до 2004 УАМЗ)
- АвтоКубань (1962—2001)
- БАЗ (БЗКТ) (1958-теперішній час)
- ГолАЗ (1990-теперішній час, перероблений в 2014 р.)
- КЗКТ (1950—2011)
- НефАЗ (1972-теперішній час)
- СеАЗ (1939-теперішній час, виробництво машин зупинилося у 2008 році)
- ЗМА (1987-теперішній час, з 2005 року Sollers-Набережні Човни)

### Таджицька РСР
- Таджицький Авто-агрегатний Завод
- ЧАЗ (Чкаловський автобусний завод, згодом Худжанд-ЗіЛ)

### Туркменська РСР
- Автомобільної промисловості не було

### Узбецька РСР
- Автомобільної промисловості не було

### Українська РСР
- ЗАЗ (1863-теперішній час)
- КрАЗ (1958-теперішній час)
- ЛАЗ (1945-теперішній час)
- ЛуАЗ (1966—1995)
- ОдАЗ (1948-теперішній час)
- ДАЗ (Дніпропетровський автомобільний завод) (1944—1951)
- ДАЗ (Дніпровський автобусний завод) (1965-теперішній час)
- ЧСЗА (Чернігівський завод спеціального автотранспорту) (1947-теперішній час)
- ЧЗКВ (Чернігівський завод карданних валів, згодом Чернігівавтодеталь, зараз Чернігівський автозавод) (1968—2009)
- ЧАРЗ (Черкаський авторемонтний завод, зараз Черкаський автобус)
- САЗ (Стрийський автобусний завод, згодом Стрий-Авто) (1976-теперішній час)
- ЛАСЗ (Луганський автоскладальний завод) (1944—2002)
- ЛАРЗ (Львівський автомобільний ремонтний завод)
- САРБ (Сєвєродонецька авторемонтна база)
- ДАБ (Донецька автобаза тресту «ГоловДонбасБуд»)
- ЧРЗ (1958-теперішній час)
- ХАРЗ (Харківський автоморемонтний завод)
- ХЗСМ (Харківський завод спеціальних машин)

## Пострадянські виробники автомобілів

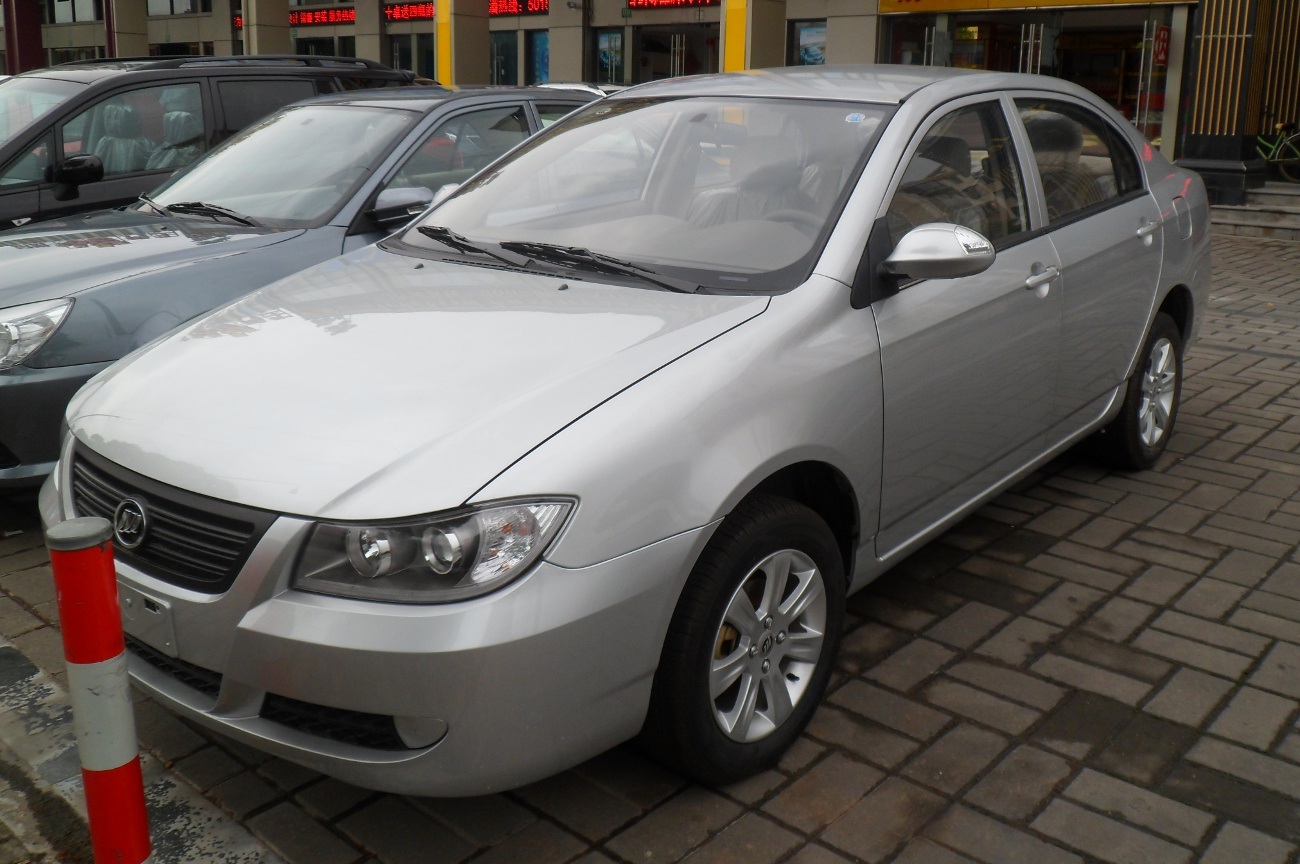
Lifan 620 складають в Азербайджані

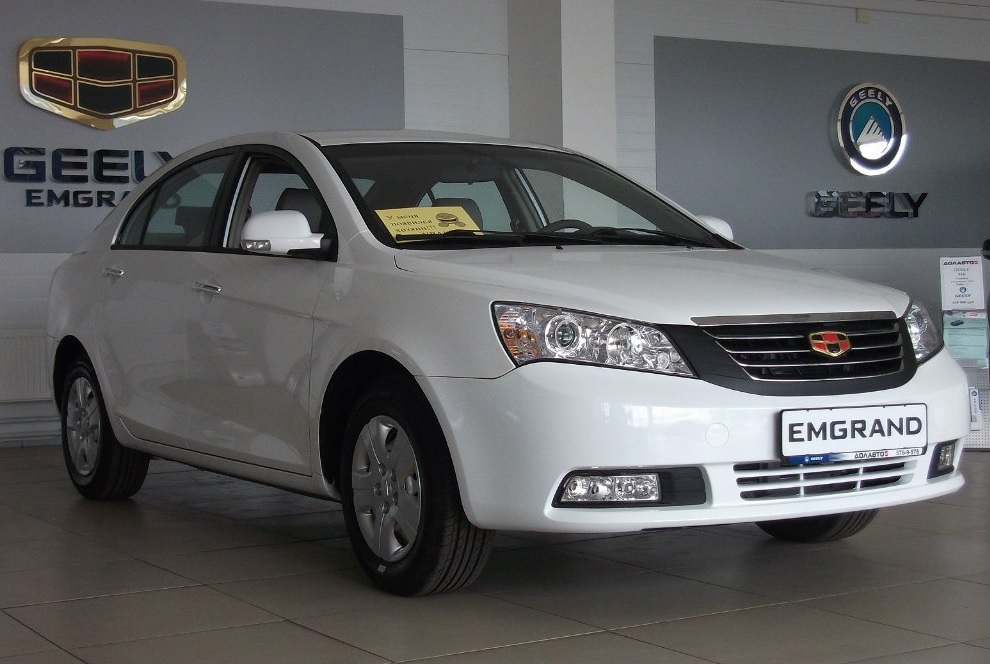
Geely Emgrand EC7 складають в Білорусі

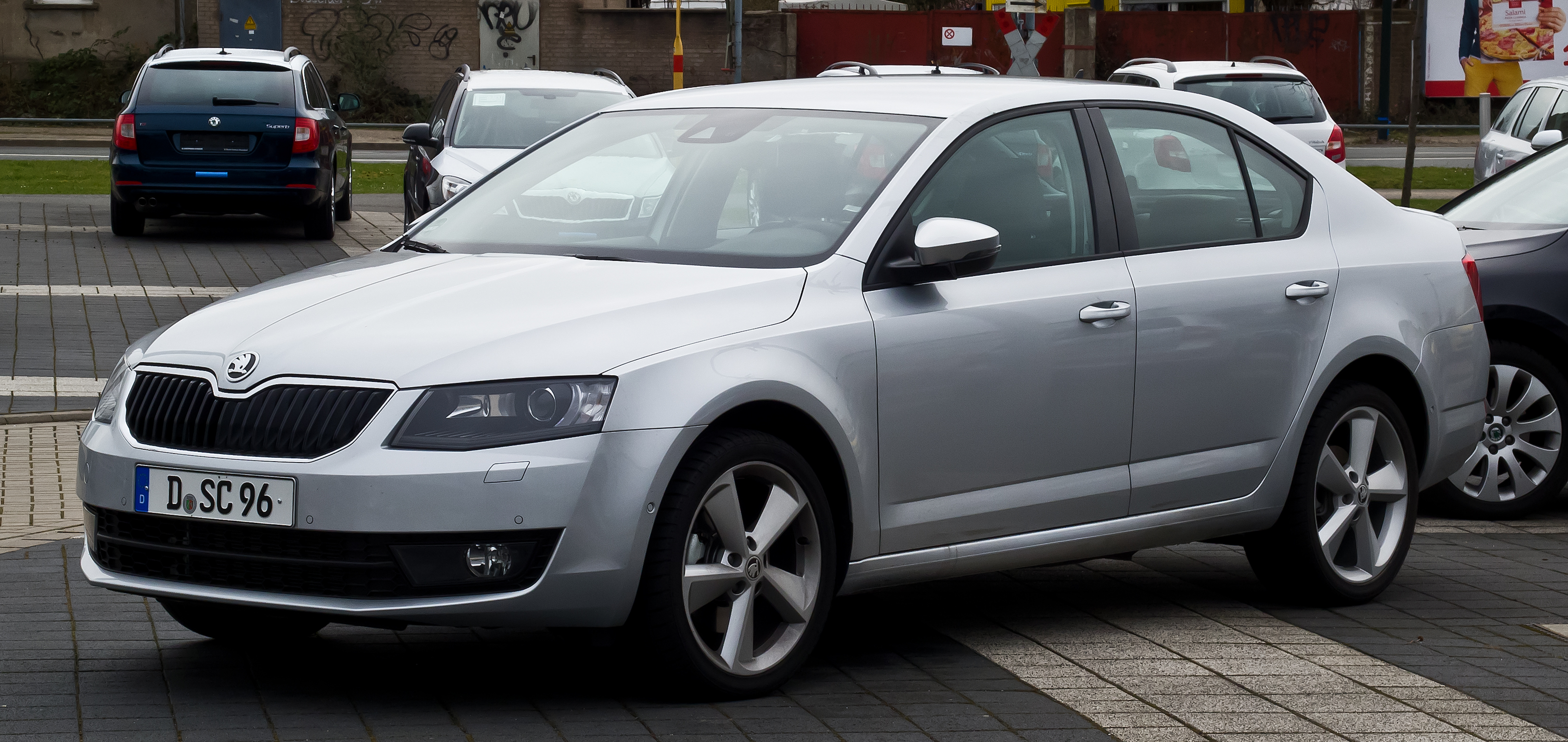
Škoda Octavia складають в Україні

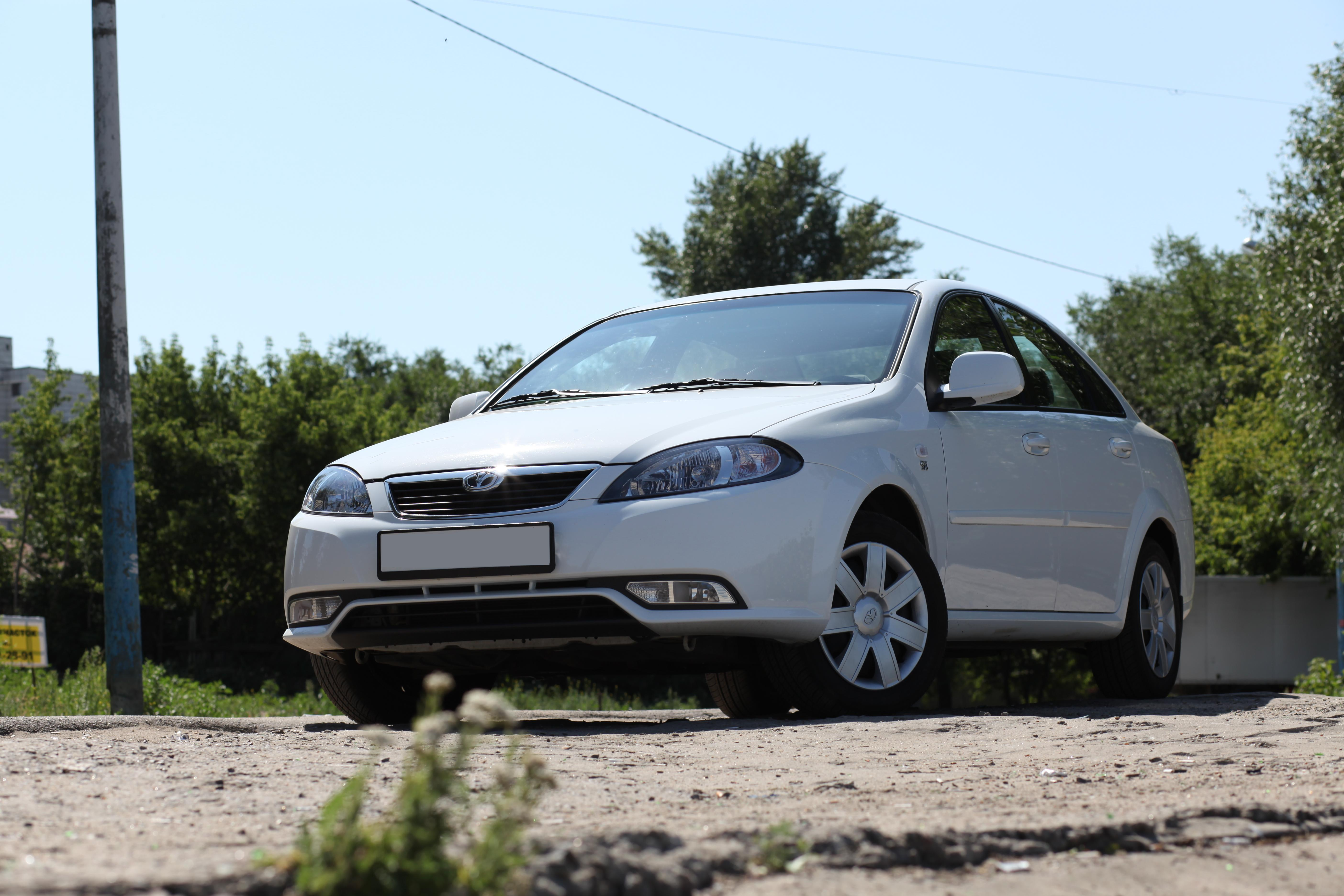
Daewoo Gentra складають в Узбекистані

З розпадом СРСР в 1991 радянське автомобілебудування, сконцентроване переважно в Білорусі, Україні та на Росії розпалося на національні автомобільні промисловості, доля яких склалася по-різному. Білорусь, Україна та Росія зберегли виробництво автомобілів, в той час як Вірменія (ЄрАЗ), Грузія (КАЗ), Литва (РАФ) та деякі інші країни колишнього СРСР припинили. Натомість інші республіки (Азербайджан, Узбекистан, Казахстан), які за радянських часів не мали своїх автозаводів, або ж виробляли автомобілі в невеликих кількостях створили спільні підприємства з іноземними партнерами.

### Азербайджан
- AzSamand
- NAZ

### Білорусь
- BelGee
- Ford Union
- Unison

### Казахстан
- Азія Авто
- АгромашХолдинг

### Молдова
- Дністер-Авто

### Росія
- Альтерна (1991—1995)
- ВІС (1991-теперішній час)

### Узбекистан
- GM Uzbekistan (UzDaewoo)
- MAN Auto-Uzbekistan
- SamAuto

### Україна
- Анто-Рус
- Богдан
- Доброта-Авто
- Електрон
- Еталон
- Єврокар
- КрАСЗ
- Стрий-Авто

## Число автомобілів в особистій власності
На початок 1928 року в СРСР нараховувалось 18,032 автомобілів різних марок і 6,340 мотоциклів, тоді як в Румунії автомобілів налічувалось 18,777, в Польщі — 18,878, в Фінляндії — 25,250. По території СРСР автотранспорт розподілявся наступним чином: Московський округ — 32,8 % всіх автомобілів і 40,3 % всіх мотоциклів, Ленінградський округ — 17,5 % всіх автомобілів і 14,2 % всіх мотоциклів, Україна — 13,6 % всіх автомобілів СРСР, Закавказзя — 11 % автомобілів і Північно-Кавказький округ — 7,5 % автомобілів.
З 18,032 автомобілів новими є лише 6,500 автомобілів, а 60,00-7,000 автомобілів через технічний стан рахуються автомобілями лише номінально. Всі ці автомобілі представлені 268 марками легкових автомобілів, 232 марками вантажних автомобілів, 73 марками спеціальних автомобілів і 154 марками мотоциклів. 77,9 % автомашин належить державним закладам і підприємствам, 15,5 % — приватним особам, 6,6 % — коопераціям. 44,7 % державних господарств мають лише по одній машині, 35,4 % нараховують від 2 до 5 автомашин, 2,6 % — понад 20 автомашин.
На початку світової війни на всій території Середньої Азії налічувалось не більше 5-6 автомобілів, а в 1927 році на території Середньої Азії їх налічувалось 620 шт.
Випуск всіх автомобілів в СРСР по роках:
|                    | 1924 рік | 1924-25 роки | 1925-26 роки | 1926-27 роки |
| ------------------ | -------- | ------------ | ------------ | ------------ |
| АМО                | 10       | 100          | 275          | 425          |
| Ярославський завод | -        | 10           | 25           | 75           |

Для порівняння з іншими країнами, в 1926 році виробництво автомобілів в інших країнах виглядало так: Італія — 64,760 одиниць, Німеччина — 75,000 одиниць, Франція — 200,000 одиниць, Англія — 198,700 одиниць, США — 4,260,000 одиниць. «Сітроен» у 1928 році випускав 400 автомобілів у день.
Цитата з журналу «За рулем» (1928):
За 6-7 мільйонів карбованців (три з половиною мільйони доларів) ми могли б в найближчий рік-два ввезти біля десяти тисяч легких вантажівок і легкових машин типу Форд або Шевроле. … Для заграниці, для Америки, наприклад, 10,000 машин — це продукція одного дня роботи заводів Форда. У нас же — це революція в нашому транспортному господарстві. 
Станом на 1928 рік в Америці новий автомобіль «Форд» коштував 395—495 доларів, «Шевроле» 495—715 доларів, а Фордівські автомобілі 1927 року випуску, при закупівлі їх вживаними станом на 1928 рік, коштували 150 і 200 доларів (300 і 400 карбованців). Середня розрахункова ціна «радянського» автомобіля при радянському ладі за даними журналу «За рулем» в 1928 році складала 4,000 карбованців, тобто 2,000 доларів.
|                                          | Велика Британія | Франція | Німеччина | США        | СРСР    |
| ---------------------------------------- | --------------- | ------- | --------- | ---------- | ------- |
| Число автомобілів в експлуатації         | 1,023,700       | 891,000 | 319,000   | 22,137,000 | 20,600  |
| Число жителів на 1 автомобіль            | 34              | 46      | 196       | 5          | 7,000   |
| Число автомобілів на 1 км² території     | 4,16            | 1,64    | 0,67      | 2,85       | 0,00097 |
| Число автомобілів на 1 км всіх доріг     | 3,58            | 3,84    | 1,51      | 4,65       | 0,006   |
| Число автомобілів на 1 км шосейних доріг | 16,43           | 17      | 1,7       | 35,5       | 0,35    |

Виробництво радянського автомобіля покривало тільки 45 % внутрішнього попиту, проте, імпорт легкових автомобілів не допускався. На покупку автомобілів існували черги роками, оскільки першим пріоритетом був експорт. Радянська промисловість щорічно експортувала 300,000-400,000 автомобілів в основному у Східну Європу, але були поставки і для західних країн. З 1970-х років ВАЗ (марка Lada) і ГАЗ (Волга), авто, які були найбільш престижними, 60 % від випуску відправлялись для державних установ. До 1988 року приватним особам не продавали мікроавтобуси, фургони, вантажівки і автобуси. Повнопривідні легкові автомобілі УАЗ можна було купити тільки при знятті з експлуатації. Лімузини марки «Чайка» і ЗІЛ в продаж не надходили.
| Республіки                               | 1980      | 1985       | 1987       |
| ---------------------------------------- | --------- | ---------- | ---------- |
| Союз Радянських Соціалістичних Республік | 8,217,500 | 12,444,400 | 14,194,200 |
| Азербайджанська РСР                      | 146,700   | 198,100    | 221,800    |
| Білоруська РСР                           | 244,800   | 388,500    | 431,000    |
| Вірменська РСР                           | 124,600   | 193,800    | 218,700    |
| Грузинська РСР                           | 246,900   | 368,300    | 412,600    |
| Естонська РСР                            | 117,500   | 167,400    | 187,500    |
| Казахська РСР                            | 425,300   | 612,300    | 697,700    |
| Киргизька РСР                            | 94,500    | 141,700    | 161,600    |
| Латвійська РСР                           | 156,400   | 206,600    | 227,800    |
| Литовська РСР                            | 236,200   | 329,800    | 378,500    |
| Молдавська РСР                           | 87,900    | 140,300    | 163,100    |
| Російська РФСР                           | 4,194,700 | 6,387,700  | 7,254,000  |
| Таджицька РСР                            | 89,700    | 161,800    | 192,500    |
| Туркменська РСР                          | 92,500    | 143,900    | 165,200    |
| Узбецька РСР                             | 404,900   | 646,100    | 729,600    |
| Українська РСР                           | 1,554,900 | 2,358,100  | 2,722,600  |

Станом на 1989 рік більш, ніж в десяти державах показники рівня автомобілізації становлять 400—600 автомобілів на 1,000 мешканців; в більшості європейських соціалістичних країн нараховується значно більше, ніж 100 автомобілів на 1,000 осіб; в країнах, що розвиваються приблизно 80 автомобілів, а в Радянському Союзі — заледве 50.

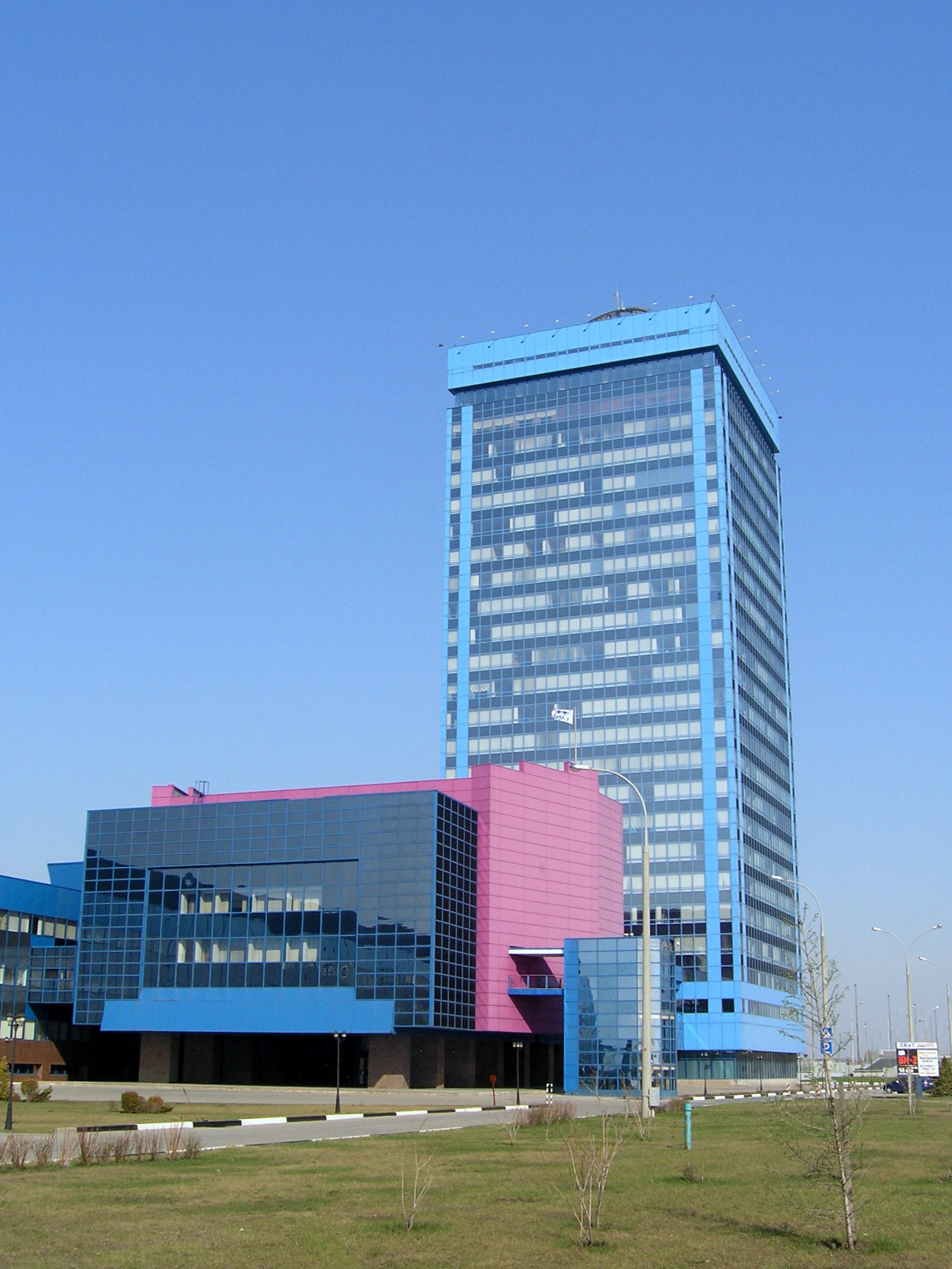
ВАЗ — найбільший виробник легковиків в СРСР
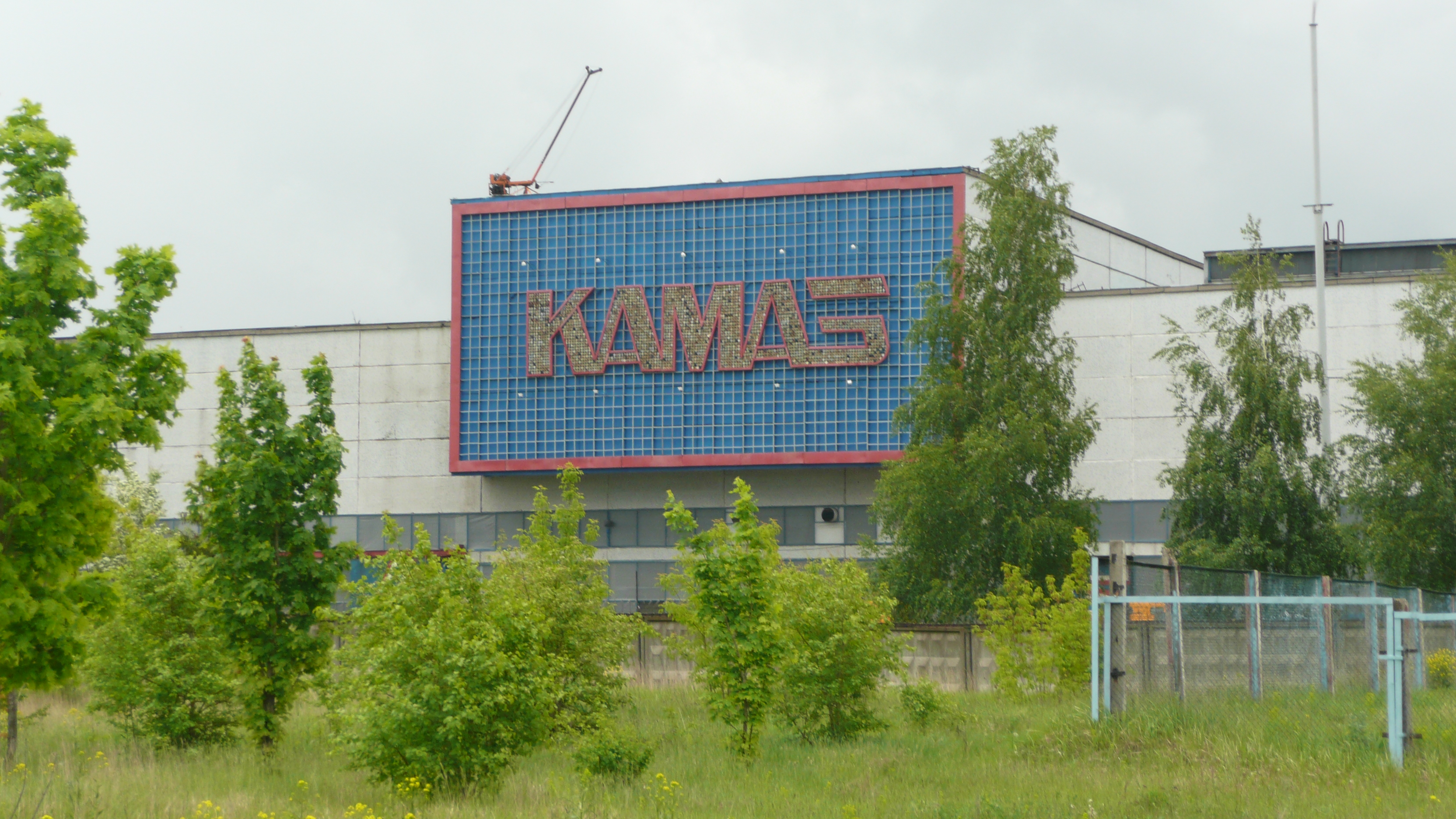
КамАЗ — найбільший виробник вантажівок в СРСР
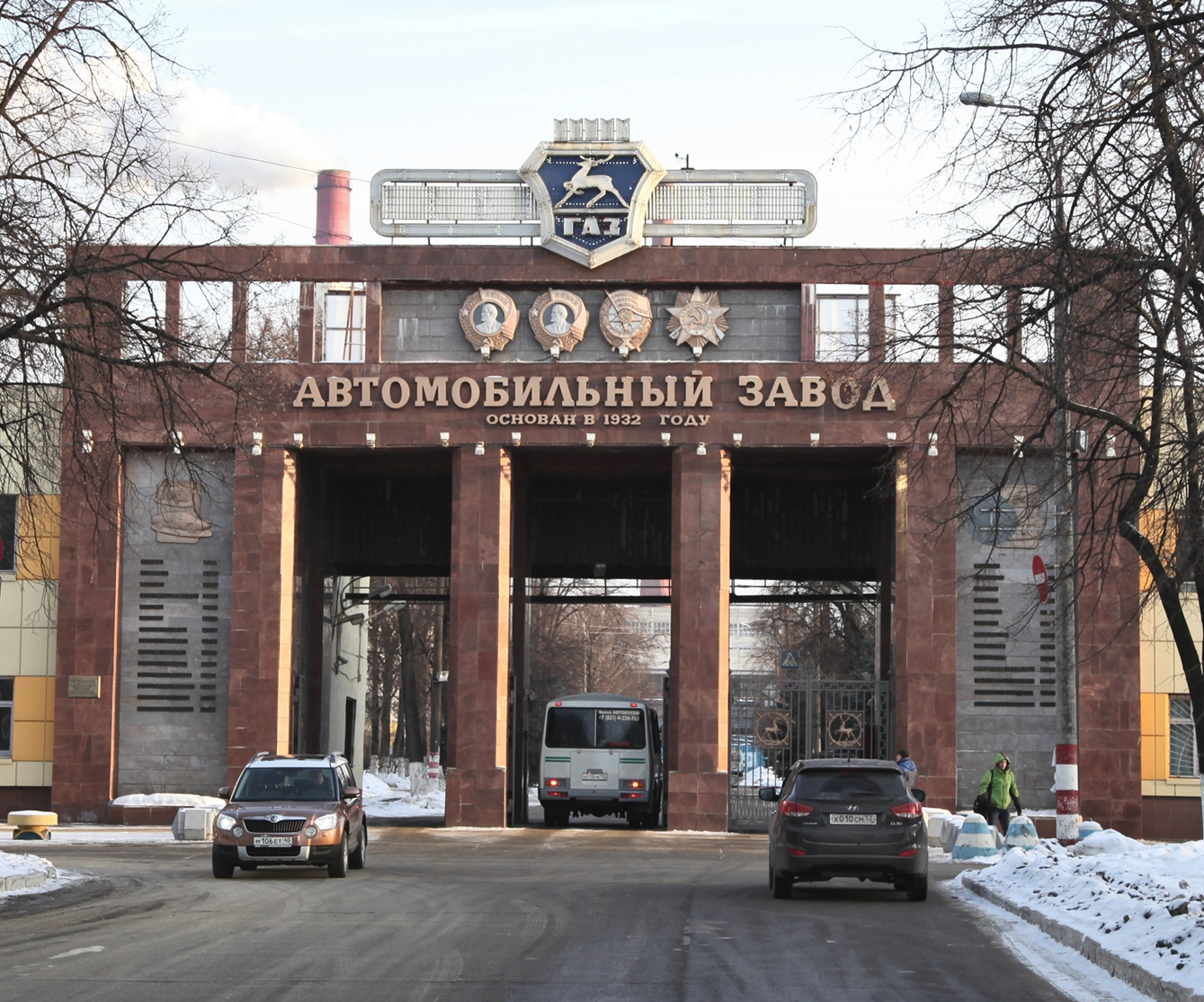
Завод ГАЗ
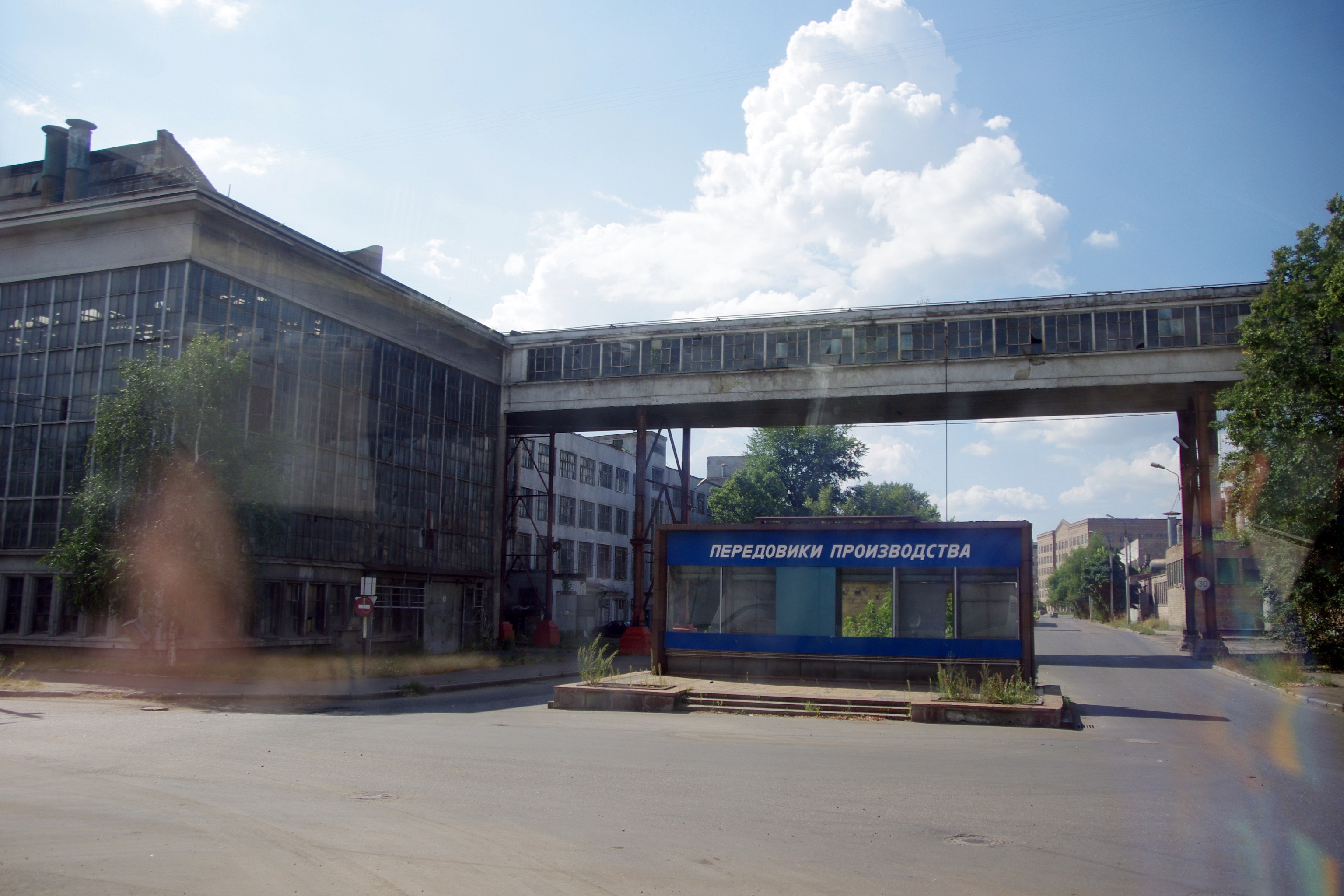
Завод ЗІЛ
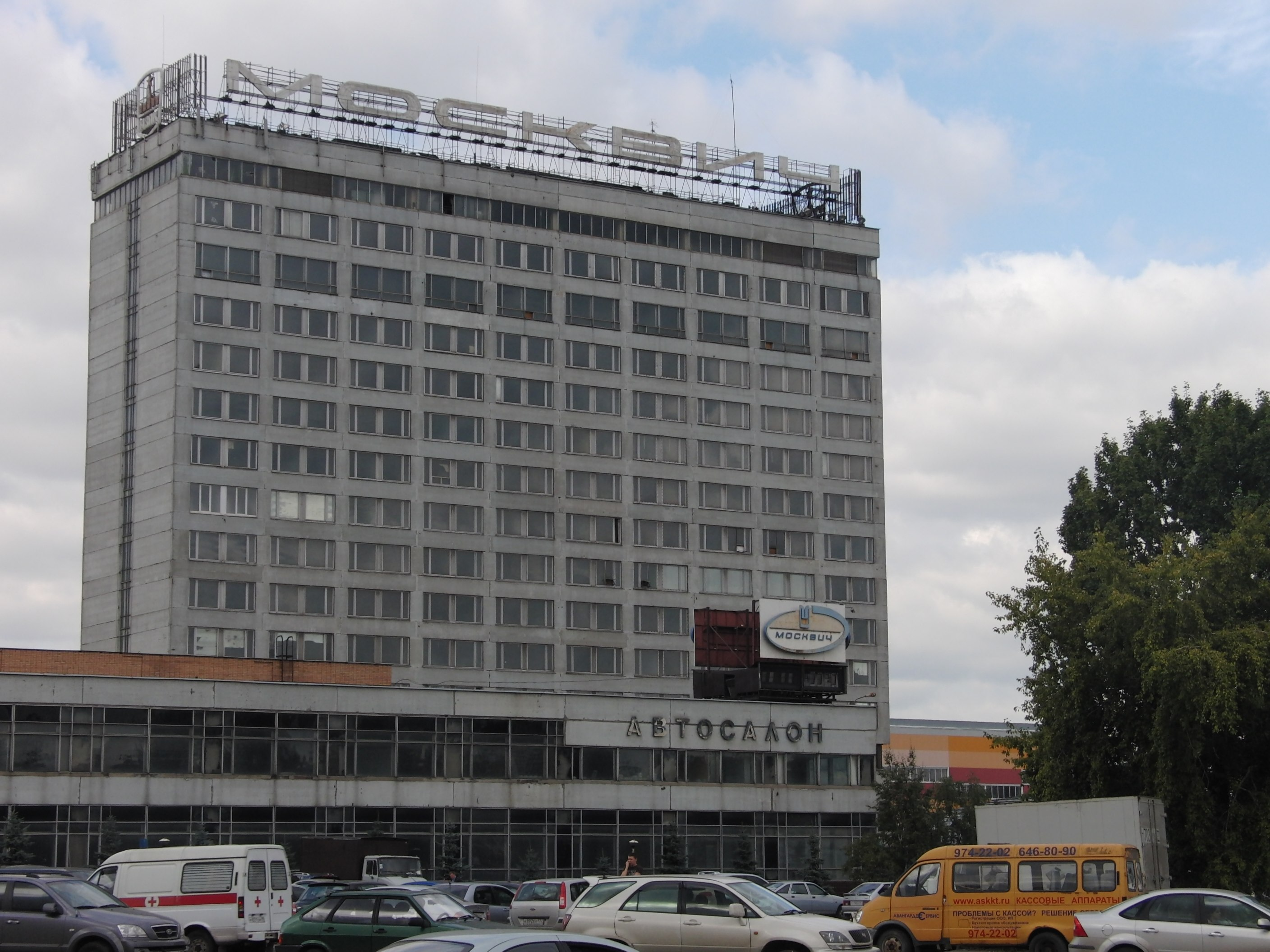
Завод Москвич (АЗЛК) у 2001 році збанкрутував
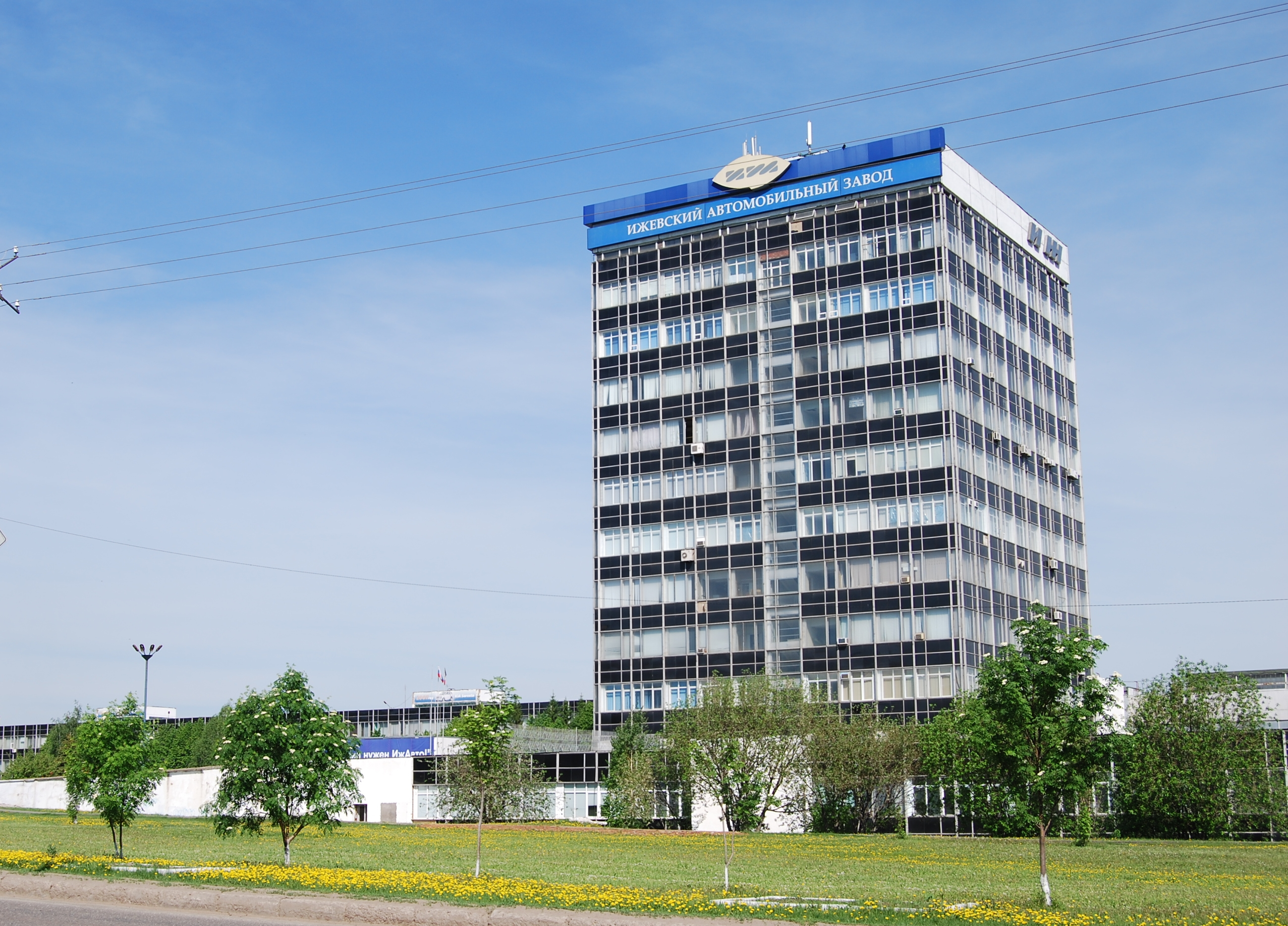
Завод ІжАвто
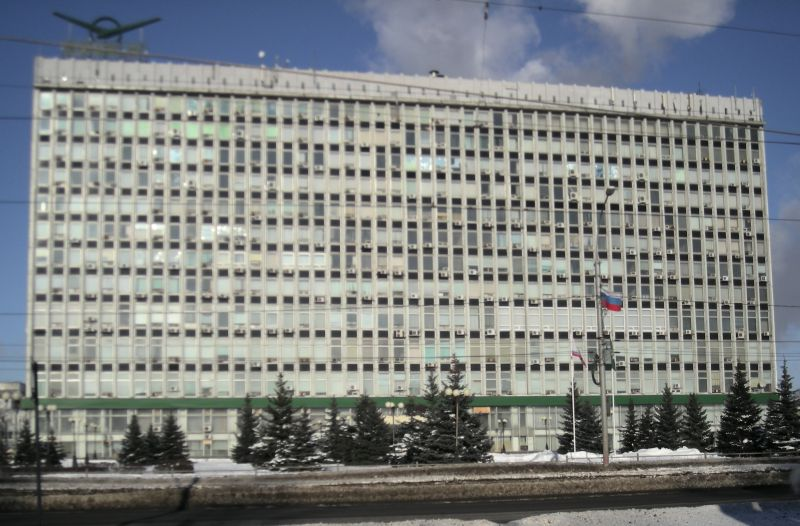
Завод УАЗ
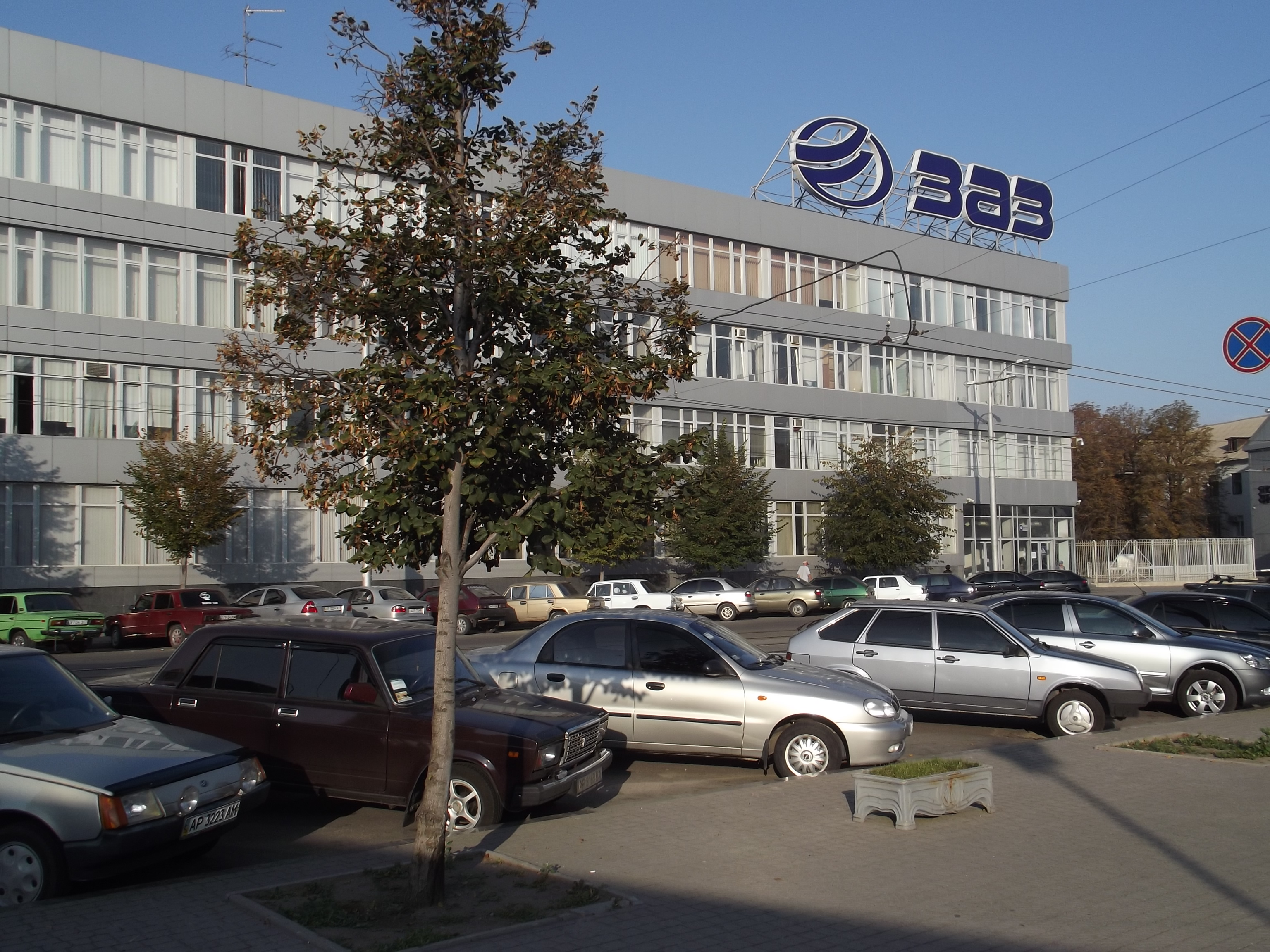
ЗАЗ — найбільший виробник легкових авто в УРСР
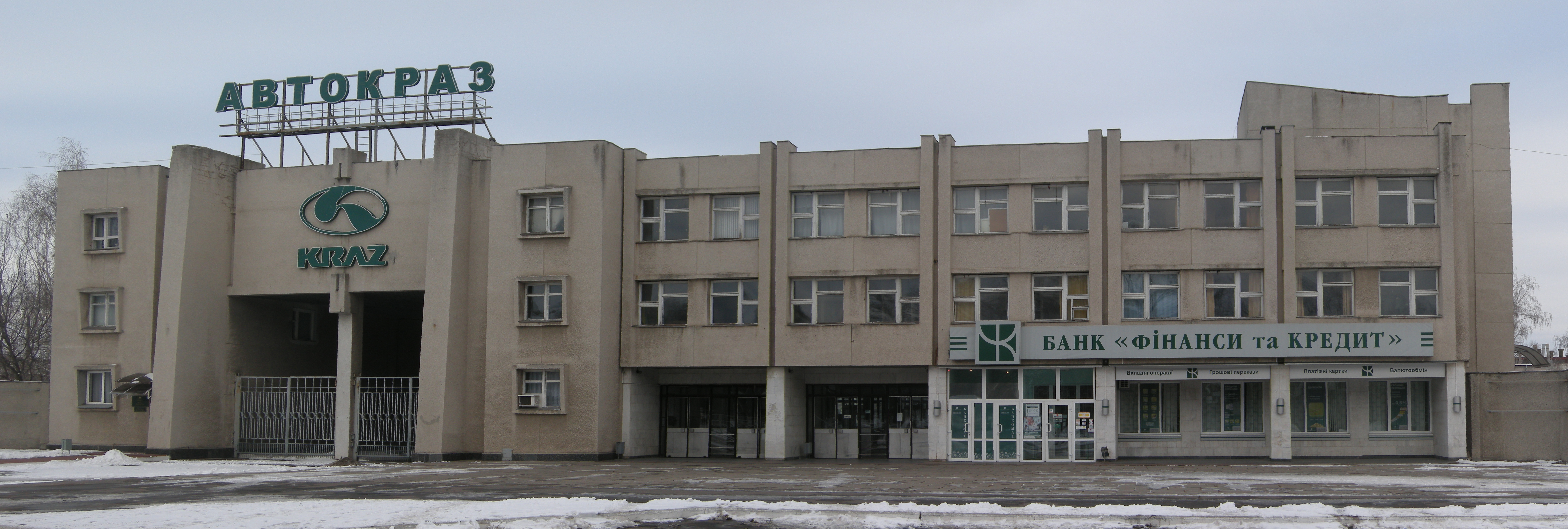
КрАЗ — єдиний виробник вантажівок в УРСР
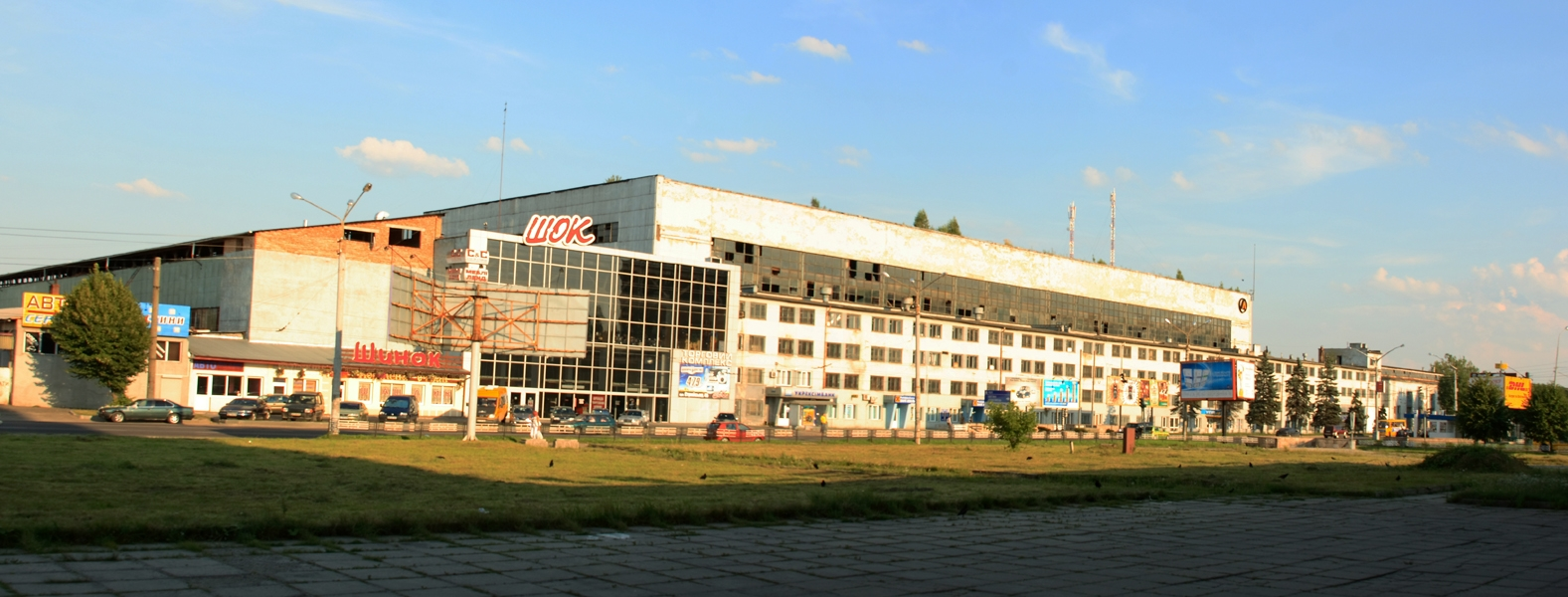
ЛАЗ — найбільший виробник автобусів в СРСР
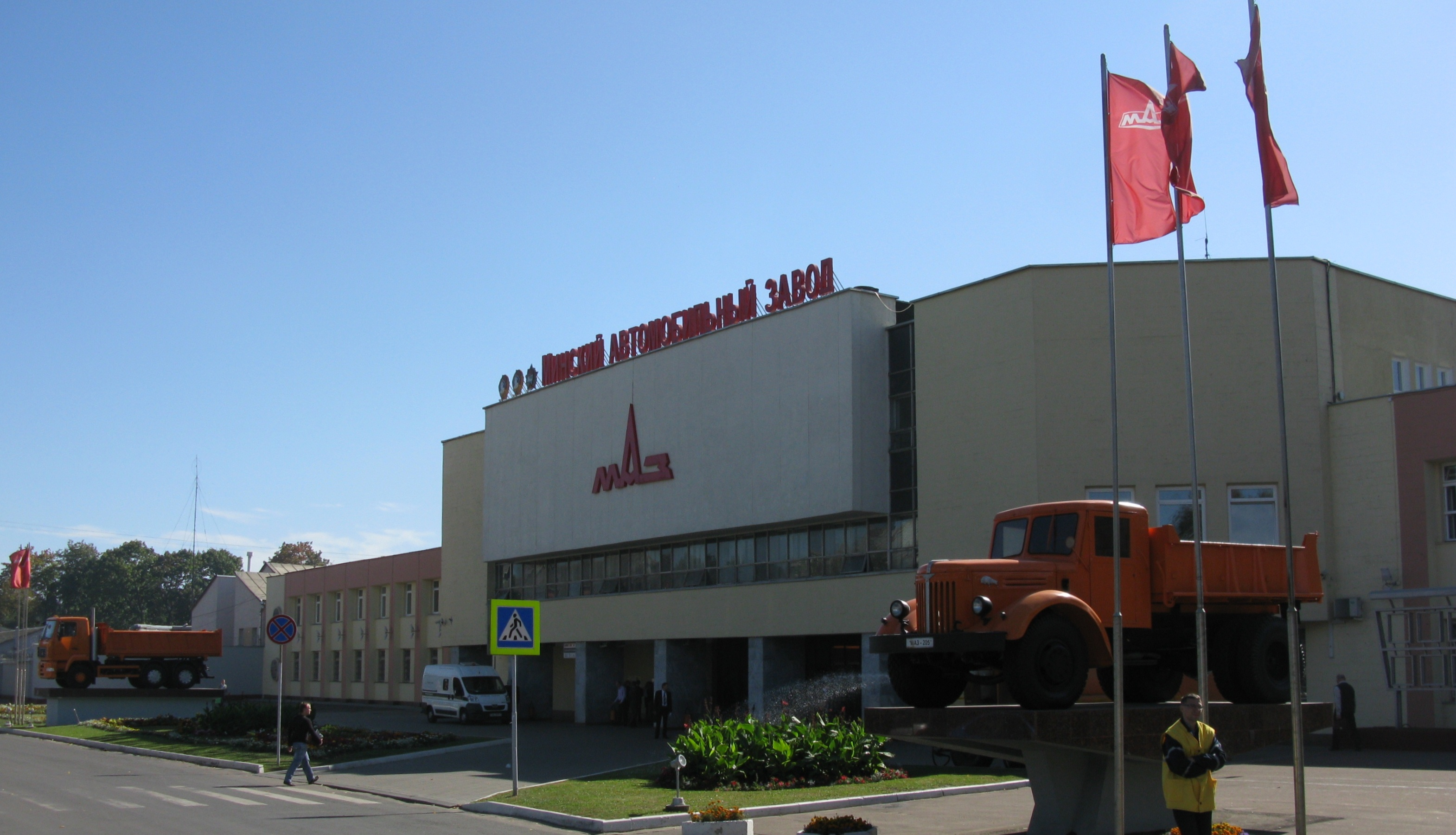
МАЗ — найбільший виробник авто в БРСР
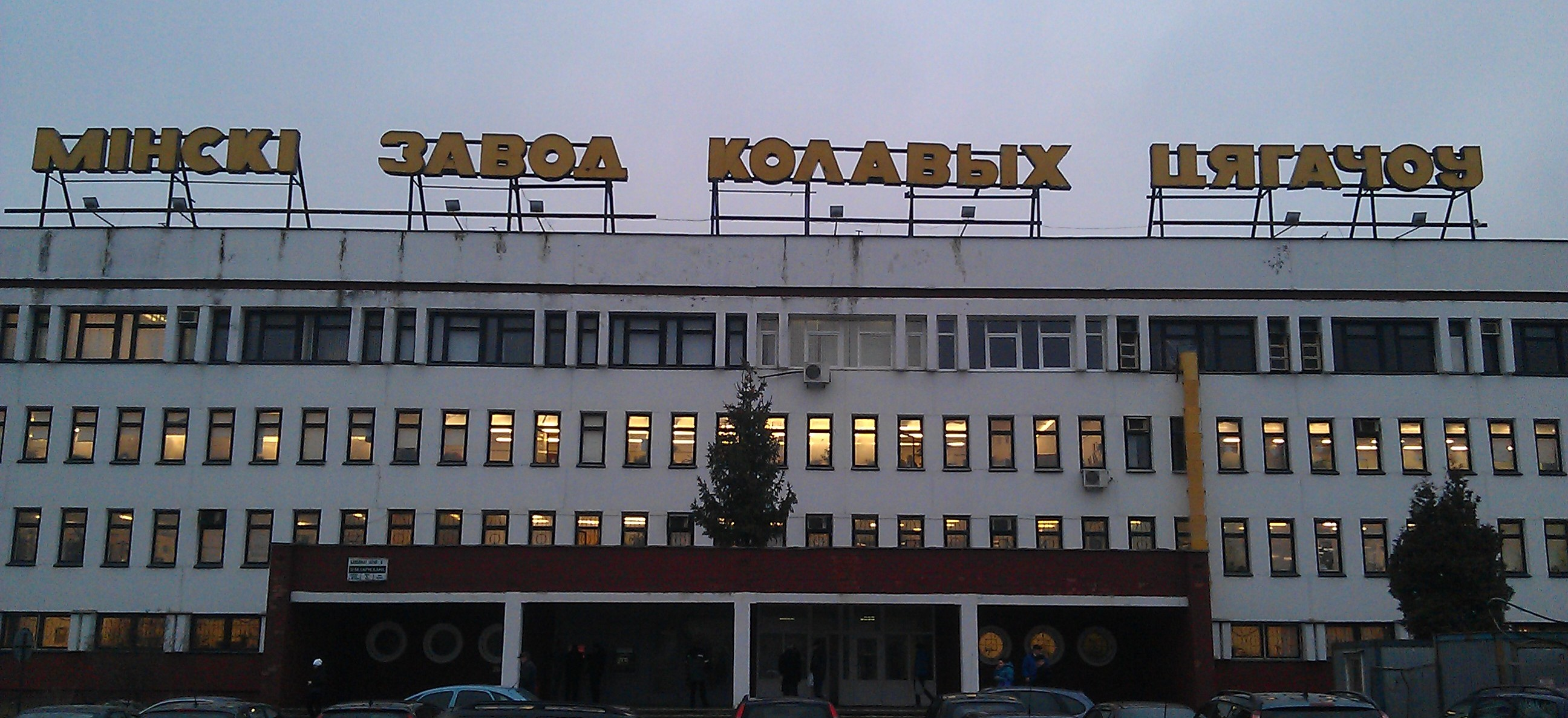
Завод МЗКТ

## Приклад копіювання іноземних розробок
Радянські автовиробники нерідко йшли шляхом копіювання іноземних зразків, переважно американських і західноєвропейських. Наприклад клони Fiat вироблялися під маркою ВАЗ-2101 «Жигулі», ГАЗ 3302 «ГАЗель» була скопійована з Ford Transit ІІ покоління, Москвич-2141 є копією французької Simca 1307. Із них лише виробництво Fiat було зафіксоване ліцензією.
| Приклади копіювання іноземних розробок | Приклади копіювання іноземних розробок | Приклади копіювання іноземних розробок | Приклади копіювання іноземних розробок |
| -------------------------------------- | -------------------------------------- | -------------------------------------- | -------------------------------------- |
| ВАЗ-1111                               | 1988–2008                              | Daihatsu Cuore                         | 1985–1990                              |
| ВАЗ-2101                               | 1970–1988                              | Fiat 124                               | 1966–1974                              |
| ВАЗ-2103                               | 1972–1984                              | Fiat 125                               | 1967–1991                              |
|                                        |                                        |                                        |                                        |
| ГАЗ-13                                 | 1959–1981                              | Packard Caribbean                      | 1953–1956                              |
| ГАЗ-14                                 | 1977–1989                              | Chrysler New Yorker                    | 1966–1973                              |
| ГАЗ-21                                 | 1956–1970                              | Ford Mainline                          | 1952–1956                              |
| ГАЗ-24                                 | 1970–1985                              | Ford Falcon                            | 1960–1966                              |
| ГАЗ-А                                  | 1932–1936                              | Ford Model A Standard Phaeton          | 1927–1931                              |
| ГАЗ-М1                                 | 1936–1942                              | Ford Model B 40A                       | 1932–1934                              |
|                                        |                                        |                                        |                                        |
| ЗАЗ-965                                | 1960–1969                              | Fiat 600                               | 1955–1969                              |
| ЗАЗ-966                                | 1967–1971                              | NSU Prinz 4                            | 1961–1973                              |
|                                        |                                        |                                        |                                        |
| ЗІС-110                                | 1945–1958                              | Packard 160 Touring Sedan              | 1940–1942                              |
|                                        |                                        |                                        |                                        |
| ЗІЛ-111                                | 1959–1967                              | Imperial Crown Limousine               | 1955–1956                              |
| ЗІЛ-114                                | 1967–1978                              | Lincoln Continental                    | 1959–1960                              |
| ЗІЛ-115                                | 1976–1983                              | Cadillac Fleetwood                     | 1971–1976                              |
|                                        |                                        |                                        |                                        |
| Л-1 «Красний путіловєц»                | 1933                                   | Buick 32-90L                           | 1932                                   |
|                                        |                                        |                                        |                                        |
| КІМ-10                                 | 1940–1941                              | Ford Prefect                           | 1938–1953                              |
|                                        |                                        |                                        |                                        |
| Москвич-2141                           | 1986–2003                              | Simca 1307                             | 1975–1979                              |
| Москвич-400                            | 1946–1956                              | Opel Kadett K38                        | 1938–1940                              |
| Москвич-402                            | 1956–1965                              | Opel Olympia Rekord                    | 1954–1955                              |
|                                        |                                        |                                        |                                        |
| УАЗ-452                                | 1966–1985                              | Jeep Forward Control                   | 1956–1965                              |

## Виробництво автомобілів за роками
| Роки | Автомобілів загалом | Зокрема легкових |
| ---- | ------------------- | ---------------- |
| 1940 | 145,4               | 5,5              |
| 1945 | 74,7                | 5,0              |
| 1947 | 133,0               | 9,6              |
| 1950 | 362,9               | 64,6             |
| 1955 | 445,3               | 107,8            |
| 1958 | 511,1               | 122,2            |
| 1960 | 523,6               | 138,8            |
| 1965 | 616,3               | 201,2            |
| 1970 | 916,1               | 344,3            |
| 1975 | 1 963,9             | 1 201,2          |
| 1980 | 2 199               | 1 327            |
| 1985 | 2 247,5             | 1 332,3          |
| 1990 | 2 039,6             | 1 260,2          |